# Sovětský svaz
Sovětský svaz (rusky Советский Союз, Sovětskij Sojuz), plným názvem Svaz sovětských socialistických republik (rusky  Сою́з Сове́тских Социалисти́ческих Респу́блик,  Sojuz Sovětskich Socialističeskich Respublik), zkratkou SSSR (rusky СССР), byl eurasijský stát se socialistickým zřízením, který existoval v rozmezí let 1922 až 1991 na většině území dřívějšího Ruského impéria.
Sovětský svaz byl nominálně unií svazových republik a moc měly sověty (parlamenty) včetně Nejvyššího sovětu. Skutečnou moc měla Komunistická strana, její vedoucí role byla zakotvena v ústavě a její generální tajemník byl nejvyšším představitelem SSSR. Stát byl silně centralizovaný a řízený z hlavního města Moskvy a jeho mocenského sídla Kremlu.
Po pádu Ruského impéria komunističtí radikálové, bolševici v Říjnové revoluci v listopadu 1917 svrhli prozatímní vládu. Po převratu následovala kapitulace v první světové válce brestlitevským mírem, rozpad bývalého impéria a ještě krvavější občanská válka. Po vítězství komunistů byl v prosinci 1922 založen Sovětský svaz, sdružující Ruskou sovětskou federativní socialistickou republiku, Ukrajinskou sovětskou socialistickou republiku, Běloruskou sovětskou socialistickou republiku a Zakavkazskou federativní socialistickou republiku. V následujících letech byly vytvořeny další sovětské republiky ve Střední Asii.
Po smrti prvního sovětského vůdce Vladimira Iljiče Lenina v roce 1924 se dalším vůdcem země stal Josif Vissarionovič Stalin, který zahájil rozsáhlou industrializaci a kolektivizaci zemědělství, spojené s plánovanou ekonomikou a politickým útlakem; v tzv. gulazích a během hladomoru zahynuly miliony lidí. Během druhé světové války v roce 1941 nacistické Německo a jeho spojenci napadli Sovětský svaz, přestože s ním dříve podepsali dohodu o neútočení. Z následujících čtyř let těžkých bojů Sovětský svaz vyšel jako jedna ze dvou světových supervelmocí; tou druhou se staly Spojené státy. Zároveň získal (staro)nová území ve východní Evropě, obzvláště v Pobaltí, a počet svazových republik stoupl na 16 (od roku 1956 se ustálil na 15).
Sovětský svaz se spolu se satelitními zeměmi východního bloku podílel na studené válce, dlouhém ideologickém a politickém boji se Spojenými státy a jejich spojenci, v němž nakonec neuspěl kvůli ekonomickým problémům, a také zahraničním a domácím nepokojům. Na konci 80. let se poslední sovětský vůdce Michail Gorbačov pokusil reformovat stát politikou perestrojky a glasnosti, avšak Sovětský svaz se zhroutil a byl rozpuštěn. Práva a povinnosti Sovětského svazu převzala Ruská federace.

## Geografie, klima a prostředí

Sovětský svaz při svém vzniku v roce 1922

S rozlohou 22 402 200 km² byl Sovětský svaz největším státem na Zemi, tento status poté zůstal Rusku. Pokrýval šestinu suchozemského povrchu, jeho velikost byla srovnatelná s rozlohou Severní Ameriky. Evropská část představovala čtvrtinu území státu a byla kulturním a ekonomickým centrem. Východní část v Asii dosahovala k Tichému oceánu a Afghánistánu na jihu. S výjimkou některých oblastí ve Střední Asii byla mnohem méně obydlená. Táhl se od východu na západ přes vzdálenost 10 000 kilometrů 11 časovými pásmy a přes 7 200 kilometrů od severu na jih. Zasahoval do pěti klimatických zón: tundra, tajga, step, poušť a hory.
Sovětský svaz měl nejdelší hranici na světě, stejně jako Rusko. Měřila přes 60 000 kilometrů, což je jeden a půl obvodu Země. Dvě třetiny z toho zaujímalo pobřeží. Za Beringovým průlivem se nacházely Spojené státy. V letech 1945 až 1991 hraničil se zeměmi jako Afghánistán, ČLR, Československo, Finsko, Maďarsko, Írán, Mongolsko, Severní Korea, Norsko, Polsko, Rumunsko a Turecko.
Největší horou SSSR byla Pik Kommunizma (dnes Qullai Ismoili Somoni) v Tádžikistánu s 7 495 m. Sovětský svaz také zahrnoval většinu největších světových jezer; Kaspické moře (společně s Íránem) a Bajkal, největší a nejhlubší sladkovodní jezero na světě, které je také vnitřním vodním zdrojem v Rusku.

## Dějiny

### Vznik SSSR

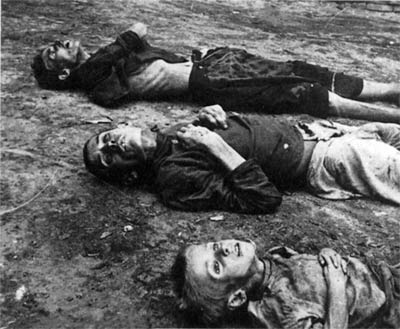
Hladomor v Povolží v letech 1921–1922 zahubil odhadem 6 milionů lidí

Ruské impérium bylo svrženo v únorové revoluci roku 1917, byla ustanovena prozatímní vláda a vyhlášena Ruská republika. Socialističtí revoluční radikálové označovaní jako bolševici pod vedením Lenina a Trockého v říjnové revoluci svrhli vládu a požadovali všechnu moc sovětům, což byla socialistická sdružení pracujících, kde se v té době podařilo bolševikům získat většinu. Následně rozpustili Ústavodárné shromáždění, kde získali slabý mandát, a Trockým byla zřízena a vybudována Rudá armáda na obranu revolučního režimu.
V lednu 1918 byla vyhlášena Ruská sovětská federativní socialistická republika (RSFSR). 3. března téhož roku podepsali v Brest-Litevsku zástupci sovětského Ruska separátní mírovou smlouvu (Brestlitevský mír) ukončující účast Ruska v první světové válce. V důsledku tvrdých podmínek kapitulace vůči centrálním mocnostem přišlo Rusko o Finsko, Pobaltí, část Polska, Ukrajinu, Bělorusko a Besarábii.
Krátce poté ovšem v zemi vypukla občanská válka, proti komunistům povstalo mnoho jejich odpůrců. Ti však byli velmi nejednotní, a tudíž nemohli být pro bolševiky silným protivníkem. Rudá armáda i přes několik intervencí vojsk Dohody dokázala během několika let odpor potlačit a ustanovit sovětskou moc na větší části území bývalého impéria, včetně Dálného východu, Zakavkazska, větší části Ukrajiny a Běloruska. Porážkou skončila rusko-polská válka, mimo komunistickou moc zůstalo východní Polsko, západní části Běloruska a Ukrajiny a Pobaltí.
Na mezinárodní scéně došlo také ke změně; po izolacionismu, který vyvolaly spory ohledně neuznání starých ruských dluhů, navázala RSFSR postupně diplomatické vztahy s Německem, Francií a Velkou Británií.
Dne 30. prosince 1922 došlo ke spojení RSFSR, Ukrajinské SSR, Běloruské SSR a Zakavkazské SSR. Vznikl tak Sovětský svaz.

### Období stalinismu

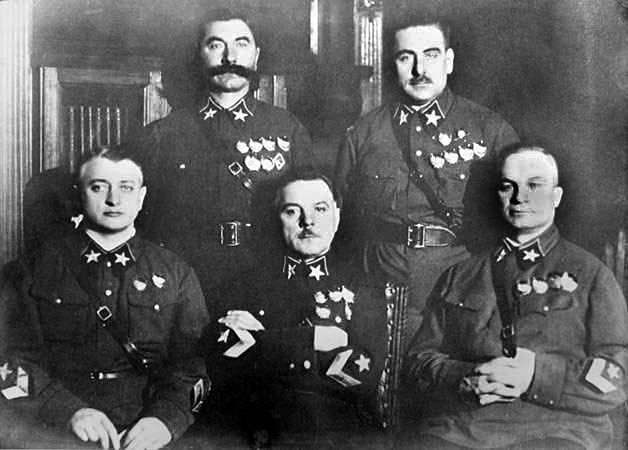
Pět maršálů SSSR v roce 1935. Pouze dva z nich – Buďonnyj a Vorošilov – přežili stalinské čistky.

Poté, co roku 1924 zemřel Vladimir Iljič Lenin, vlády se chopil Josif Stalin. Ten vyhlásil realizaci mnohých velkolepých plánů. Ženy i muži byli (do jisté míry) zrovnoprávněni, zahájena byla kolektivizace a industrializace. Ke vzdělání, byť ovlivněnému socialistickou ideologií, získali přístup všichni. Rozšířila se i lékařská péče a likvidovány tak začaly být mnohé choroby, jako například cholera, malárie apod.
Jedním z nejznámějších plánů budování socialistického státu se stala násilná kolektivizace zemědělství, kdy zemi po následných chybách v celém zemědělském sektoru postihl hladomor, často vyvolaný jako donucovací nástroj proti odpůrcům kolektivizace. V gulazích na Sibiři zahynuly miliony odpůrců tehdejšího režimu. Stalinem vyvolaný hladomor v letech 1932–1933, který postihl Ukrajinu, jižní Rusko a severní Kazachstán, si vyžádal až 7 milionů obětí. Odhaduje se, že celkem měl Stalinův režim ve 30. letech na svědomí až 11 milionů obětí. Tyto akce snížily i jinak velký hospodářský růst země, snížily bojeschopnost Rudé armády, ale poškodily i další důležité složky státu. Do roku 1936 již bylo zkolektivizováno 90 % veškerých zemědělských hospodářství.
Rozsáhlá a velkolepá industrializace, hlavně zaostalých oblastí, měla zemi pomoci vymanit se mnohde ze středověkých podmínek. Zaváděla se elektřina, zvýšila se vzdělanost. Nové průmyslové závody schopné vyrábět vojenskou techniku byly odpovědí na vzrůstající nebezpečí ze strany Německa a Japonska. V roce 1935 podepsal Sovětský svaz spojeneckou smlouvu s Československem.
Sovětský svaz si v meziválečném období získal mnoho sympatizantů z řad evropské levice, hlavně v časech světové hospodářské krize, která SSSR díky izolovanosti od okolního světa nepostihla.

### Druhá světová válka

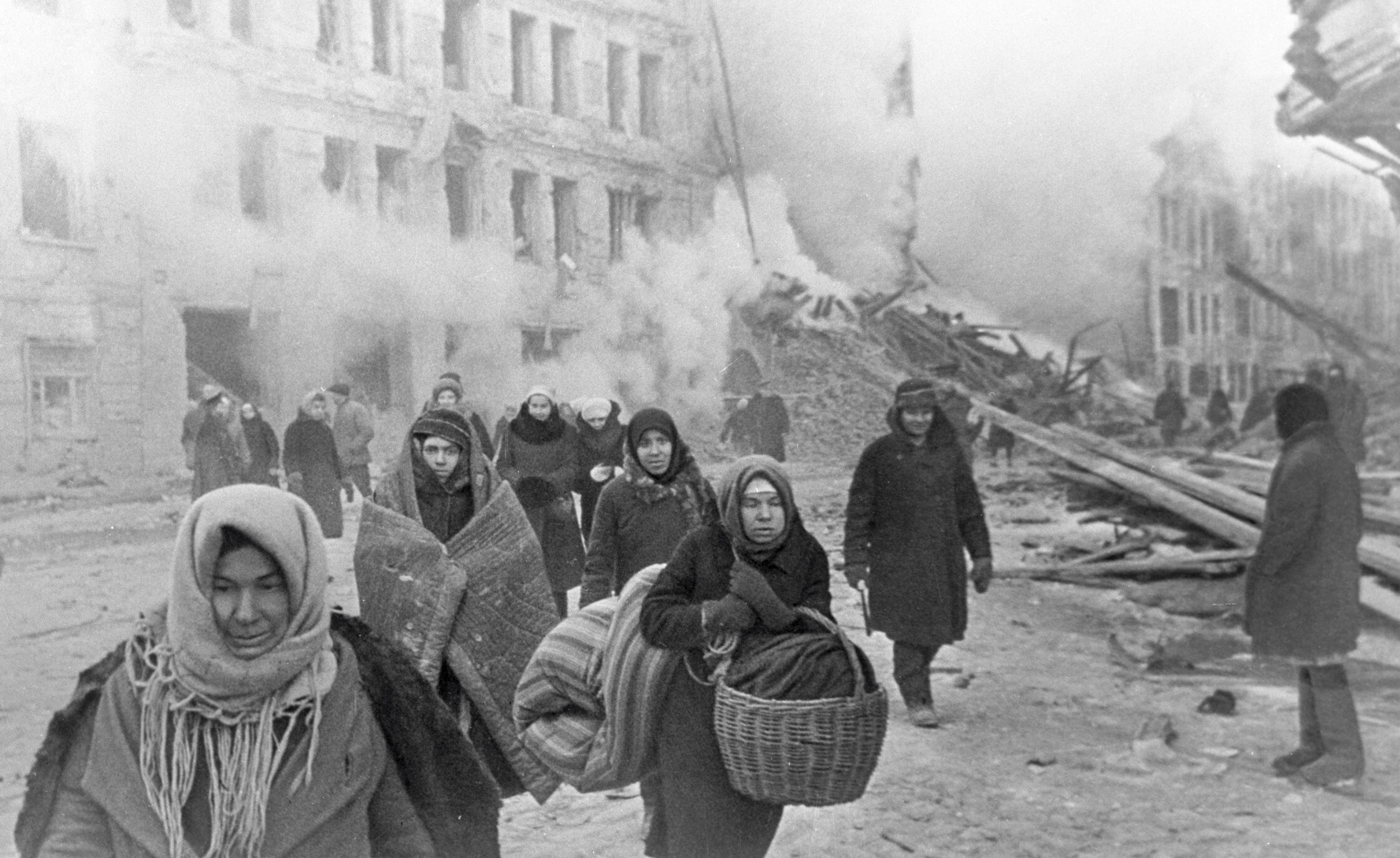
Při německém obležení Leningradu, které trvalo 872 dní, přišlo o život víc než jeden milion civilistů.

Sovětský svaz jednal před vypuknutím druhé světové války nejprve s Francií a zejména Velkou Británií. Když se však ukázalo, že Velká Británie není ochotna podporovat jeho expanzi vůči státům spadajícím dříve pod vládu carského impéria [zdroj?], obrátil se na nacistické Německo, s nímž si nakonec dohodl rozdělení sfér vlivu v rámci paktu Ribbentrop–Molotov.
Podílel se na válce proti Polsku, které bez vyhlášení války přepadl 17. září 1939, aby zabral východní polovinu této země, a též si zajistil kontrolu nad Baltským mořem, když nejprve přinutil ke spolupráci a poté násilím zabral Estonsko, Litvu a Lotyšsko. Od samého počátku války se vůči obyvatelstvu dobytých a obsazených zemí rozsáhle dopouštěl válečných zločinů a zločinů proti lidskosti.
Sovětský svaz válčil za druhé světové války s Finskem, a to hned dvakrát (nejprve v letech 1939 a 1940 – tzv. zimní válka, později pak v letech 1941 až 1945 – tzv. pokračovací válka). Za přepadení Finska v roce 1939 byl vyloučen ze Společnosti národů.

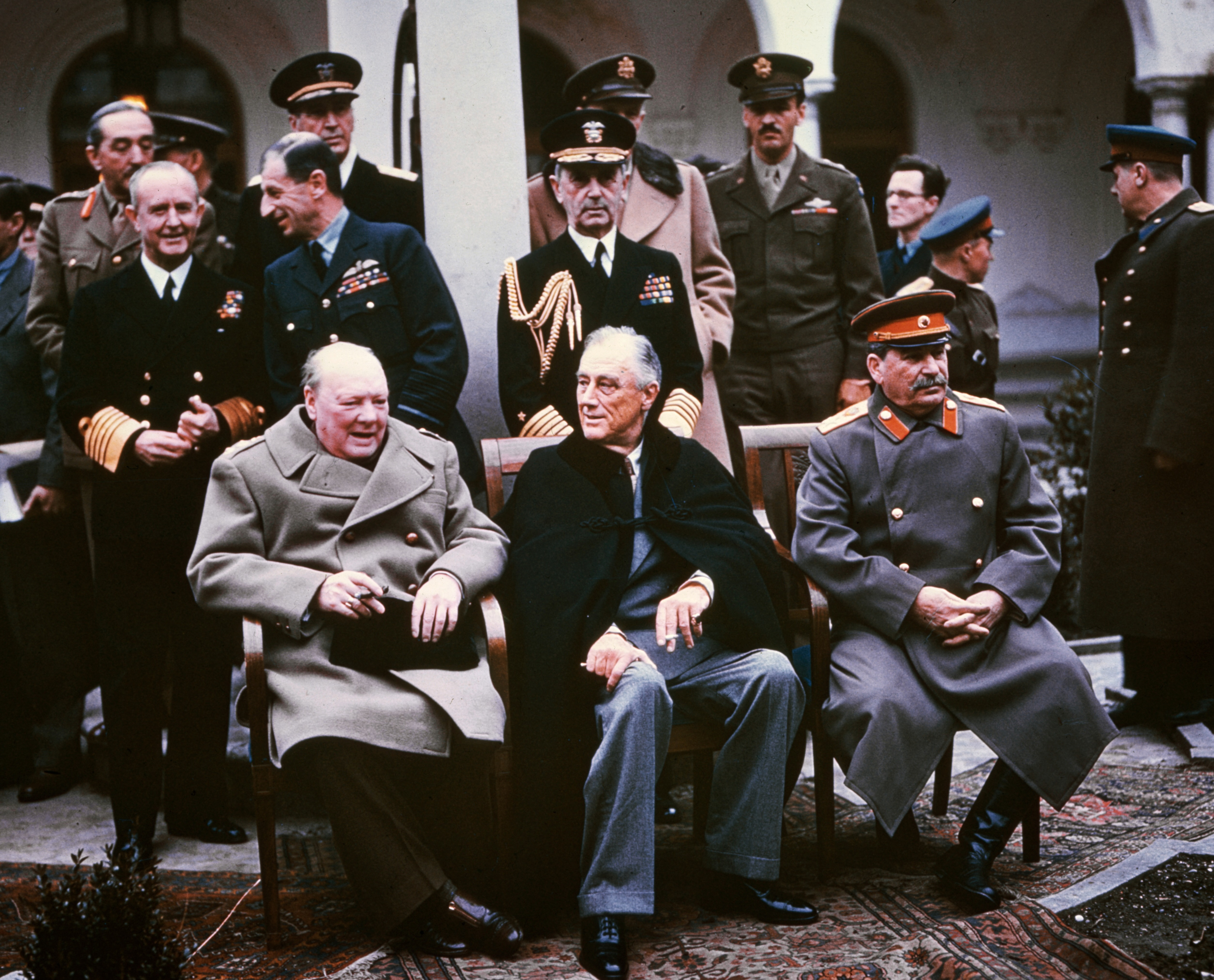
Churchill, Roosevelt a Stalin v Jaltě na Krymu v únoru 1945

Sovětský svaz byl nečekaně napaden Německem 22. června 1941 a kvůli nepřipravenosti Rudé armády postupovali Němci úspěšně hluboko do vnitrozemí SSSR. Nacistickým silám se podařilo obsadit západní republiky a též i významnou část RSFSR. Teprve až po bitvě u Stalingradu i díky pomoci západních Spojenců a přesunu průmyslových závodů do bezpečných oblastí v okolí Uralu se situace obrátila ve prospěch Rudé armády, která Němce vytlačila přes východní Evropu až do Berlína. Na podkladě dohod jaltské konference vyhlásil Sovětský svaz dne 8. srpna 1945 válku Japonsku. Během týdne rozdrtil ve skvěle naplánované a provedené operaci Kuantungskou armádu v Mandžusku, jejíž obklíčené zbytky se dne 20. srpna 1945 vzdaly (na Sachalinu tak učinily 25. srpna, na posledním z Kurilských ostrovů 1. září 1945).

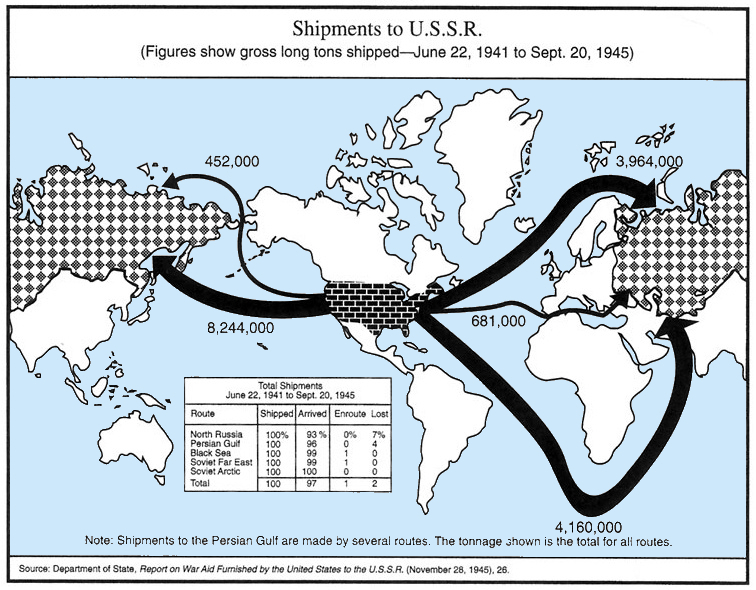
Americké zásilky v rámci programu zákona o půjčce a pronájmu do SSSR

Sovětskému svazu v jeho válečném úsilí výrazně pomohly Spojené státy prostřednictvím zákona o půjčce a pronájmu (Lend-Lease). Celkem americké dodávky do SSSR prostřednictvím Lend-Lease činily 11 miliard dolarů v materiálu: přes 400 000 džípů a nákladních aut; 12 000 obrněných vozidel (včetně 7 000 tanků, z toho asi 1 386 ks M3 Lee a 4 102 M4 Sherman); 11 400 letadel (z toho 4 719 Bell P-39 Airacobra, 3 414 Douglas A-20 Havoc a 2,397 ks Bell P-63 Kingcobra) a 1,75 milionu tun potravin.
Zhruba 17,5 milionu tun vojenského vybavení, vozidel, průmyslových zásob a potravin bylo do SSSR odesláno ze západní polokoule, z nichž 94 % pocházelo z USA. Pro srovnání, celkem 22 milionů tun přistálo v Evropě pro zásobování amerických sil od ledna 1942 do května 1945. Odhaduje se, že americké dodávky do SSSR přes samotný perský koridor byly podle standardů americké armády dostatečné k udržení šedesáti bojových divizí v linii.

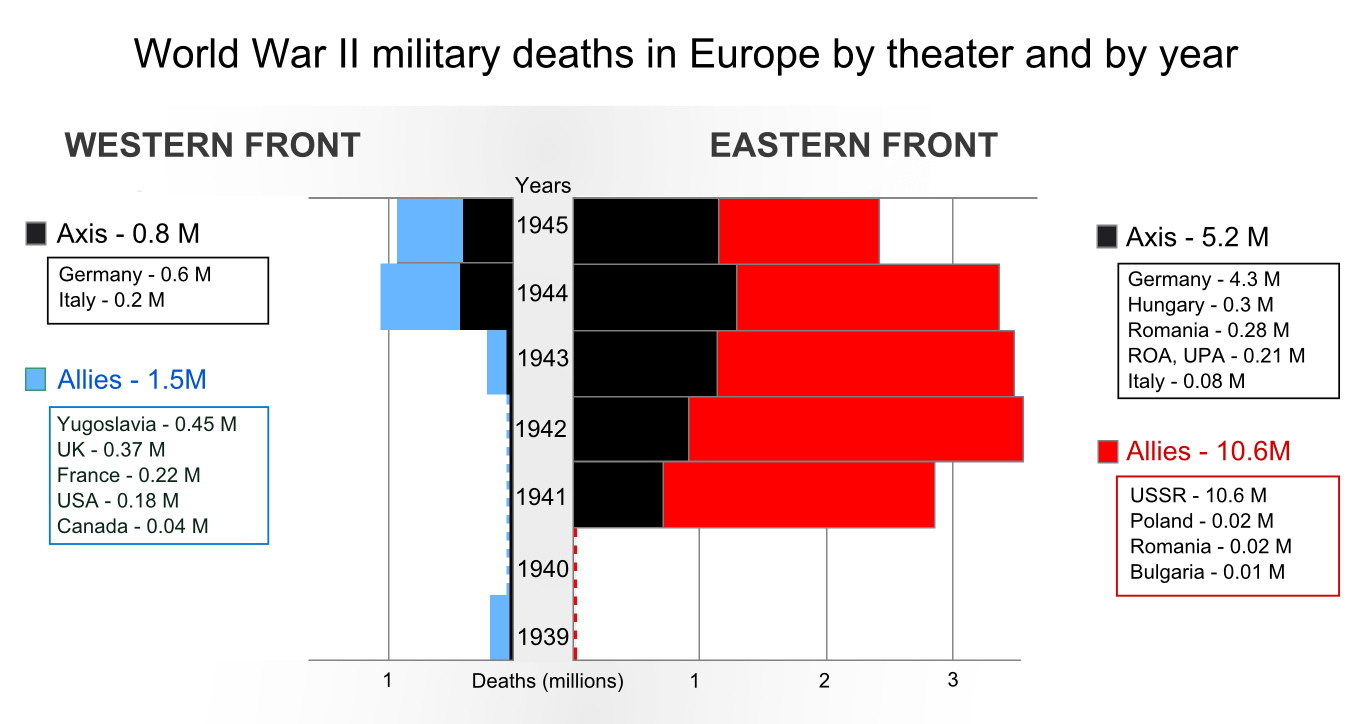
Sovětský svaz utrpěl během druhé světové války největší vojenské ztráty ze všech bojujících stran

Za druhé světové války bylo zabito v boji 8,7 milionů vojáků Rudé armády, z toho 5,8 milionů Rusů, 1,4 milionů Ukrajinců a 1,5 milionů příslušníků ostatních sovětských národů. Dále v letech 1941–1942 v německém zajetí zahynulo okolo 3 milionů sovětských válečných zajatců v rámci německého plánu genocidy slovanských národů tzv. Generalplan Ost. Němečtí vojáci a jejich spojenci se na sovětském území ve velkém dopouštěli válečných zločinů a zločinů proti lidskosti jako byl například masakr v Oděse v říjnu 1941, při kterém rumunské a německé jednotky zastřelily nebo upálily až 34 000 oděských Židů, nebo obležení Leningradu německými a finskými vojsky, které si vyžádalo životy 1 milionu civilistů. V Bělorusku byly vyvražděny stovky vesnic a celkem zahynula asi čtvrtina tehdejší běloruské populace.
Sovětští vojáci se dopouštěli hromadného znásilňování na okupovaných územích, zejména v Německu. Po válečných znásilňováních následovala desetiletí mlčení. Podle historika Antonyho Beevora, jehož knihy byly v roce 2015 zakázány na některých ruských školách a vysokých školách, složky NKVD (sovětské tajné policie) odhalily, že vedení vědělo, co se děje, ale udělalo málo, aby to zastavilo. Znásilnění se často dopouštěly jednotky zadních sledů, týlové jednotky. Podle profesora Olega Ržeševského bylo „4 148 důstojníků Rudé armády a mnoho vojáků potrestáno za páchání zvěrstev“. Přesný počet německých žen a dívek znásilněných sovětskými vojsky během války a okupace je nejistý, ale historici odhadují, že jejich počty jsou pravděpodobně statisíce a možná až dva miliony.

### Poválečná léta

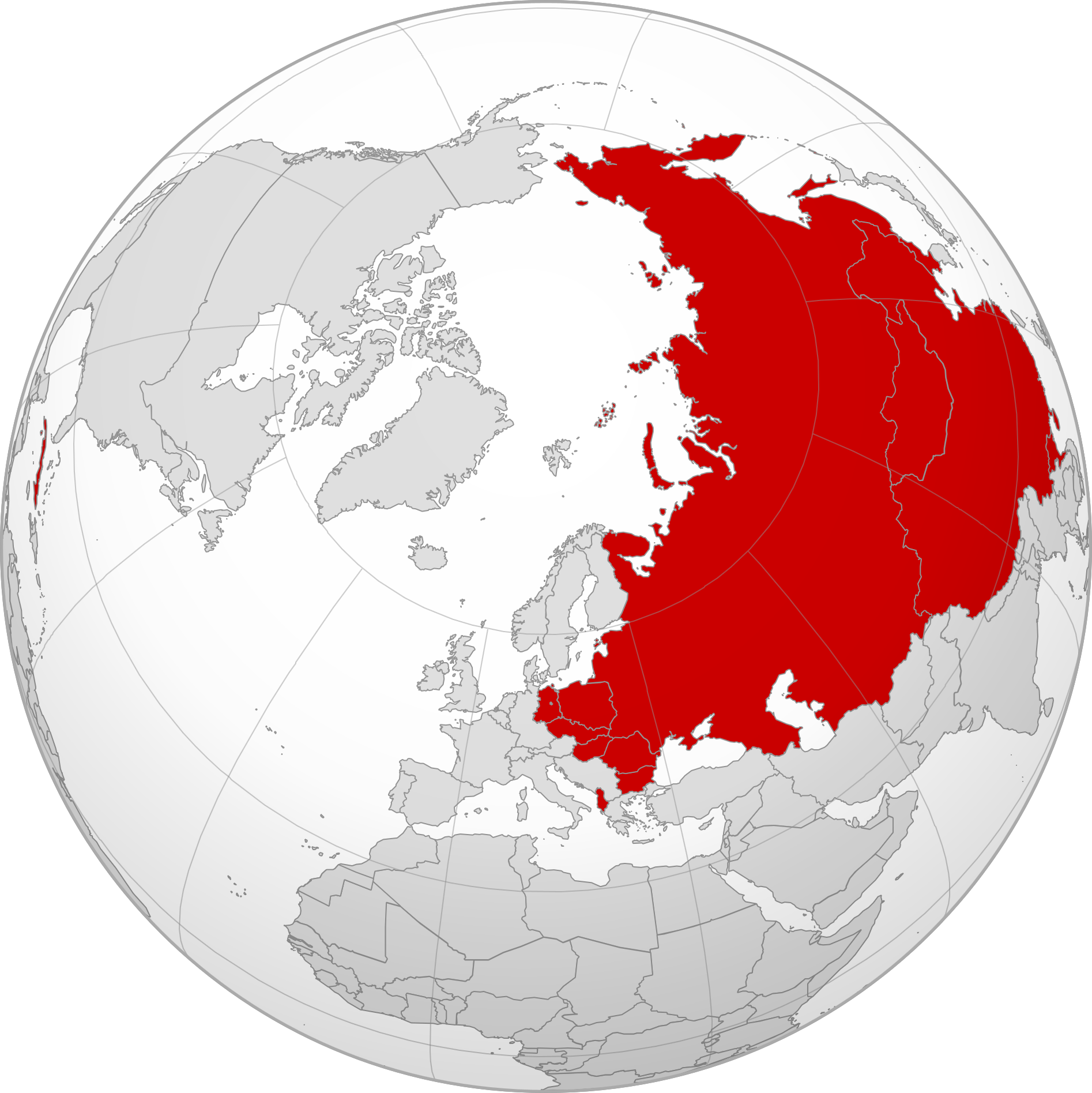
Mapa zobrazující největší územní rozsah Sovětského svazu a států, kterým dominoval politicky, ekonomicky a vojensky v roce 1960, od kubánské revoluce v roce 1959 po oficiální čínsko-sovětský rozkol v roce 1961 (celková rozloha: c. 35 000 000 km^{2})

Německý wehrmacht utrpěl 80 % veškerých vojenských ztrát při bojích na východní frontě. Rudá armáda osvobodila střední a východní Evropu. Díky tomuto vítězství, za které zaplatil 26 miliony mrtvých, zničenou velkou částí země a ekonomiky, získal SSSR ohromnou prestiž a komunisté byli v určitém okamžiku vnímáni jako zachránci lidstva před nacismem.[zdroj?] Nadšení však rychle vystřídalo zklamání, neboť Sovětský svaz si osvobozené země podrobil a udělal z nich pouze formálně nezávislé satelity s komunistickým zřízením.
Již na jaře 1945 začal mít Stalin spory s britským premiérem Churchillem a americkým prezidentem Rooseveltem. Dal příkaz k přípravě útoku na Turecko, aby si zajistil volný průchod svých válečných lodí z Černého moře do Středozemního moře. Když se ale dozvěděl o americkém atomovém bombardování Hirošimy a Nagasaki, od tohoto záměru ustoupil, bál se americké odvety.
I když Sovětský svaz po válce demobilizoval miliony mužů, zůstával nejsilnější vojenskou silou na evropském kontinentu, navíc budoval silné loďstvo. 9. února 1946 prohlásil Stalin, že komunismus a kapitalismus jsou neslučitelné společenské řády, a proto je válka nevyhnutelná. K tomu však nedošlo, Rudá armáda nebyla na takový útok připravená.
Během bezprostředně poválečného období Sovětský svaz přebudoval a rozšířil svou ekonomiku, přičemž si zachoval přísně centralizovaný systém. Převzal účinnou kontrolu nad většinou zemí východní Evropy (kromě Jugoslávie a později Albánie) a proměnil je v satelitní státy, které v roce 1955 svázal vojenskou aliancí Varšavskou smlouvou. Dále v letech 1949 až 1991 v hospodářské organizaci, Radě vzájemné hospodářské pomoci neboli RVHP, protějšku Evropského hospodářského společenství (EHS). Ačkoli byla Varšavská smlouva nominálně „obranná“ aliance, její primární funkcí bylo chránit hegemonii Sovětského svazu nad jeho východoevropskými satelity, přičemž jedinými přímými vojenskými akcemi paktu byly invaze do vlastních členských států, které měly zabránit v odtržení. SSSR se soustředil na vlastní obnovu, zabral a odvezl většinu německých průmyslových závodů a vymáhal válečné reparace od východního Německa, Maďarska, Rumunska a Bulharska pomocí společných podniků ovládaných Sověty. Rovněž zavedl obchodní ujednání záměrně navržené tak, aby zvýhodnil stát. Moskva ovládala komunistické strany, které ovládaly satelitní státy, a ty se řídily příkazy z Kremlu. Historik Mark Kramer uzavírá:
„Čistý odliv zdrojů z východní Evropy do Sovětského svazu činil v prvním desetiletí po druhé světové válce přibližně 15 až 20 miliard dolarů, což je částka, která se zhruba rovná celkové pomoci poskytnuté Spojenými státy západní Evropě za Marshallova plánu“

Později RVHP poskytla pomoc nakonec vítězné Čínské komunistické straně a její vliv rostl i jinde ve světě. Z obavy z jeho ambicí se váleční spojenci Sovětského svazu, Spojené království a Spojené státy, stali jeho nepřáteli. V následující studené válce se obě strany nepřímo střetly v zástupných válkách. Myšlenkovým směrem určujícím politiku západu vůči SSSR se roku 1947 stala Trumanova doktrína, známá též jako „zadržování komunismu“. USA a jejich spojenci začaly bránit expanzivním snahám Sovětského svazu vojenskou a ekonomickou silou.

### Destalinizace a Chruščovovo tání

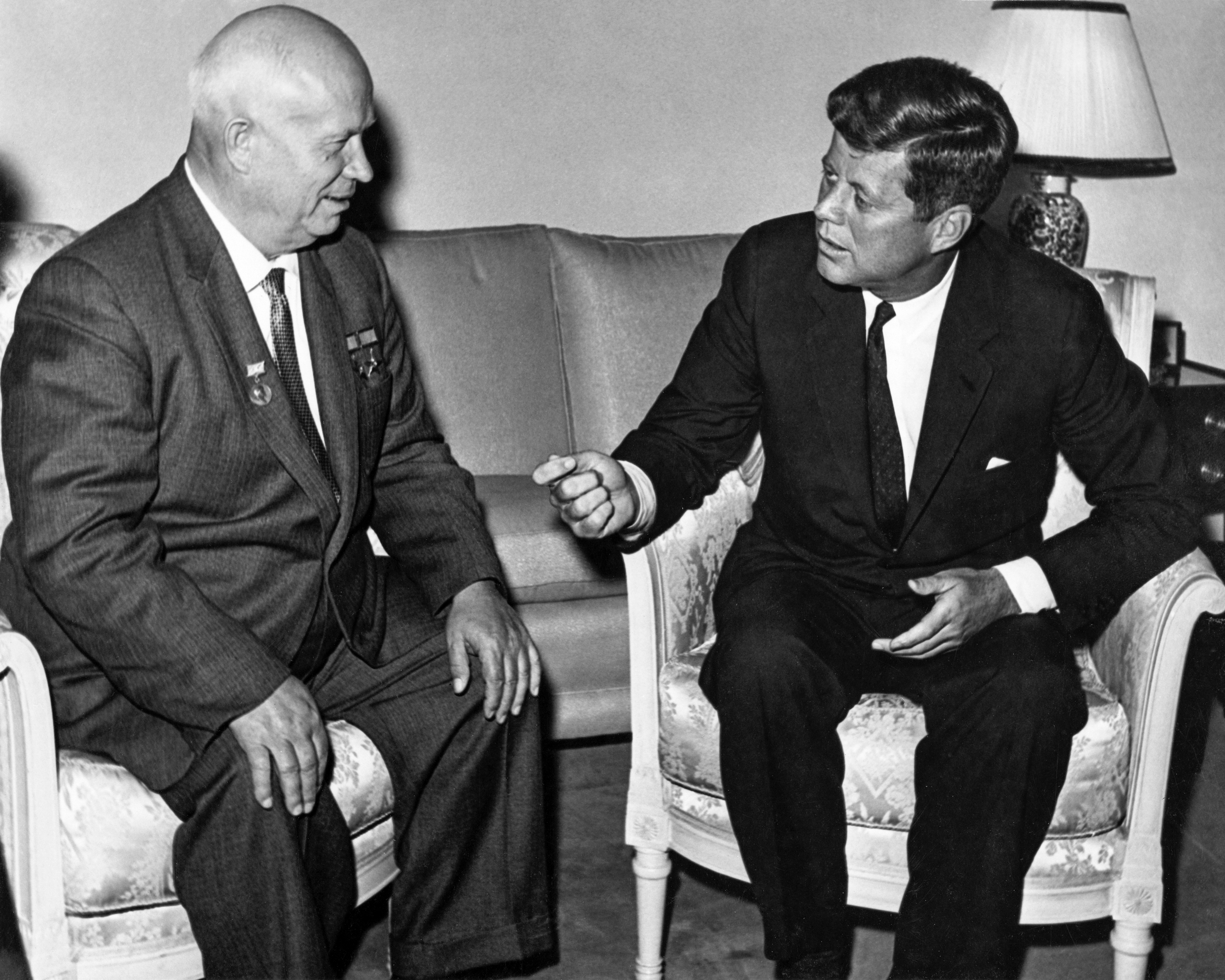
Sovětský vůdce Nikita Chruščov (vlevo) s americkým prezidentem Johnem F. Kennedym ve Vídni 3. června 1961

Stalin zemřel 5. března 1953. Bez vzájemně přijatelného nástupce se nejvyšší představitelé komunistické strany zpočátku rozhodli vládnout Sovětskému svazu společně prostřednictvím triumvirátu v čele s Georgijem Malenkovem. To však nevydrželo a Nikita Chruščov nakonec následný boj o moc do poloviny 50. let vyhrál. V roce 1956 odsoudil Josifa Stalina a přistoupil ke zmírnění kontroly nad stranou a společností. Toto bylo známé jako destalinizace.
Moskva považovala východní Evropu za kriticky důležitou nárazníkovou zónu pro předsunutou obranu svých západních hranic pro případ další velké invaze, jakou byla německá invaze v roce 1941. Z tohoto důvodu se SSSR snažil upevnit svou kontrolu nad regionem transformací země východní Evropy do satelitních států, závislých a podřízených jejímu vedení. V důsledku toho byly sovětské ozbrojené síly použity k potlačení protikomunistického povstání v Maďarsku v roce 1956.
Koncem 50. let vedla konfrontace s Čínou ohledně sovětského sblížení se Západem a toho, co Mao Ce-tung vnímal jako Chruščovův revizionismus, k čínsko-sovětskému rozkolu. Nastal zlom v celém globálním marxisticko-leninském hnutí, kdy se vlády v Albánii, Kambodži a Somálsku rozhodly spojit se s Čínou.
Během tohoto období pozdních 50. let a časných let 60. pokračoval SSSR v realizaci vědeckého a technologického pokroku a využil ho ve vesmírných závodech, kdy soupeřil se Spojenými státy: došlo k vypuštění první umělé družice, Sputnik 1 v roce 1957; živého psa jménem Lajka v roce 1957; první lidské bytosti, Jurije Gagarina v roce 1961; první ženy ve vesmíru, Valentiny Těreškovové v roce 1963; Alexej Leonova, prvního člověka, který vstoupil do volného vesmíru v roce 1965; prvního měkkého přistání na Měsíci sondou Luna 9 v roce 1966; a prvních měsíčních vozítek, Lunochod 1 a Lunochod 2.
Chruščov inicioval ‚Tání‘ - komplexní posun v politickém, kulturním a ekonomickém životě v zemi. Mezi to patřila určitá otevřenost a kontakt s jinými národy a nové sociální a ekonomické politiky s větším důrazem na komoditní zboží, což umožnilo dramatický nárůst životní úrovně při zachování vysoké úrovně ekonomického růstu. Uvolnila se i cenzura. Chruščovovy reformy v zemědělství a správě však byly obecně neproduktivní.
V roce 1962 reagovala Chruščovova vláda na rozmístění amerických raket středního doletu Thor (s dosahem až 2 400 km) na území Velké Británie (zde bylo umístěno 60 ks) a raket Jupiter (dosah také 2 400 km) v jižní Itálii (30 ks) a současně v severním Turecku (15 ks) pokusem o rozmístění raket na Kubě. Tím vznikla vysoce nebezpečná a vyhrocená situace známá jako Karibská krize – od roku 1945 nejsilnější konfrontace během studené války s USA, která hrozila přerůst ve zničení celého světa jadernými zbraněmi. Tato Karibská krize se Spojenými státy byla ukončena teprve dohodou o odstranění jaderných raket nejen z Kuby, ale i z Turecka. Tato událost způsobila Chruščovovi mnoho rozpaků a ztrátu prestiže, což mělo za následek jeho odstavení od moci v roce 1964.

### Éra stagnace

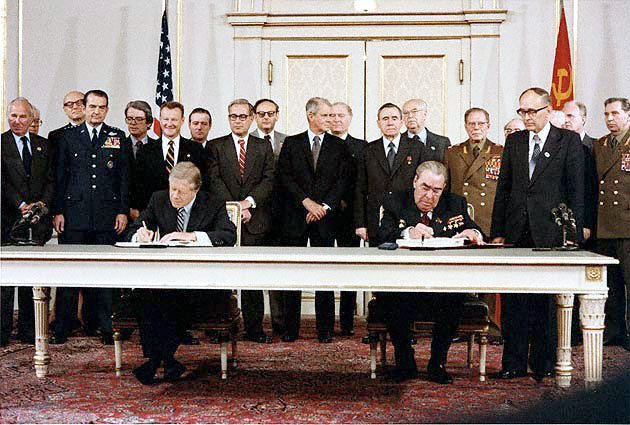
Jimmy Carter a Leonid Brežněv při ratifikaci START-2 (1979, Vídeň)

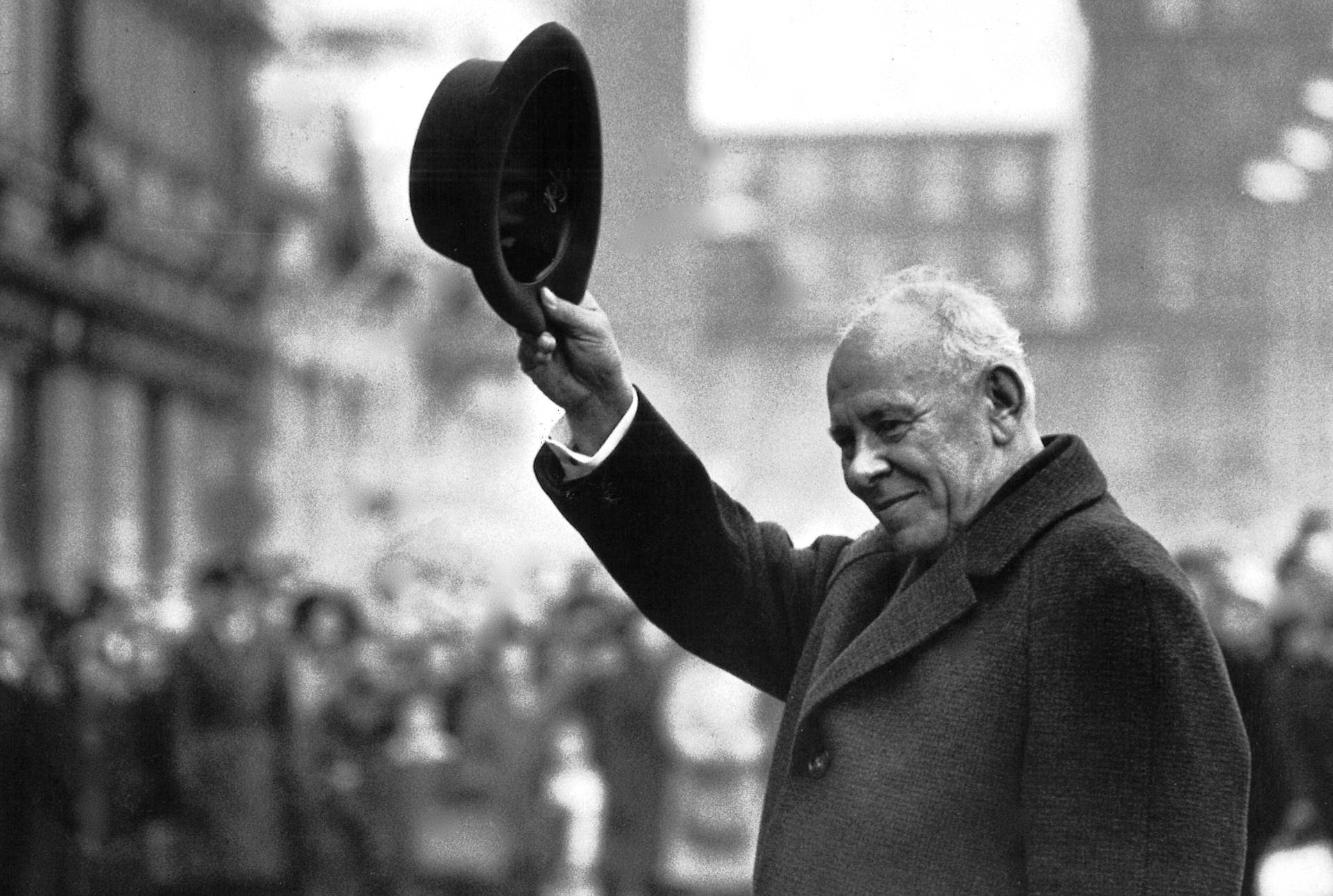
Nikolaj Podgornyj při návštěvě Tampere ve Finsku 16. října 1969

Po sesazení Chruščova následovalo další období kolektivního vedení, které sestávalo z Leonida Brežněva jako generálního tajemníka, Alexeje Kosygina jako premiéra a Nikolaje Podgorného jako předsedy prezidia, které trvalo až do doby, kdy se Brežněv etabloval na počátku 70. let jako přední sovětský vůdce.
V roce 1968 napadl Sovětský svaz se spojenci z Varšavské smlouvy Československo, aby potlačil reformy Pražského jara. Následně Brežněv odůvodnil invazi a předchozí vojenské intervence, stejně jako jakékoli potenciální vojenské intervence v budoucnu, zavedením Brežněvovy doktríny, která prohlašovala jakékoli ohrožení sovětské nadvlády ve státě Varšavské smlouvy za hrozbu pro všechny státy Varšavské smlouvy, což ospravedlňovalo vojenskou intervenci.
Brežněv předsedal celému období détente se Západem, které vyústilo ve smlouvy o kontrole zbrojení (SALT I, SALT II, Smlouva ABM), zatímco současně budovalo sovětskou vojenskou sílu.
V říjnu 1977 byla jednomyslně přijata třetí sovětská ústava. V době Brežněvovy smrti v roce 1982 převládala u sovětského vedení nálada averze ke změnám. Dlouhé období Brežněvovy vlády začalo být nazýváno obdobím „zastavení“ spolu se stárnoucím a zkostnatělým vrcholným politickým vedením. Toto období je také známé jako éra stagnace, období nepříznivých ekonomických, politických a sociálních dopadů v zemi, které začalo za vlády Brežněva a pokračovalo za jeho nástupců Jurije Andropova a Konstantina Černěnka.
Na konci roku 1979 zasáhla sovětská vojska do probíhající občanské války v sousedním Afghánistánu, čímž fakticky ukončila uvolnění napětí se Západem.

### Reformy perestrojka a glasnosť

Závody ve zbrojení mezi SSSR a USA, vyjádřené počtem jaderných hlavic.

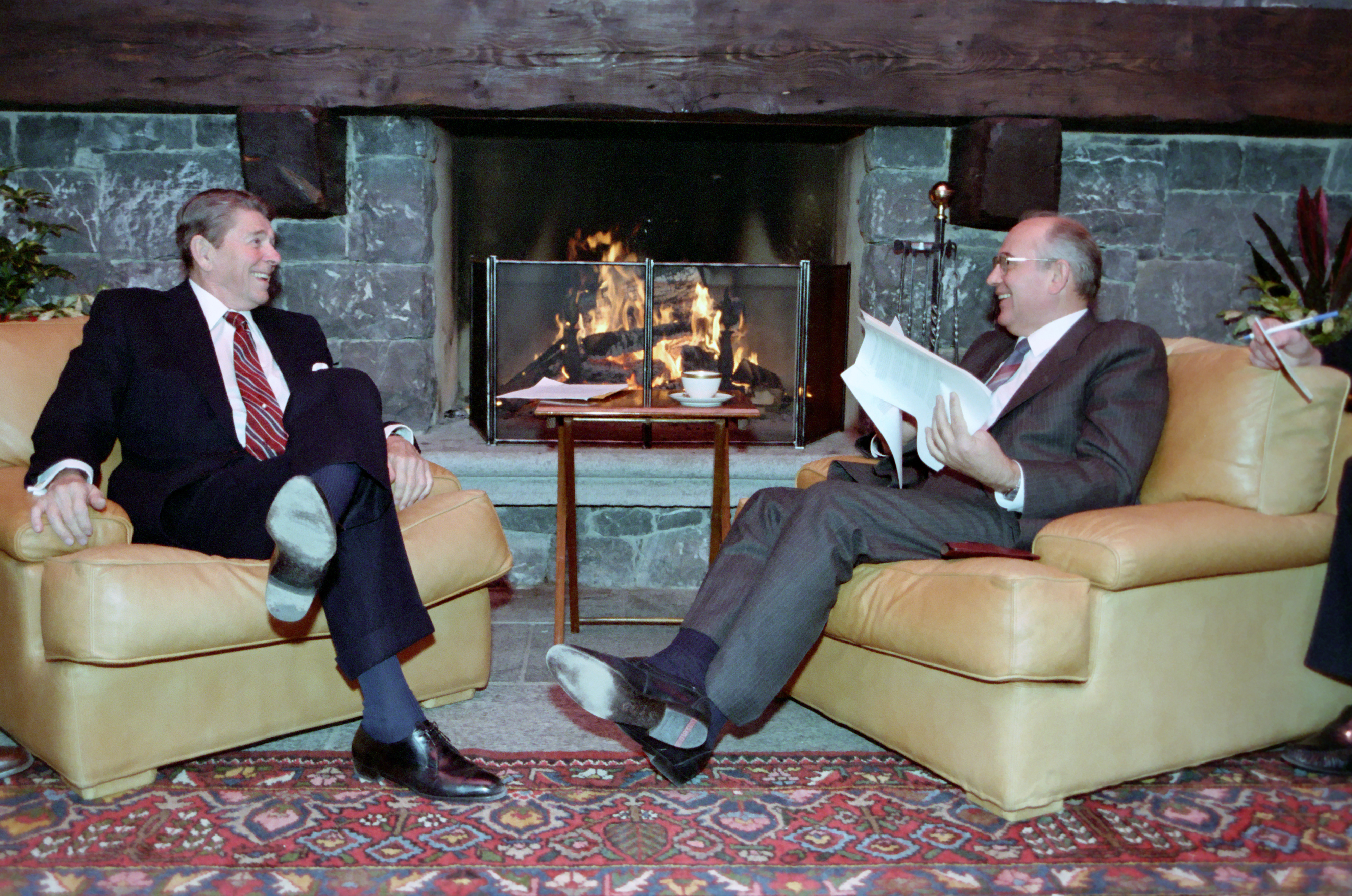
Michail Gorbačov v osobních diskusích s americkým prezidentem Ronaldem Reaganem

Dekádu, která následovala, dominovaly dva vývojové trendy: stále zjevnější rozpadající se ekonomické a politické struktury Sovětského svazu a nesourodé pokusy o reformy, které by tento proces zvrátily. Kenneth S. Deffeyes v knize Beyond Oil argumentoval tím, že Reaganova administrativa povzbuzovala Saúdskou Arábii, aby snížila cenu ropy do bodu, kdy Sověti nemohli mít z prodeje své ropy zisk, což vedlo k vyčerpání rezerv v tvrdé měně státu. V roce 1987 došlo na území Sovětského svazu k tzv. ropnému zlomu, kdy produkce ropy dosáhla svého historického maxima a od toho okamžiku začala klesat, zatímco poptávka po ropě (pro potřeby armády, dopravy, průmyslu) nepřestala růst. Tento významný překmit prakticky nebyl nijak korigován a během následujícího roku až dvou se stal příčinou vážných hospodářských problémů souvisejících s alokací potřebné energie.
Hospodářský růst nedosáhl takových čísel, jako tomu bylo v USA. Vrchol pak nastal hlavně v 80. letech, kdy politikou cíleného zbrojení dokázal americký prezident Ronald Reagan donutit Sovětský svaz vynakládat na zbrojení až desítky procent HDP země, zatímco generálové postupně prohrávali v Afghánistánu. To se tedy následně projevilo ekonomickým poklesem a spolu s nedostatky socialistické centrálně plánované ekonomiky úpadkem.

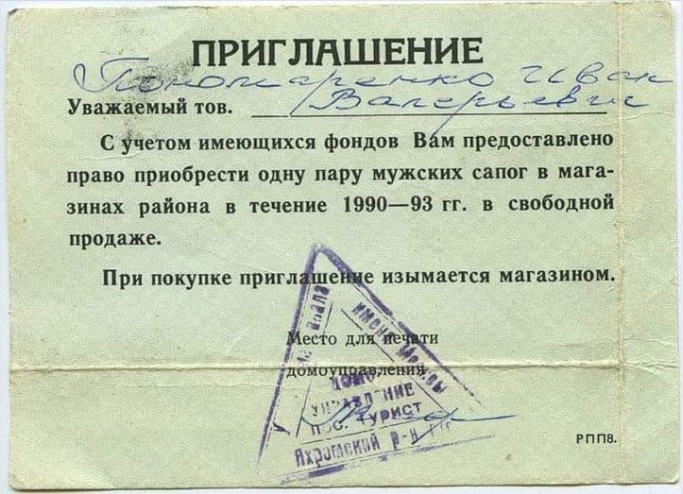
Poukázka opravňující k nákupu jednoho páru pánských bot, platná v rozmezí let 1990-93.

Další dva Brežněvovi nástupci, přechodné postavy s hlubokými kořeny v jeho tradici, neměly dlouhého trvání. Juriji Andropovovi bylo 68 let a Konstantinu Černěnkovi 72 let, když převzali moc; oba zemřeli za méně než dva roky. Ve snaze vyhnout se třetímu krátkodobému vůdci se Sověti v roce 1985 obrátili na další generaci a vybrali Michaila Gorbačova. Kromě upadající ekonomiky vedla dlouhotrvající válka v Afghánistánu ke zvýšené nespokojenosti veřejnosti s komunistickým režimem. Také Černobylská havárie v roce 1986 přidala hybnou sílu Gorbačovovým reformám. Havárie prokázala neschopnost a hlavně nepřipravenost klíčových míst a orgánů čelit události takového rozsahu, byť země samotná měla být oficiálně připravená stále i na jadernou válku. Gorbačov provedl významné změny v ekonomice a vedení strany, zvané perestrojka. Jeho politika glasnosti uvolnila veřejný přístup k informacím po desetiletích těžké vládní cenzury. Místo oficiálně podporovaného budování komunismu se začalo mluvit o omylech a přehmatech, a to jak dřívějších, tak i současných. Kredit sovětské vlády tak ještě klesl a nespokojenost se do jisté míry spolu s klesající hospodářskou výkonnosti zvýšila. Gorbačov usiloval o zlepšení vztahů se Západem. V roce 1987 podepsal s americkým prezidentem Reaganem Smlouvu o likvidaci raket středního a kratšího doletu (INF), která významně přispěla k redukci světového jaderného arzenálu. Gorbačov se také rozhodl ukončit studenou válku. V roce 1988 SSSR opustil od války v Afghánistánu a začal stahovat své síly. Také veřejně odmítl Brežněvovu doktrínu, čímž dal najevo, že Sovětský svaz nebude do dění ve státech východního bloku nijak zasahovat, což připravilo půdu pro revoluce v roce 1989. V roce 1988 nabyly všechny tyto trendy a vlivy čím dál konkrétnějších podob – synergii neudržitelnosti stávajícího stavu a „vítr změny“ začaly cítit státy pod sovětským vlivem, například v Polsku hnutí Solidarita. V následujících dvou letech došlo v těchto státech ke změnám režimu. Zejména nečinnost Sovětského svazu během Panevropského pikniku v srpnu 1989 spustila mírovou řetězovou reakce do pohybu, na jejímž konci se východní blok zhroutil. S pádem Berlínské zdi a s východním a západním Německem usilujícím o znovusjednocení padla železná opona mezi Západem a Sověty okupovanými regiony.

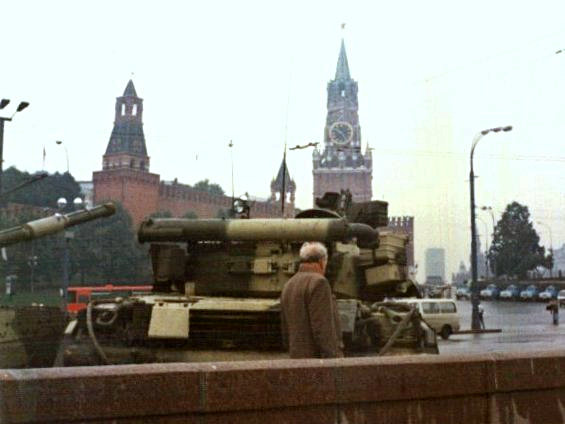
Tank T-80 na Rudém náměstí během srpnového puče

Sovětské republiky současně zahájily legální kroky směrem k potenciálnímu vyhlášení suverenity nad svými územími s odvoláním na svobodu odtržení v článku 72 ústavy SSSR. Dne 7. dubna 1990 byl přijat zákon, který umožňuje republice vystoupit, pokud pro to v referendu hlasovaly více než dvě třetiny jejích obyvatel. Mnoho z nich uspořádalo své první svobodné volby v sovětské éře do svých vlastních národních zákonodárných sborů v roce 1990. Mnohé z těchto zákonodárných sborů přistoupily k vytvoření legislativy odporující právům svazu v tom, co bylo známé jako „válka zákonů“. V roce 1989 svolala ruská SFSR nově zvolený kongres lidových zástupců. Jeho předsedou byl zvolen Boris Jelcin. Dne 12. června 1990 Kongres vyhlásil ruskou suverenitu nad svým územím a přistoupil k přijetí zákonů, které se pokoušely nahradit některé sovětské zákony. Po drtivém vítězství hnutí Sąjūdis v Litvě vyhlásila tato země dne 11. března 1990 obnovenou nezávislost s odvoláním na nezákonnost sovětské okupace pobaltských států. Sovětské síly se pokusily zastavit odtržení drtivými lidovými demonstracemi v Litvě (Krvavá neděle) a Lotyšsku (Barikády), v důsledku čehož bylo zabito a zraněno mnoho civilistů. Tyto akce však pouze posílily mezinárodní podporu pro secesionisty.
Referendum za zachování SSSR se konalo 17. března 1991 v devíti republikách (zbytek hlasování bojkotoval), přičemž většina obyvatel v těchto republikách hlasovala pro zachování svazu ve formě nové federace. Referendum dalo Gorbačovovi menší podporu. V létě 1991 se ve smlouvě o Novém svazu, která by zemi změnila v mnohem volnější svaz, dohodlo osm republik. Podpis smlouvy však byl přerušen srpnovým převratem – pokusem o státní převrat ze strany členů vlády a KGB, kteří se snažili zvrátit Gorbačovovy reformy a znovu prosadit kontrolu centrální vlády nad republikami. Po neúspěchu puče byl ruský prezident Jelcin považován za hrdinu za své rozhodné činy, zatímco Gorbačovova moc byla fakticky ukončena. Poměr sil se výrazně naklonil směrem k republikám. V srpnu 1991 Lotyšsko a Estonsko okamžitě vyhlásily obnovení své plné nezávislosti (po vzoru Litvy z roku 1990). Gorbačov na konci srpna rezignoval na funkci generálního tajemníka a brzy poté byla činnost strany na neurčito pozastavena – čímž fakticky skončila její vláda. Na podzim už Gorbačov nemohl ovlivňovat dění mimo Moskvu a dokonce i tam ho napadal Jelcin, který byl v červenci 1991 zvolen prezidentem Ruska.

### Zánik a následky

První válka o Náhorní Karabach mezi arménskými separatisty a Ázerbájdžánci vypukla během rozpadu SSSR

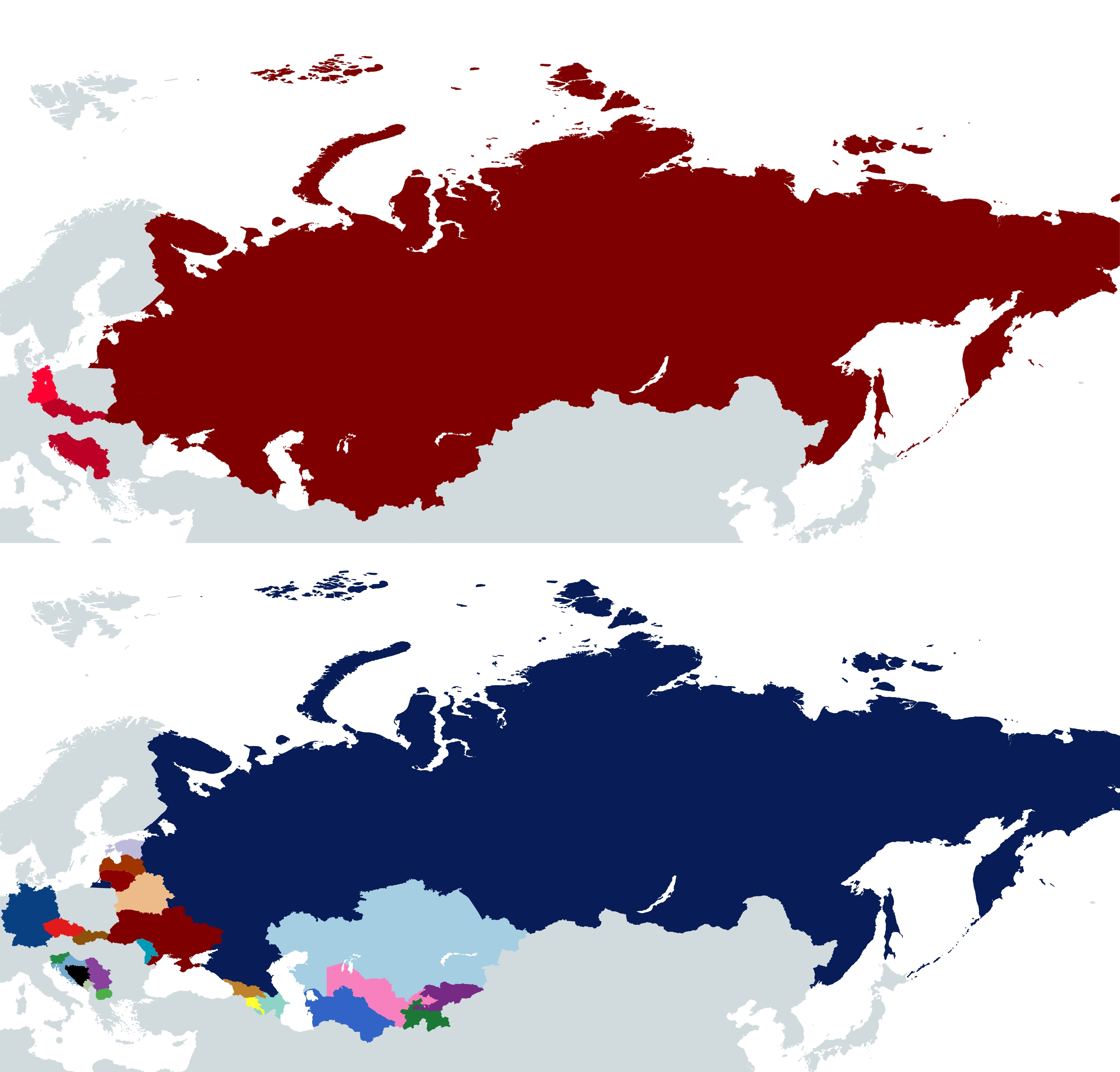
Změny hranic po rozpadu Sovětského svazu

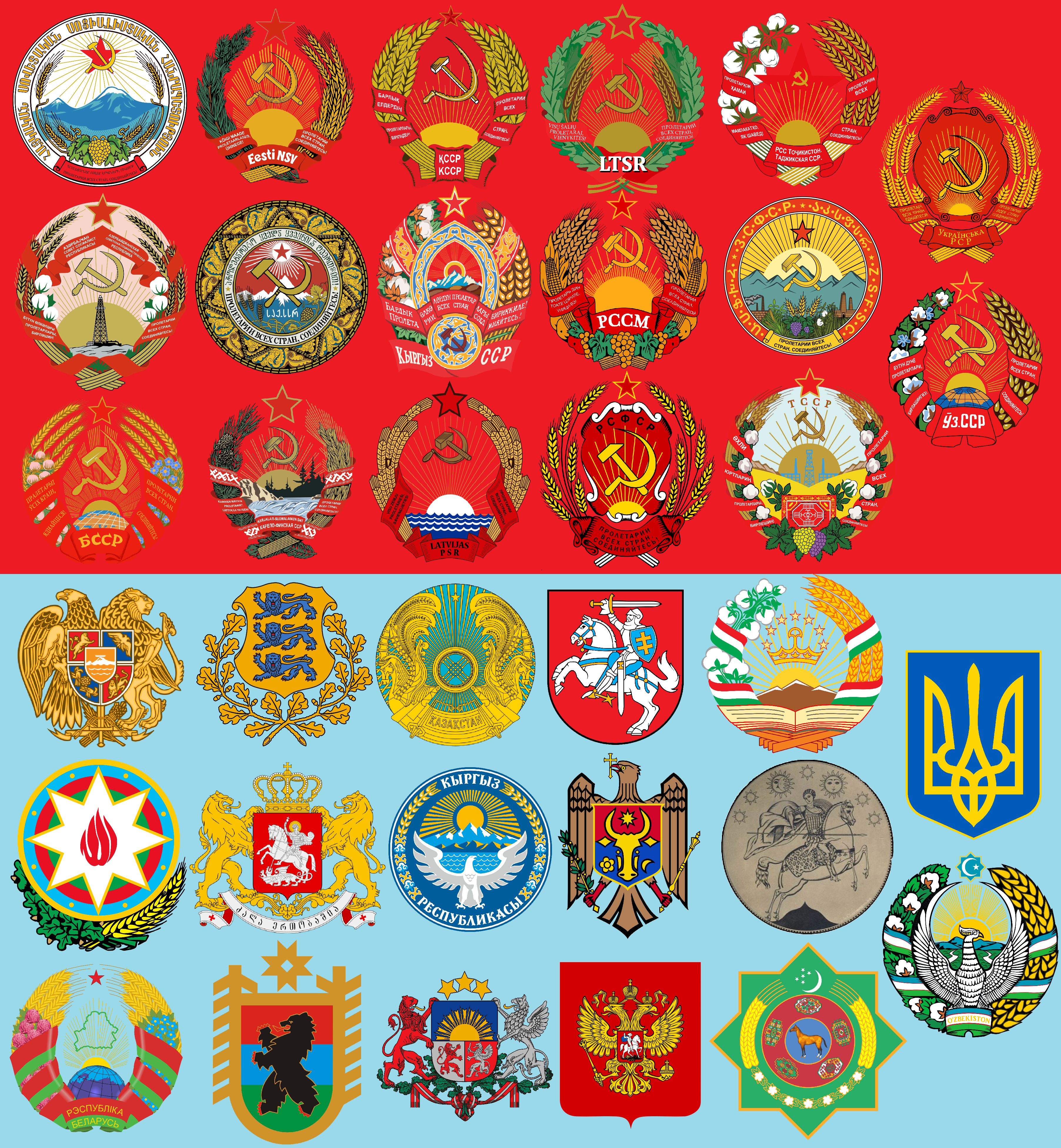
Státní znaky sovětských republik před a po rozpadu Sovětského svazu (všimněte si, že Zakavkazská sovětská federativní socialistická republika (pátá ve druhé řadě) již neexistuje jako politický subjekt jakéhokoli druhu a znak je neoficiální.)

Zbývajících 12 republik pokračovalo v diskusi o nových, stále volnějších modelech Unie. Do prosince však všichni kromě Ruska a Kazachstánu formálně vyhlásili nezávislost. Během této doby Jelcin převzal to, co zbylo ze sovětské vlády, včetně moskevského Kremlu. Poslední rána byla zasazena 1. prosince, kdy Ukrajina, druhá nejmocnější republika, hlasovala drtivou většinou pro nezávislost. Odtržení Ukrajiny ukončilo jakoukoli reálnou šanci země zůstat pohromadě i v omezeném měřítku.
Dne 8. prosince 1991 prezidenti Ruska, Ukrajiny a Běloruska podepsali Bělověžskou dohodu, které prohlásila Sovětský svaz za rozpuštěný a na jeho místě zřídily Společenství nezávislých států (SNS). Za nástupnické státy se obvykle považuje jen těchto 12 svazových republik. Pobaltské státy, tj. Litva, Lotyšsko a Estonsko, považují své nucené členství v SSSR za okupaci, a nejsou tudíž nástupnickými státy v plném slova smyslu. Podobně byla situace vnímána i v západních zemích.
I když zůstávaly pochybnosti ohledně pravomoci těchto dohod, tak 1. prosince 1991 podepsali zástupci všech sovětských republik kromě Gruzie Almaatskou deklaraci, která dohody potvrdila. 25. prosince 1991 Gorbačov odstoupil z funkce prezidenta SSSR a prohlásil úřad za zaniklý. Předal pravomoci, které mu byly svěřeny do prezidentského úřadu, Jelcinovi. Té noci byla naposledy stažena sovětská vlajka a na její místo byla vztyčena ruská trikolóra.
Následující den Nejvyšší sovět, nejvyšší vládní orgán, odhlasoval sebe i zemi. Toto je obecně uznáváno jako oficiální, konečné rozpuštění Sovětského svazu jako fungujícího státu a konec studené války. Sovětská armáda zpočátku zůstala pod celkovým velením SNS, ale brzy byla začleněna do různých vojenských sil nově nezávislých států. Několik zbývajících sovětských institucí, které Rusko nepřevzalo, přestalo fungovat do konce roku 1991.
Po rozpadu bylo Rusko mezinárodně uznáno jako právní nástupce SSSR na mezinárodní scéně. Za tímto účelem Rusko dobrovolně přijalo veškerý sovětský zahraniční dluh a prohlásilo sovětský zámořský majetek za svůj. Podle Lisabonského protokolu z roku 1992 Rusko také souhlasilo s přijetím všech jaderných zbraní, které zůstaly na území ostatních bývalých sovětských republik. Od té doby Ruská federace převzala práva a povinnosti Sovětského svazu a je obecně považována za nástupnický stát SSSR. Ukrajina odmítla uznat výhradní ruské nároky na nástupnictví po SSSR a nárokovala si takový status i pro Ukrajinu, což bylo kodifikováno v článcích 7 a 8 jejího zákona z roku 1991 o právním nástupnictví Ukrajiny. Od své nezávislosti v roce 1991 Ukrajina pokračovala ve vymáhání nároků vůči Rusku u zahraničních soudů ve snaze získat zpět svůj podíl na zahraničním majetku, který byl ve vlastnictví SSSR.
Při shrnutí mezinárodních důsledků těchto událostí Vladislav Zubok uvedl: „Rozpad sovětského impéria byl událostí epochálního geopolitického, vojenského, ideologického a ekonomického významu.“ Před rozpadem si země udržela svůj status jako jedna ze dvou světových supervelmocí čtyři desetiletí po druhé světové válce díky své hegemonii ve východní Evropě, vojenské síle, ekonomické síle a vědeckému výzkumu, zejména v oblasti vesmírných technologií a zbraní.
Rozpad SSSR měl globální geopolitický význam – doslova zatřásl s rovnováhou sil ve světě – z dvoupolárního světa (rozděleného na ten východní a západní) zbyly jako poslední supervelmoc Spojené státy americké. Konec studené války zastihl obě supervelmoci s obrovskou infrastrukturou a hlavně arzenálem zastarávající a nyní nevyužitelné vojenské techniky (včetně průmyslu přímo napojeného na zbrojení).
Došlo k „desovětizaci“ satelitních států a států pod vlivem Sovětského svazu – konec principu politického monopolu jedné vedoucí strany, zavedení demokratických principů, často včetně přepsání samotné ústavy, decentralizace plánování, liberalizace ekonomiky a mnoha ostatních agend spojených s fungováním státu, privatizace státního majetku, zavedení soukromého podnikání, příliv zahraničního kapitálu a spolu s ekonomickými a politickými změnami i k (většímu či menšímu) vyrovnání se se zločiny komunistického režimu. Země bývalého sovětského svazu a států pod jeho vlivem zasáhla v průběhu 90. let hospodářská krize. Například v Rusku kvůli přehnané privatizaci propukla hluboká hospodářská a sociální krize, zkrachovala většina státních podniků a rapidně se zvýšila nezaměstnanost.

## Politický systém
V Sovětském svazu byly tři zdroje moci: Zákonodárnou moc reprezentoval Nejvyšší sovět Sovětského svazu, vládu reprezentovala Rada ministrů. Komunistická strana Sovětského svazu byla jedinou legální politickou stranou a jediným tvůrcem politiky země.
Co se týče způsobu vlády, jednalo se do roku 1953 (Stalinova smrt) o totalitní politický systém a po roce 1953 o tzv. kvazitotalitní politický systém.

### Komunistická strana Sovětského svazu

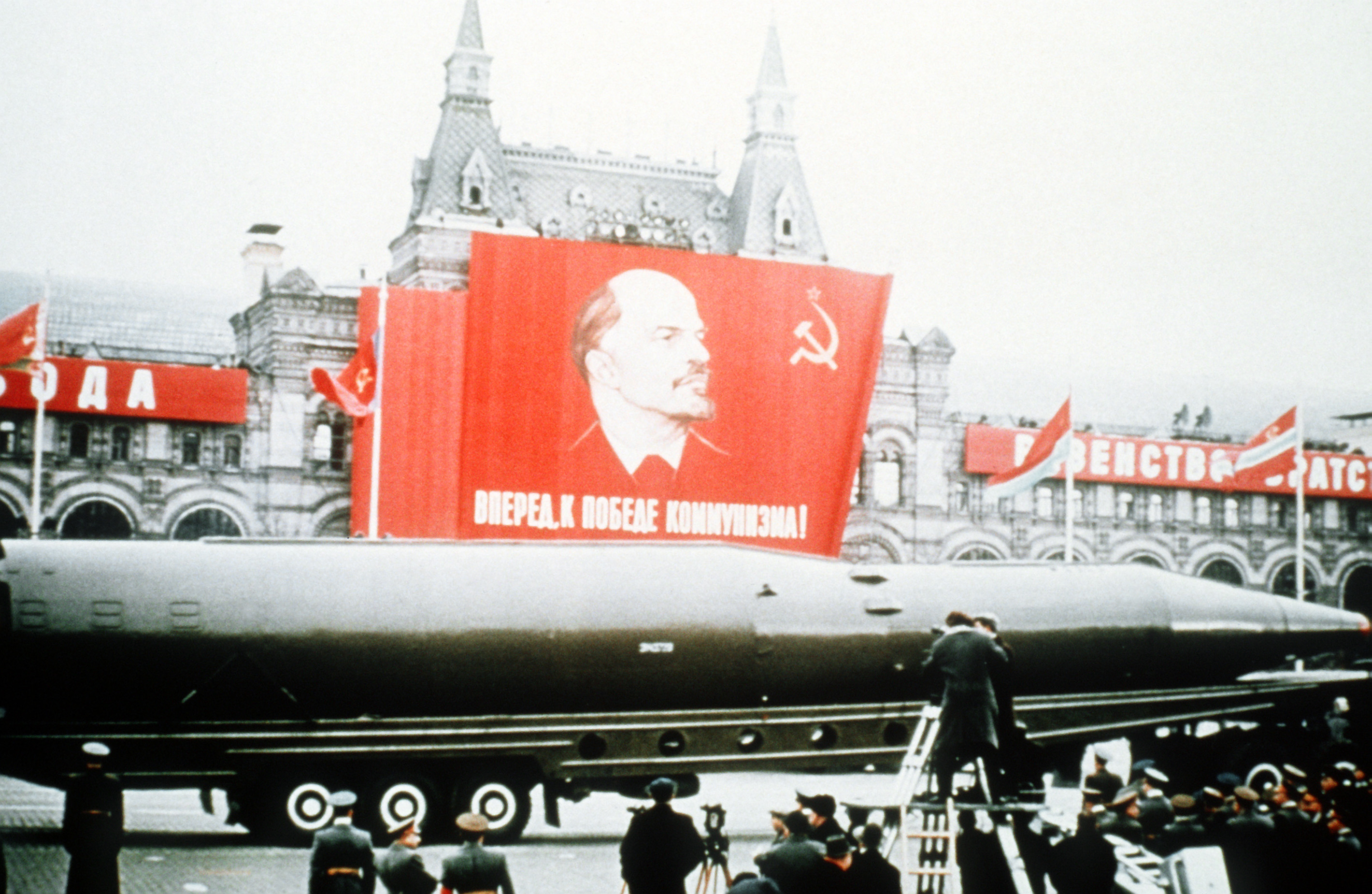
Vojenská přehlídka na Rudém náměstí v Moskvě 7. listopadu 1964

Na vrcholu komunistické strany stál ústřední výbor, volený na stranických sjezdech a konferencích. Na druhé straně ústřední výbor hlasoval pro politbyro (v letech 1952 až 1966 nazývané prezidium), sekretariát a generálního tajemníka (první tajemník v letech 1953 až 1966), což byl de facto nejvyšší úřad v Sovětském svazu. V závislosti na stupni upevnění moci stranu a zemi účinně vedlo buď politbyro jako kolektivní orgán nebo generální tajemník, který byl vždy jedním z členů politbyra (s výjimkou období Stalina, který funkci po roce 1941 vykonával přímo prostřednictvím svého postavení v Radě ministrů než v politbyru). Nebyli ovládáni obecným členstvím ve straně, protože klíčovým principem stranické organizace byl demokratický centralismus, vyžadující přísnou podřízenost vyšším orgánům. Volby byly nesporné, podporující kandidáty navržené shora.
Komunistická strana si udržela dominanci nad státem zejména prostřednictvím kontroly nad systémem jmenování. Všichni vyšší vládní úředníci a většina poslanců Nejvyššího sovětu byli členy KSSS. Ze samotných šéfů stran byli předsedové strany Stalin (1941–1953) a Chruščov (1958–1964). Po nuceném Chruščovově odchodu bylo stranickému vůdci zakázáno tento druh dvojitého členství, ale pozdější generální tajemníci alespoň po část svého působení zastávali převážně slavnostní místo předsedy prezidia Nejvyššího sovětu, nominální hlavy státu. Instituce na nižších úrovních byly pod dohledem a občas nahrazeny primárními stranickými organizacemi.
V praxi však míra kontroly, kterou strana dokázala vykonávat nad státní byrokracií, zejména po Stalinově smrti, nebyla zdaleka úplná, přičemž byrokracie sledovala různé zájmy, které byly občas v rozporu se stranou. Samotná strana také nebyla shora dolů monolitická, ačkoli frakce byly oficiálně zakázány.

### Vláda

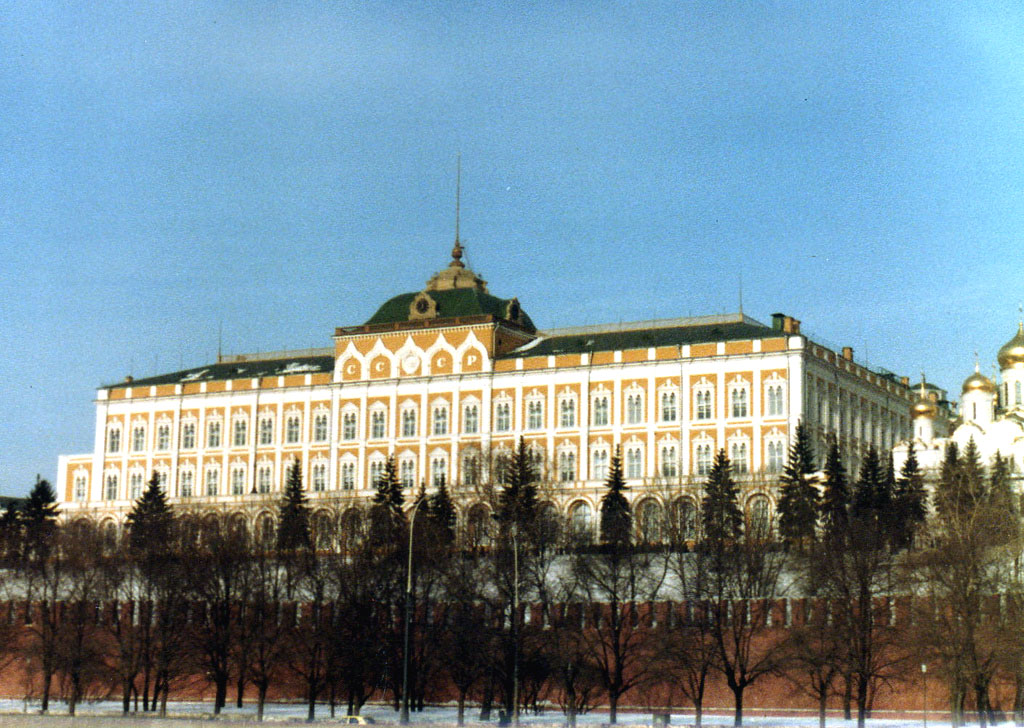
Velký kremelský palác, sídlo nejvyššího sovětu Sovětského svazu, 1982

Nejvyšší sovět byl nominálně nejvyšším státním orgánem po většinu sovětské historie, který nejprve působil jako instituce pro „razítka“ a schvaloval a realizoval všechna rozhodnutí učiněná stranou. Na konci 50., 60. a 70. let však byly jeho pravomoci a funkce rozšířeny, včetně vytvoření nových státních komisí a výborů. Získal další pravomoci týkající se schvalování pětiletých plánů a vládního rozpočtu. Nejvyšší sovět zvolil prezidium (nástupce ústředního výkonného výboru), aby získal svou moc mezi plenárními zasedáními, která se obvykle konala dvakrát ročně, a jmenoval Nejvyšší soud, generálního prokurátora a Radu Ministrů (před rokem 1946 známá jako Rada lidových komisařů) v čele s předsedou (premiérem) a řídící obrovskou byrokracii odpovědnou za správu ekonomiky a společnosti. Státní a stranické struktury ústavodárných republik do značné míry napodobovaly strukturu ústředních institucí, ačkoli ruská SFSR, na rozdíl od ostatních ústavních republik, po většinu své historie neměla žádnou republikánskou pobočku KSSS, kde jí vládla přímo svazová strana do roku 1990. Místní úřady byly rovněž organizovány do stranických výborů, místních sovětů a výkonných výborů. Zatímco státní systém byl nominálně federální, strana byla unitární.

### Perestrojka

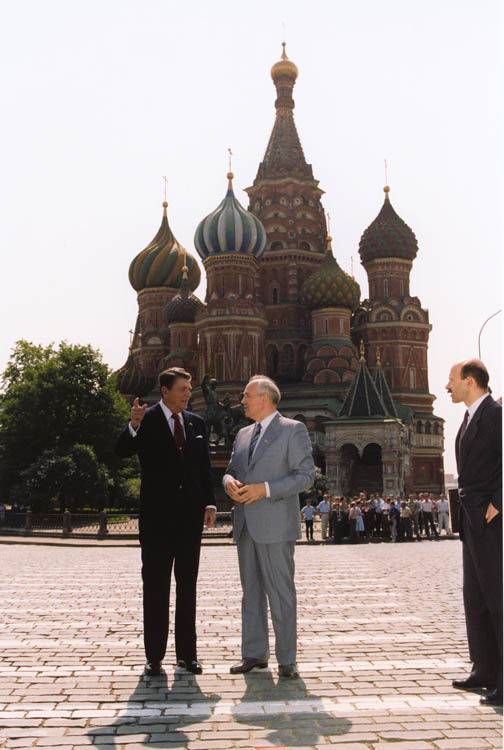
Michail Gorbačov a Ronald Reagan na Rudém náměstí v Moskvě, 1988

Gorbačov, který byl od roku 1985 v čele Sovětského svazu, zahájil rozsáhlé politické a ekonomické reformy zkostnatělého systému, které se označovaly hesly perestrojka (přestavba) a glasnosť (otevřenost). V době jeho vlády došlo k výraznému uvolnění režimu v celém Sovětském svazu.

### Právní systém
Soudnictví nebylo nezávislé na ostatních odvětvích vlády. Nejvyšší soud dohlížel na nižší soudy (lidový soud) a používal zákon tak, jak byl stanoven ústavou nebo vykládán nejvyšším sovětem. Výbor pro ústavní dohled přezkoumával ústavnost zákonů a aktů. Sovětský svaz používal inkviziční řízení římského práva, ve kterém soudce, státní zástupce a obhájce spolupracují při určování pravdy.

### Hlavní představitelé
Nejvyššími představiteli (zpravidla ve funkci předsedy prezídia Nejvyššího sovětu, které bylo kolektivní hlavou státu) Sovětského svazu byli vždy zároveň vůdcové vládnoucí strany – zpravidla první nebo generální tajemník – (od roku 1925 Komunistické strany Sovětského svazu):
|  | Jméno                         | Funkční období                       | Poznámka                                           |
|  | ----------------------------- | ------------------------------------ | -------------------------------------------------- |
|  | Vladimir Iljič Lenin *        | 17. listopadu 1903 až 21. ledna 1924 | Předseda Rady lidových komisařů                    |
|  | Josif Vissarionovič Stalin    | 3. dubna 1922 až 5. března 1953      | generální tajemník od 1922, od 1952 první tajemník |
|  | Nikita Sergejevič Chruščov    | 7. září 1953 až 14. října 1964       | první tajemník                                     |
|  | Leonid Iljič Brežněv          | 14. října 1964 až 10. listopadu 1982 | od 1966 generální tajemník                         |
|  | Jurij Vladimirovič Andropov   | 12. listopadu 1982 až 9. února 1984  | generální tajemník                                 |
|  | Konstantin Ustinovič Černěnko | 13. února 1984 až 10. března 1985    | generální tajemník                                 |
|  | Michail Sergejevič Gorbačov   | 11. března 1985 až 24. srpna 1991    | od 1990 prezident                                  |

*) Lenin byl jen neformálně vedoucím komunistické strany; v letech 1922/24 až 1953 a 1966 až 1991 byl „generální tajemník“; v letech 1953–1966 „první tajemník“.

### Zahraniční politika

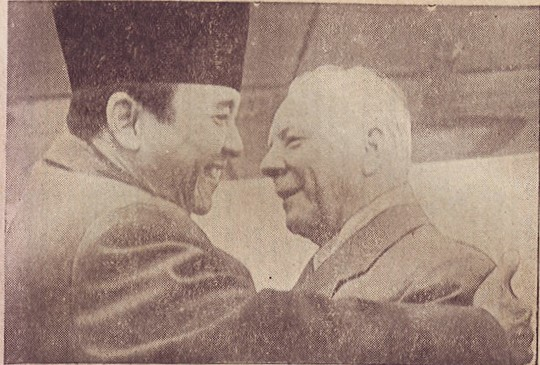
Sukarno a Vorošilov v roce 1958.

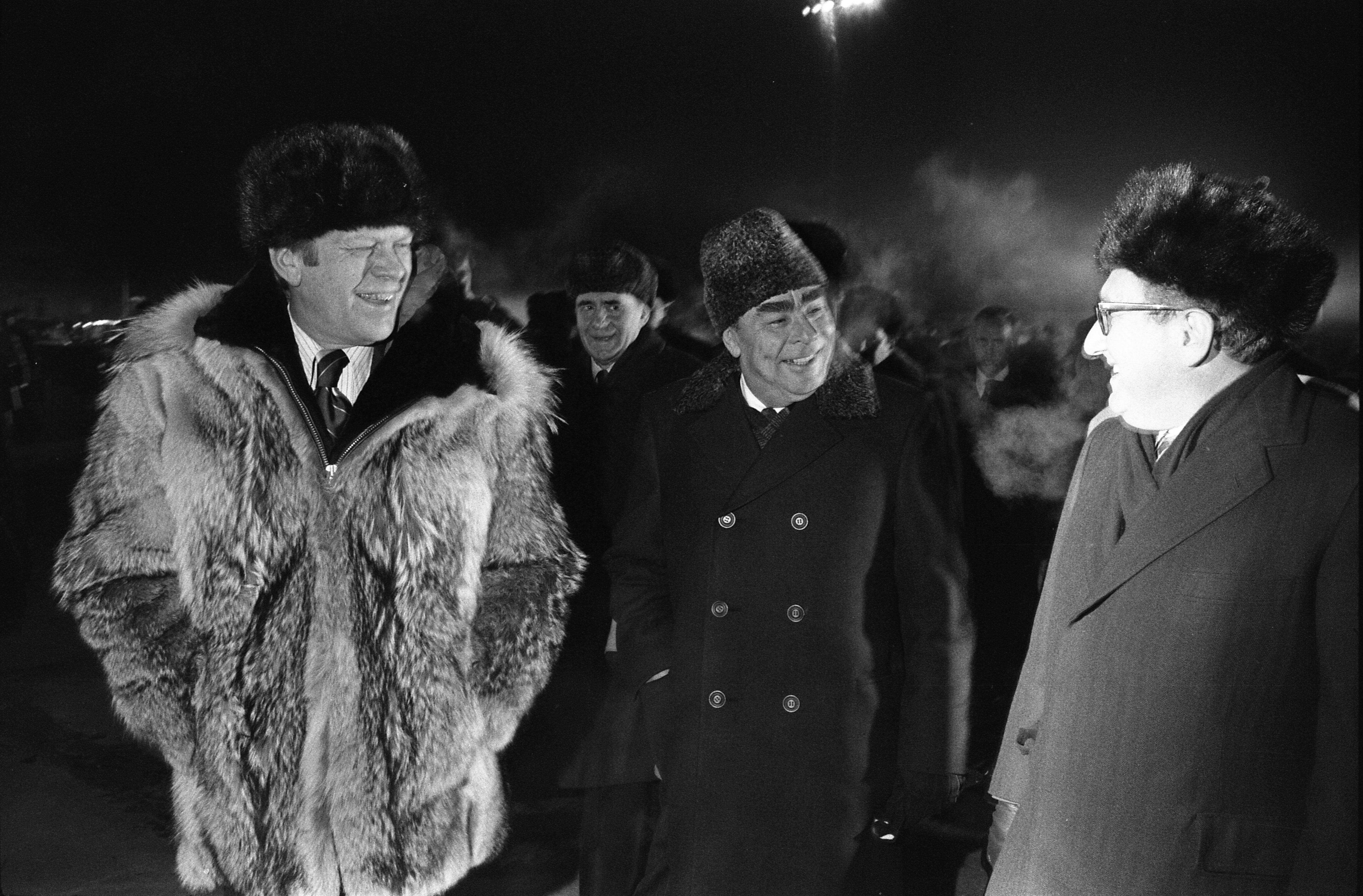
Gerald Ford, Leonid Brežněv a Henry Kissinger se neformálně baví na Vladivostockém summitu v roce 1974

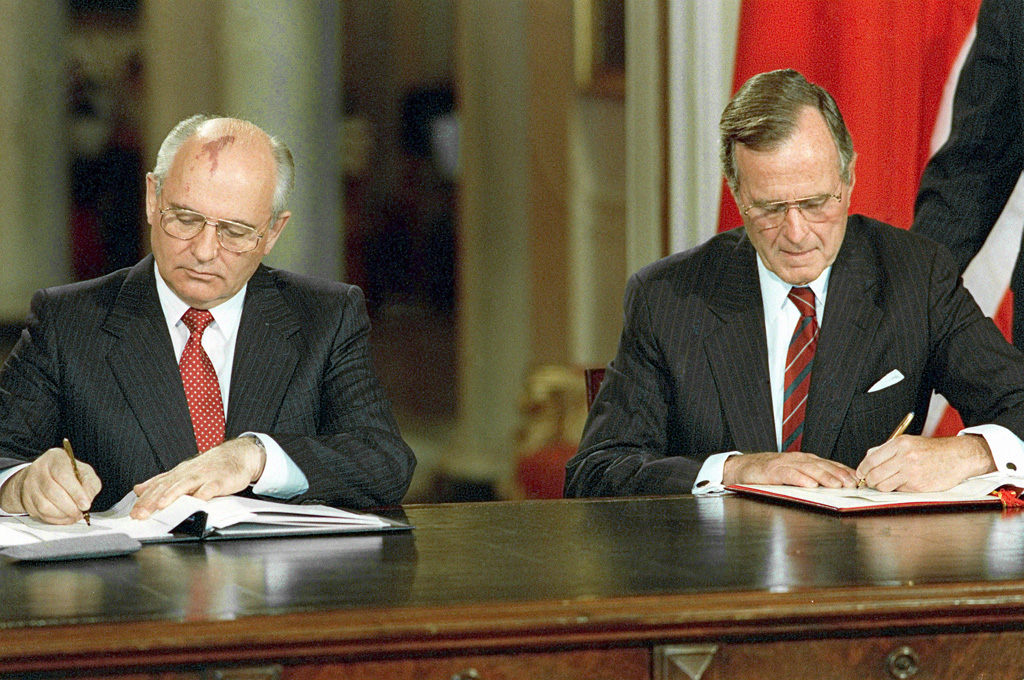
Michail Gorbačov a George H. W. Bush podepisují bilaterální dokumenty během Gorbačovovy oficiální návštěvy Spojených států v roce 1990

Konečná politická rozhodnutí v letech 1925–1953 učinil vždy Stalin, ale jinak byla sovětská politika vyhlašována komisí pro zahraniční politiku Ústředního výboru KSSS nebo nejvyšším orgánem strany – politbyrem. Operace mělo na starosti oddělené ministerstvo zahraničí, které bylo do roku 1946 známé jako Lidový komisariát pro zahraniční záležitosti či Narkomindel. Mezi nejvlivnější mluvčí patřili Georgij Čičerin (1872–1936), Maxim Litvinov (1876–1951), Vjačeslav Molotov (1890–1986), Andrej Vyšinskij (1883–1954) a Andrej Gromyko (1909–1989). Intelektuálové sídlili v Moskevském státním institutu mezinárodních vztahů.

#### Organizace

##### Kominterna
Komunistická internacionála (1919–1943) byla mezinárodní komunistická organizace se sídlem v Kremlu, která obhajovala světový komunismus. Komiterna chtěla „bojovat všemi dostupnými prostředky, včetně ozbrojených sil, za svržení mezinárodní buržoazie a vytvoření mezinárodní sovětské republiky jako přechodné fáze než dojde k úplnému zrušení státu“. Byla zrušena jako smírčí opatření vůči Británii a USA.

##### Kominforma
Kominforma (1947–1956), oficiálně Informační byro komunistických a dělnických stran, byla první oficiální agenturou mezinárodního komunistického hnutí od rozpuštění Kominterny v roce 1943. Jeho úkolem bylo koordinovat akce mezi komunistickými stranami pod sovětským vedením. Stalin ji využil, aby nařídil západoevropským komunistickým stranám, aby opustily svou výlučně parlamentní linii a místo toho se soustředily na politické překážky operacím ohledně Marshallova plánu. Také koordinovala mezinárodní pomoc komunistickým povstalcům během občanské války v Řecku v letech 1947–1949. V roce 1948 byla vyloučena Jugoslávie poté, co Tito trval na nezávislém programu. Noviny Kominformy „Pro trvalý mír, pro lidovou demokracii!“ podporovaly Stalinovy postoje. Koncentrace Kominformy na Evropu v sovětské zahraniční politice znamenala důraz na světovou revoluci. Tím, že vyjadřovala jednotnou ideologii, umožňovala účastníkům, aby se soustřeďovali spíše na osobnosti než na problémy.

##### Rada vzájemné hospodářské pomoci
RVHP byla v letech 1949–1991 hospodářskou organizací pod sovětskou kontrolou, která zahrnovala státy východního bloku spolu s řadou komunistických států jinde ve světě. Moskva byla znepokojena Marshallovým plánem a cílem RVHP bylo zabránit tomu, aby země v sovětské sféře vlivu směřovaly k Američanům a jihovýchodní Asii. RVHP byla také odpovědí východního bloku na vytvoření Organizace pro hospodářskou spolupráci a rozvoj (OEEC) v západní Evropě.

##### Varšavská smlouva
Varšavská smlouva byl vojenský pakt zformovaný v roce 1955 mezi SSSR a sedmi sovětskými satelitními státy střední a východní Evropy během studené války. Varšavská smlouva byla vojenským doplňkem RVHP a byla vytvořena v reakci na vstup západního Německa do NATO.

## Administrativní dělení

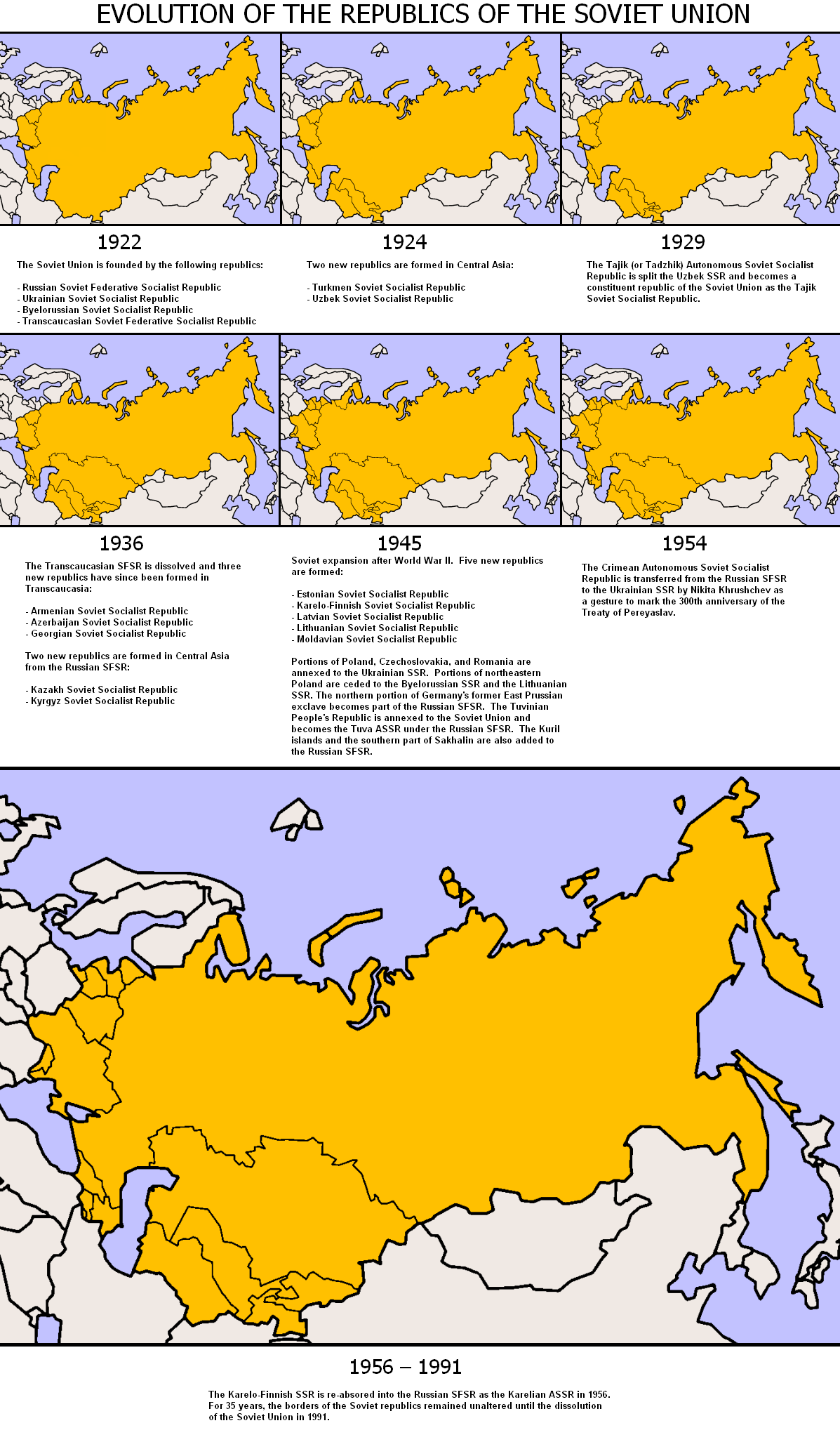
Vývoj svazových republik od roku 1922 do roku 1990

Svazové republiky byly nejvyšší autonomní administrativní celky, na které se dělil Sovětský svaz (SSSR, 1922–1991).
Původní republiky vznikly za občanské války na území bývalého Ruského impéria, které se rozpadlo za revoluce roku 1917. Jejich sloučením vítěznými bolševiky vznikl roku 1922 Sovětský svaz. Počet svazových republik, jejich názvy a územní vymezení se měnily v důsledku územních změn, resp. expanze SSSR a v důsledku administrativních změn. Před rozpadem Sovětského svazu v letech 1990–1991 bylo patnáct svazových republik, ze kterých vzniklo patnáct nezávislých států.
Každá republika měla v názvu geografický či národnostní přívlastek a sovětská socialistická republika (SSR). Sověty byly původně občanské výbory, které formálně držely moc, označení „socialistická“ odkazovalo na státní ideologii marxismu-leninismu.
Svazové republiky měly oficiálně velkou míru autonomie (vlastní ústavu a státní symboly, zajištěnou jistou míru suverenity (územní), či vlastní státní orgány), ve skutečnosti však byl Sovětský svaz uspořádán silně centralisticky a moc byla v rukou Komunistické strany SSSR.

### Orgány jednotlivých SSR
Hlavním orgánem byl vždy republikový Nejvyšší sovět (nejvyšší rada), dále existovala rada ministrů, ministerstva, i soudy. Původně měly mít tyto celky i vlastní zastoupení v různých mezinárodních organizacích (například OSN); to se však podařilo na mezinárodní scéně prosadit pouze u USSR a BSSR. Podle ústavy měla též každá republika garantované právo vystoupit ze SSSR.

### Právo vystoupit ze svazku a jeho aplikace
V období od vzniku těchto útvarů až do roku 1990 však žádná země právo vystoupení nevyužila; bylo to dáno tím, že právo vystoupit bylo vzhledem k existenci komunistického režimu v podstatě jen formální (byť bylo zakotveno v článku 72 ústavy SSSR). Existovala rovněž provázanost mezi ústřední a republikovou mocí; ve vedení každé svazové republiky byli v důležitých pozicích zastoupeni též i lidé z jiných svazových republik, převážně z RSFSR. To vedlo k deziluzi mezi obyvatelstvem jednotlivých republik a posilovalo separatistické tendence, vedoucí k národnostním problémům v 80. letech. Ty se objevily na jihu (Kavkaz) a západě (Pobaltí) země.
Ústřední vláda sice zajistila větší míru, hlavně ekonomické, autonomie pro jednotlivé republiky, především ty pobaltské se s tím však nespokojily a žádaly plnou nezávislost a vyřešení problémů z minulosti (okupace Pobaltí Stalinem za druhé světové války). 11. května 1990 vyhlásil tedy Nejvyšší sovět Litevské SSR nezávislost republiky, kterou se snažily sovětské síly potlačit; později došlo k bojím o místní televizní studio a k ostrému zásahu při demonstraci u Vilniuské televizní věže. Byla taky vyhlášena hospodářská blokáda. Přesto nezávislost krátce poté vyhlásily i ostatní pobaltské republiky.
V roce 1991 pak došlo postupně k osamostatnění všech svazových republik, včetně RSFSR. Sovětský svaz nakonec k 1. lednu 1992 zanikl. Bývalé republiky vytvořily Společenství nezávislých států, mezinárodní organizaci, která měla zajišťovat hlavně hospodářskou spolupráci. Členem se však nikdy nestaly pobaltské země, jež se přeorientovaly na Evropu a vstoupily do EU.

### Národnostní složení republik
Svazové republiky byly většinou oficiálně unitárními státy, kde byla používán vždy mateřský jazyk té které národnosti převažující; ruština však byla jako hlavní jazyk celého SSSR vyučována na všech školách a běžně se užívala také. I ve svazových republikách existovaly ještě další autonomní administrativní celky, založené též na národnostním principu (Autonomní sovětské socialistické republiky, Autonomní okruhy).
Díky přesunům obyvatelstva v rámci celého SSSR docházelo postupem času k vytváření poměrně velkých menšin, většinou ruských (Estonská SSR, Litevská SSR apod.), navíc některé další z republik (Ukrajinská SSR, Kazašská SSR) již existovaly s velkou národnostní menšinou od doby svého počátku.
Největší svazovou republikou byla Ruská sovětská federativní socialistická republika (RSFSR), jež tvořila drtivou většinu území státu (dnešní Rusko), a fungovala de facto jako hegemon celého SSSR. Její území však bylo národnostně nejvíce heterogenní; na území RSFSR se nacházelo mnoho autonomních republik a autonomních okruhů, které obývaly desítky národů. Obyvatelstvem však Rusové tvořili přibližně 55 % SSSR.

### Seznam svazových republik
| #  | Republika          | Mapa svazu republik 1956–1991                                     |
| -- | ------------------ | ----------------------------------------------------------------- |
| 1  | Ruská SFSR         | Mapa svazu republik 1956–1991 s vyznačenými svazovými republikami |
| 2  | Ukrajinská SSR     | Mapa svazu republik 1956–1991 s vyznačenými svazovými republikami |
| 3  | Běloruská SSR      | Mapa svazu republik 1956–1991 s vyznačenými svazovými republikami |
| 4  | Uzbecká SSR        | Mapa svazu republik 1956–1991 s vyznačenými svazovými republikami |
| 5  | Kazašská SSR       | Mapa svazu republik 1956–1991 s vyznačenými svazovými republikami |
| 6  | Gruzínská SSR      | Mapa svazu republik 1956–1991 s vyznačenými svazovými republikami |
| 7  | Ázerbájdžánská SSR | Mapa svazu republik 1956–1991 s vyznačenými svazovými republikami |
| 8  | Litevská SSR       | Mapa svazu republik 1956–1991 s vyznačenými svazovými republikami |
| 9  | Moldavská SSR      | Mapa svazu republik 1956–1991 s vyznačenými svazovými republikami |
| 10 | Lotyšská SSR       | Mapa svazu republik 1956–1991 s vyznačenými svazovými republikami |
| 11 | Kyrgyzská SSR      | Mapa svazu republik 1956–1991 s vyznačenými svazovými republikami |
| 12 | Tádžická SSR       | Mapa svazu republik 1956–1991 s vyznačenými svazovými republikami |
| 13 | Arménská SSR       | Mapa svazu republik 1956–1991 s vyznačenými svazovými republikami |
| 14 | Turkmenská SSR     | Mapa svazu republik 1956–1991 s vyznačenými svazovými republikami |
| 15 | Estonská SSR       | Mapa svazu republik 1956–1991 s vyznačenými svazovými republikami |

### Správní rozdělení
SSSR od roku 1956 zahrnoval 15 sovětských socialistických republik (SSR), základní správní jednotkou byl rajón (tj. okres), některé svazové republiky dále měly:
- oblasti
- kraje
- národnostní okruhy (NO)
- autonomní oblasti (AO)
- autonomní republiky (ASSR)

#### Expanze SSSR a změny před II. světovou válkou, během ní a po ní
- 1939 – část Polska, známá jako Kresy, Východní Polsko nebo Západní Bělorusko, okupována a připojena k Běloruské SSR a Ukrajinské SSR podle dohody s Hitlerem (Pakt Ribbentrop–Molotov)
- 1940 – z autonomní oblasti založena Karelofinská SSR jako část příprav k okupaci Finska (viz též finsko-ruská Zimní válka)
- 1940 – okupovány a následně anektovány baltské země – Estonsko, Litva, Lotyšsko – a přejmenovány na Estonská SSR, Litevská SSR, Lotyšská SSR
- 1940 – okupována Besarábie, východní část tehdy rumunské Moldávie, a připojena k Moldavské ASSR (autonomní republice v Ukrajinské SSR), pojmenována Moldavská SSR
- 1944 – represe kavkazských a krymských obyvatel, deportace; připojení Tuvinské aratské republiky
- 1945 – část Východního Pruska, součást Německa, okupována a připojena k Ruské SFSR, jako Kaliningradská oblast, dnes exkláva Ruska
- 1945 – Volyňské vojvodství poválečného Polska okupováno a připojeno k Ukrajinské SSR jako Volyňská oblast a Rovenská oblast
- 1945 – Kurilské ostrovy a jižní část Sachalinu připojeny k Ruské SFSR
- 1945 – Podkarpatská Rus odstoupena Československem a připojena k Ukrajinské SSR jako Zakarpatská oblast

#### Změny vadministrativním dělení SSSR po druhé světové válce
- 1954 – Krym převeden z Ruské SFSR k Ukrajinské SSR
- 1956 – Karelofinská SSR se zase stala autonomní republikou Ruské SFSR

#### Seznam svazových republik (kroku 1967)
1. Arménská SSR
2. Ázerbájdžánská SSR
3. Běloruská SSR
4. Estonská SSR
5. Gruzínská SSR
6. Kazašská SSR
7. Kyrgyzská SSR
8. Lotyšská SSR
9. Litevská SSR
10. Moldavská SSR
11. Ruská SFSR
12. Tádžická SSR
13. Turkmenská SSR
14. Ukrajinská SSR
15. Uzbecká SSR

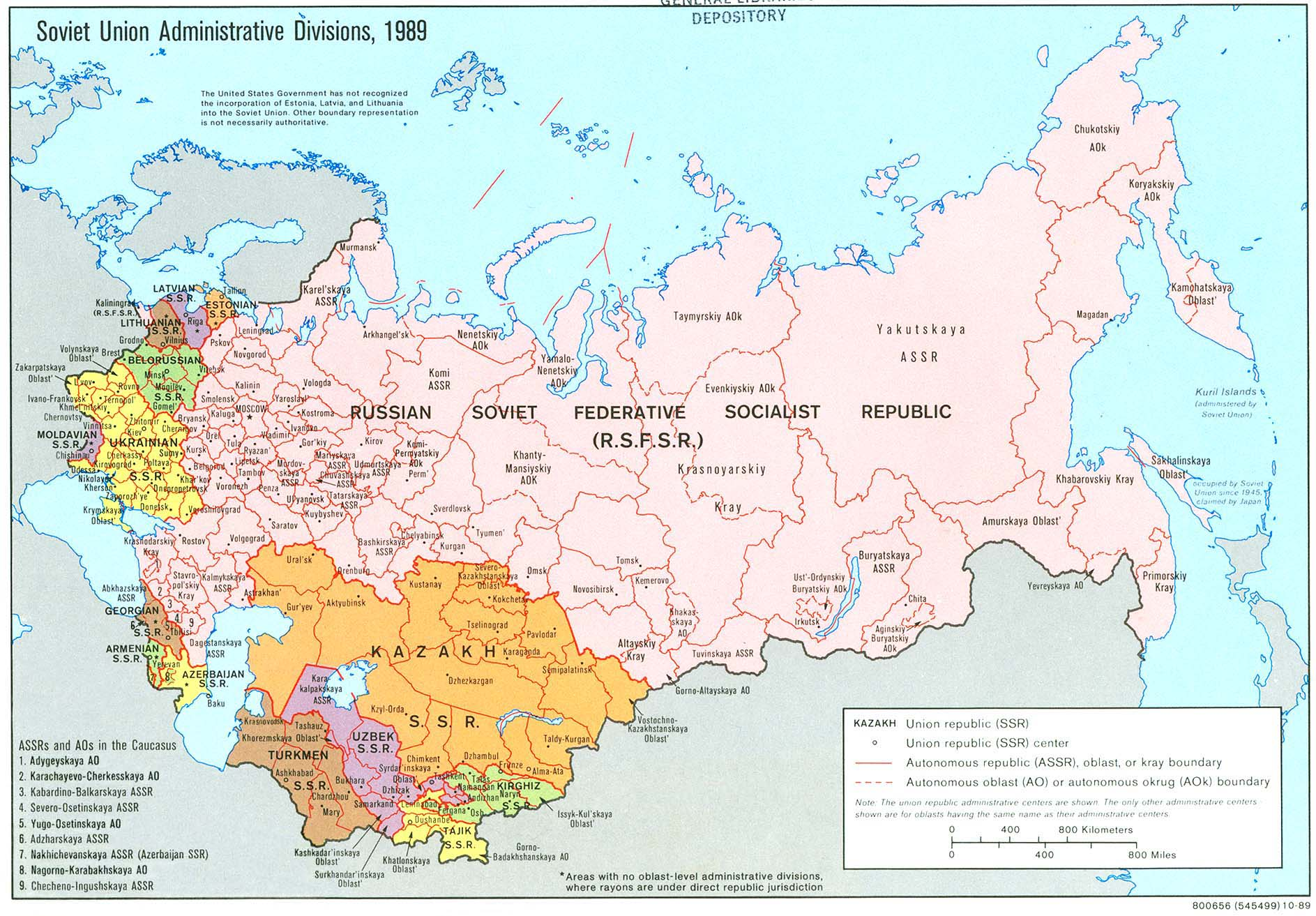
Administrativní dělení SSSR v roce 1989

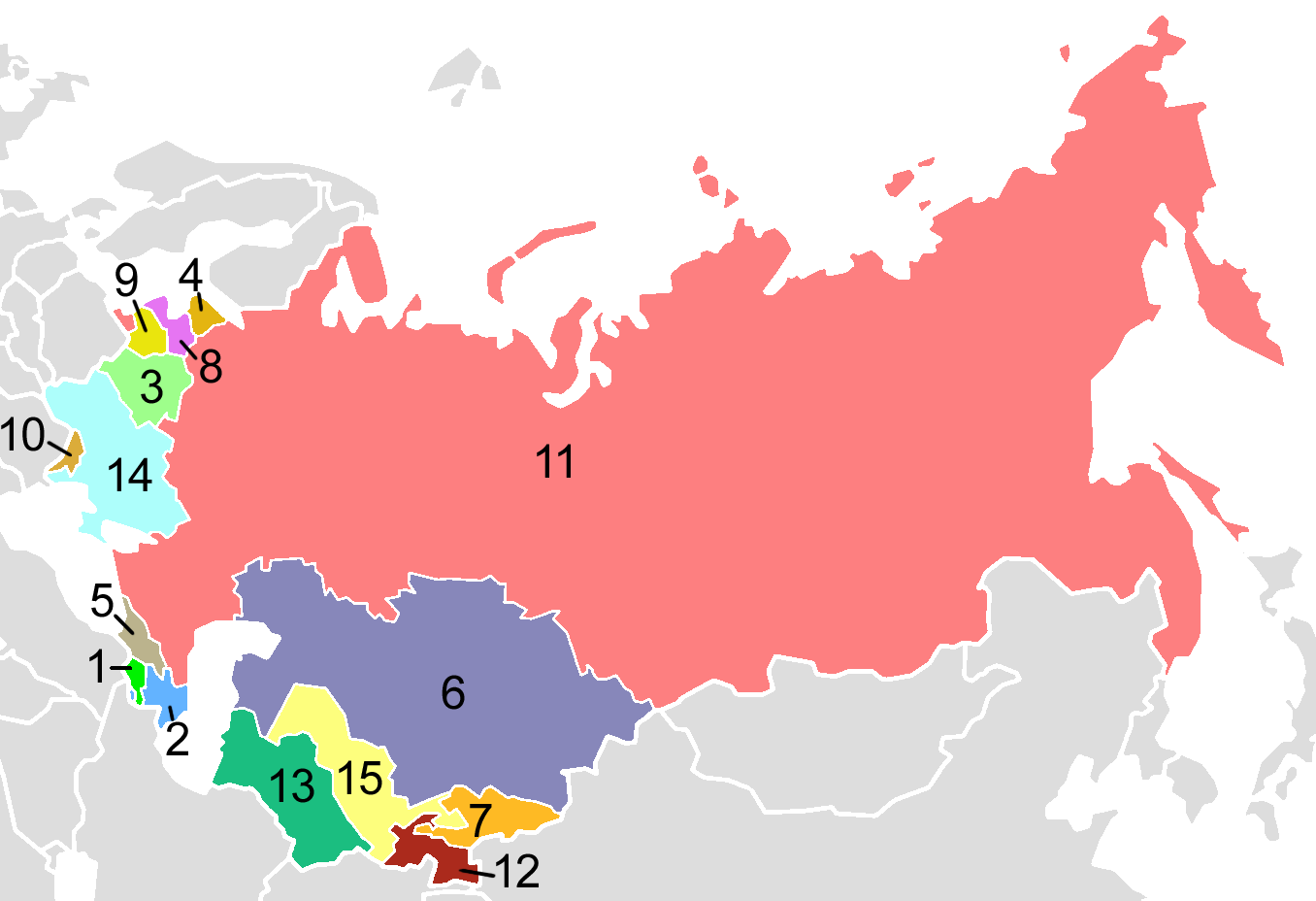
Svazové republiky Sovětského svazu (1956–1990)

- Ruská sovětská federativní socialistická republika (RSFSR) (dnešní Rusko)
  - hl. město: Moskva
  - další dělení: 16 ASSR, 5 AO, 10 NO, kraje, oblasti
- Ukrajinská sovětská socialistická republika (USSR) (dnešní Ukrajina)
  - hl. město: Kyjev
  - další dělení: oblasti
- Běloruská SSR (dnešní Bělorusko)
  - hl. město: Minsk
  - další dělení: oblasti
- Uzbecká SSR (dnešní Uzbekistán)
  - hl. město: Taškent
  - další dělení: 1 ASSR, oblasti
- Kazašská SSR (dnešní Kazachstán)
  - hl. město: Almaty
  - další dělení: oblasti
- Gruzínská SSR (dnešní Gruzie)
  - hl. město Tbilisi
  - další dělení: 2 ASSR, autonomní oblasti
- Ázerbájdžánská SSR (dnešní Ázerbájdžán)
  - hl. město: Baku
  - další dělení: 1 ASSR, autonomní oblasti
- Litevská SSR (dnešní Litva)
  - hl. město: Vilnius
- Moldavská SSR (dnešní Moldavsko )
  - hl. město: Kišiněv
- Lotyšská SSR (dnešní Lotyšsko)
  - hl. město Riga
- Kyrgyzská SSR (dnešní Kyrgyzstán)
  - hl. město: Frunze
  - další dělení: 1 oblast
- Tádžická SSR (dnešní Tádžikistán)
  - hl. město: Dušanbe
  - další dělení: 1 autonomní oblast
- Arménská SSR (dnešní Arménie)
  - hl. město: Jerevan
- Turkmenská SSR (dnešní Turkmenistán)
  - hl. město: Ašchabad
- Estonská SSR (dnešní Estonsko)
  - hl. město Tallinn

## Ozbrojené síly

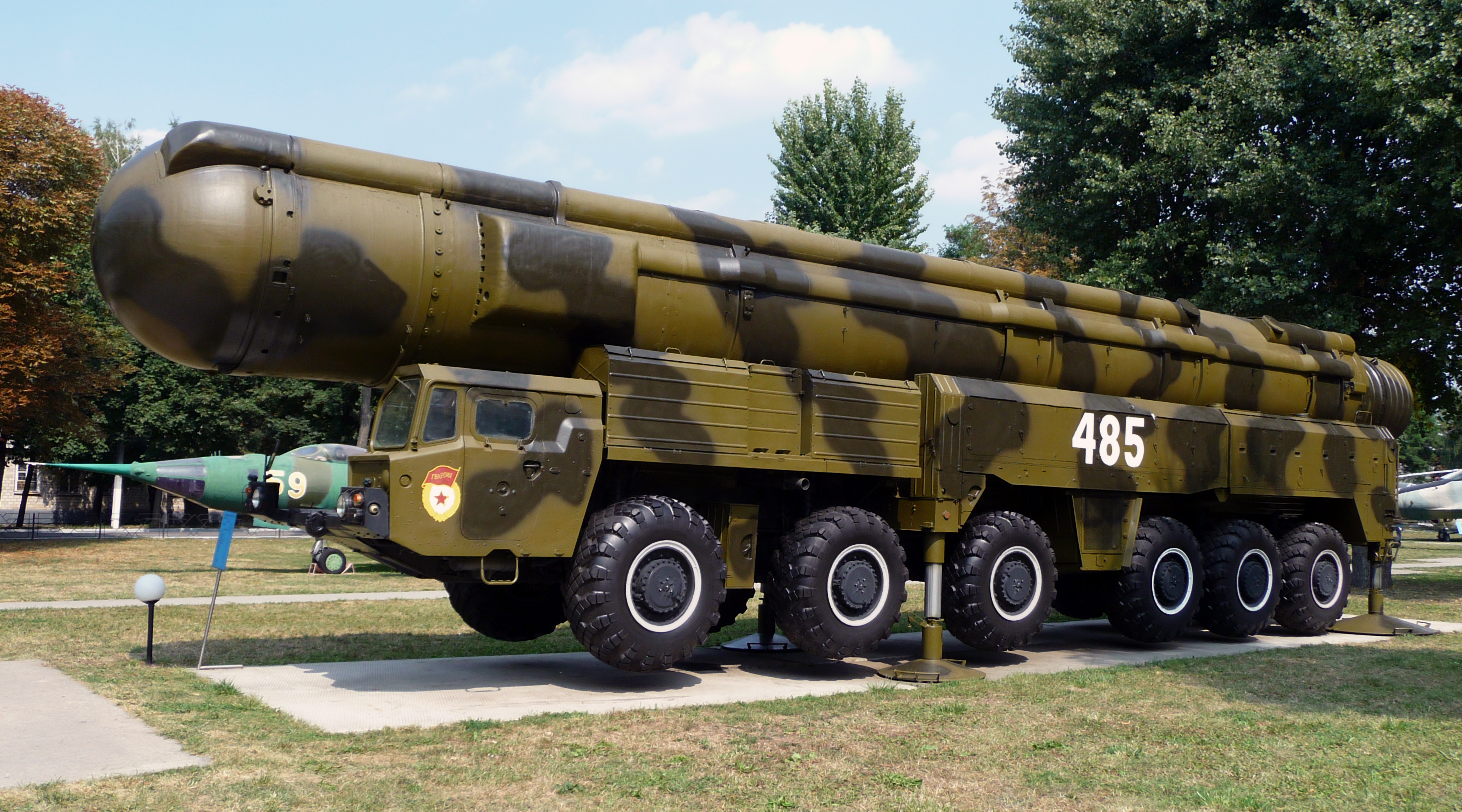
Balistická raketa SS-20 středního dosahu, která by ve velmi krátkém čase byla schopna zničit prakticky jakýkoli vojenský cíl v Evropě. Nasazení těchto mobilních systémů na konci sedmdesátých let zahájilo v Evropě nový zbrojní závod, ve kterém NATO v západním Německu mimo jiné nasadilo rakety Pershing II.

Podle vojenského zákona ze září 1925 se sovětské ozbrojené síly skládaly ze tří složek: pozemních sil, letectva, námořnictva, sjednocené státní politické správy (OGPU) a vnitřních vojsk. OGPU se později stala nezávislou a v roce 1934 se sloučila s NKVD, a tak byla její vnitřní vojska pod společným vedením obranných a vnitřních komisariátů. Po druhé světové válce vznikla strategická raketová vojska (1959), vojska protivzdušné obrany (1948) a jednotky všenárodní civilní obrany (1970), které stály na prvním, třetím a šestém místě v oficiálním sovětském systému důležitosti (pozemní síly byly druhé, letectvo čtvrté a námořnictvo páté).
Armáda měla největší politický vliv a v roce 1989 čítala dva milióny vojáků rozdělených mezi 150 motorizovaných a 52 obrněných divizí. Sovětské námořnictvo bylo až do počátku 60. let spíše méně početnou vojenskou větví, ale po karibské krizi se pod vedením Sergeje Gorškova dočkalo výrazného rozšíření. Známé se stalo díky raketovým křižníkům a ponorkám a sloužilo v něm 500 000 mužů (1989). Sovětské letectvo se soustřeďovalo na flotilu strategických bombardérů a ve válečné situaci mělo vymýtit nepřátelskou infrastrukturu a jadernou kapacitu. Vzdušná síla měla také množství stíhaček a taktických bombardérů, které by armádu ve válce podporovaly. Strategická raketová vojska disponovala více než 1400 mezikontinentálními balistickými raketami (ICBM), rozmístěnými mezi 28 základnami a 300 velitelskými středisky.
V poválečné době se Sovětská armáda přímo podílela na několika vojenských operacích v zahraničí. Mezi ně patřilo potlačení povstání ve východním Německu (1953), v Maďarsku (1956) a vpád do Československa (1968). Sovětský svaz se také účastnil války v Afghánistánu mezi lety 1979 až 1989.
V Sovětském svazu platila všeobecná branná povinnost.

## Sovětský kosmický program

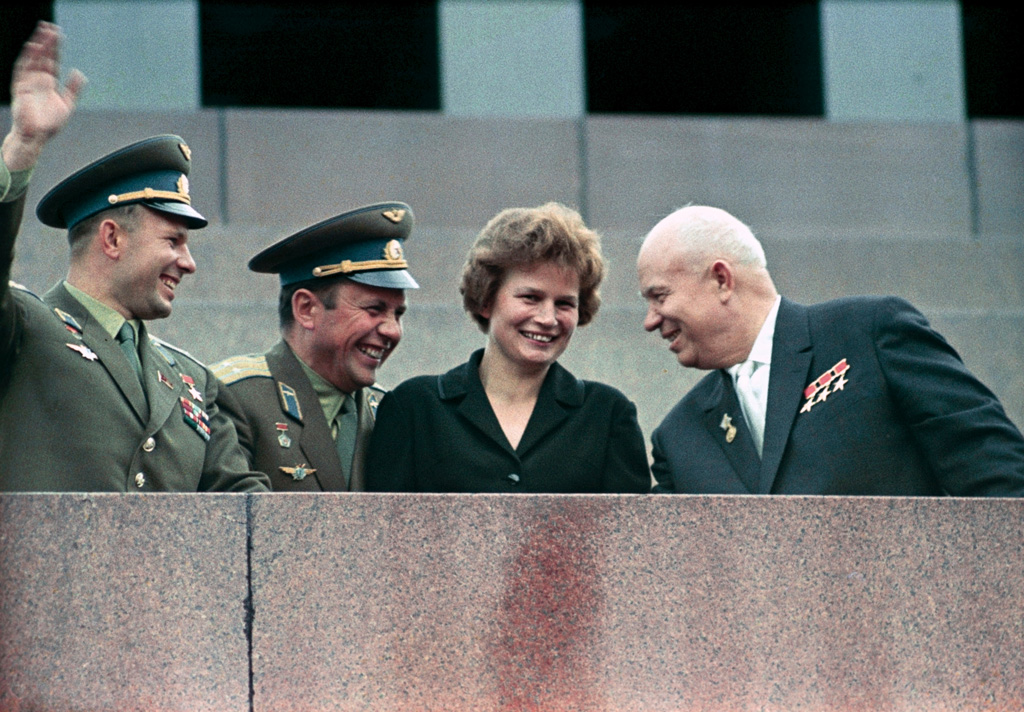
Zleva: Jurij Gagarin, Pavel Popovič, Valentina Těreškovová a Nikita Chruščov na Leninově mauzoleuu v roce 1963

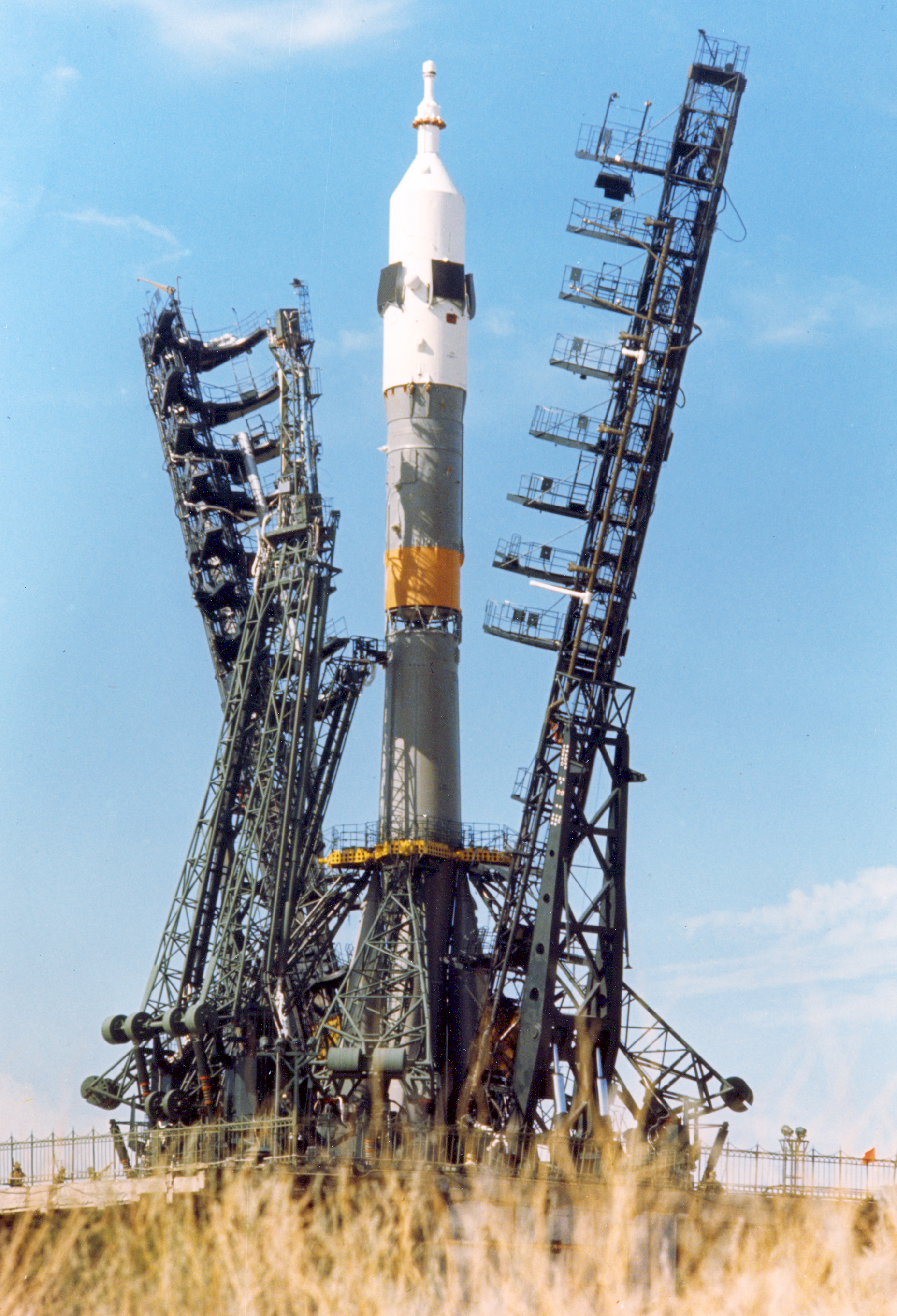
Raketa Sojuz startující z kosmodromu Bajkonur

Na konci 50. let SSSR s pomocí inženýrů a technologií dovezených z poraženého Německa, zkonstruovali Sověti první umělou družici – Sputnik 1 a předběhli tak USA. Poté následovaly další úspěšné družice a byli vysláni i pokusní psi. Dne 12. dubna 1961 byl vyslán první kosmonaut Jurij Gagarin. Ten jednou obletěl zemi a úspěšně přistál v kazašské stepi. V té době se v sovětských projekčních kancelářích rýsovaly první plány raketoplánů a orbitálních stanic, tomu však nakonec zamezily osobní spory mezi projektanty a vedením. Prvním velkým fiaskem pro SSSR bylo přistání Američanů na Měsíci, kdy Rusové nebyli schopni v dostatečné době odpovědět Američanům stejným projektem. V 70. letech se začaly rýsovat konkrétnější návrhy konstrukce raketoplánu, avšak nedostatky, hlavně v elektronickém průmyslu (rychlé přehřívání elektroniky), odsunuly program až ke konci 80. let. První raketoplán, Buran, letěl v roce 1988, ale bez lidské posádky. Další raketoplán, Ptička, skončil nakonec rozestavěný, protože v roce 1991 byl projekt raketoplánů zrušen. Pro jejich vypuštění do vesmíru existuje dnes nevyužívaná supersilná raketa Eněrgija, která je nejsilnější na světě.
Na konci 80. let se Sovětskému svazu podařilo vybudovat orbitální stanici Mir. Byla vystavěna na konstrukci stanic Saljut a její úkoly byly čistě civilní a výzkumné. V 90. letech, kdy byl provoz amerického Skylabu ukončen z důvodu nedostatku financí, byla jedinou orbitální stanicí v provozu. Postupně na ni byly přidávány další moduly, a to i americké. Technický stav stanice se však, hlavně po požáru, rychle zhoršoval, takže bylo v roce 2001 rozhodnuto o jejím navedení do atmosféry, kde shořela.
Za zmínku také stojí vývoj sond Veněra s cílem průzkumu planety Venuše. První sondou na jiné planetě, než Zemi byla Veněra 7. První barevnou fotografii a zvukový záznam pořídila sonda Veněra 13. Program přinesl mnoho nových poznatků o planetě Venuši a podmínkách, které na ni panují.

## Ekonomika
| > 5,000 DM 2,500 – 5,000 DM 1,000 – 2,500 DM | 500 – 1,000 DM 250 – 500 DM < 250 DM |

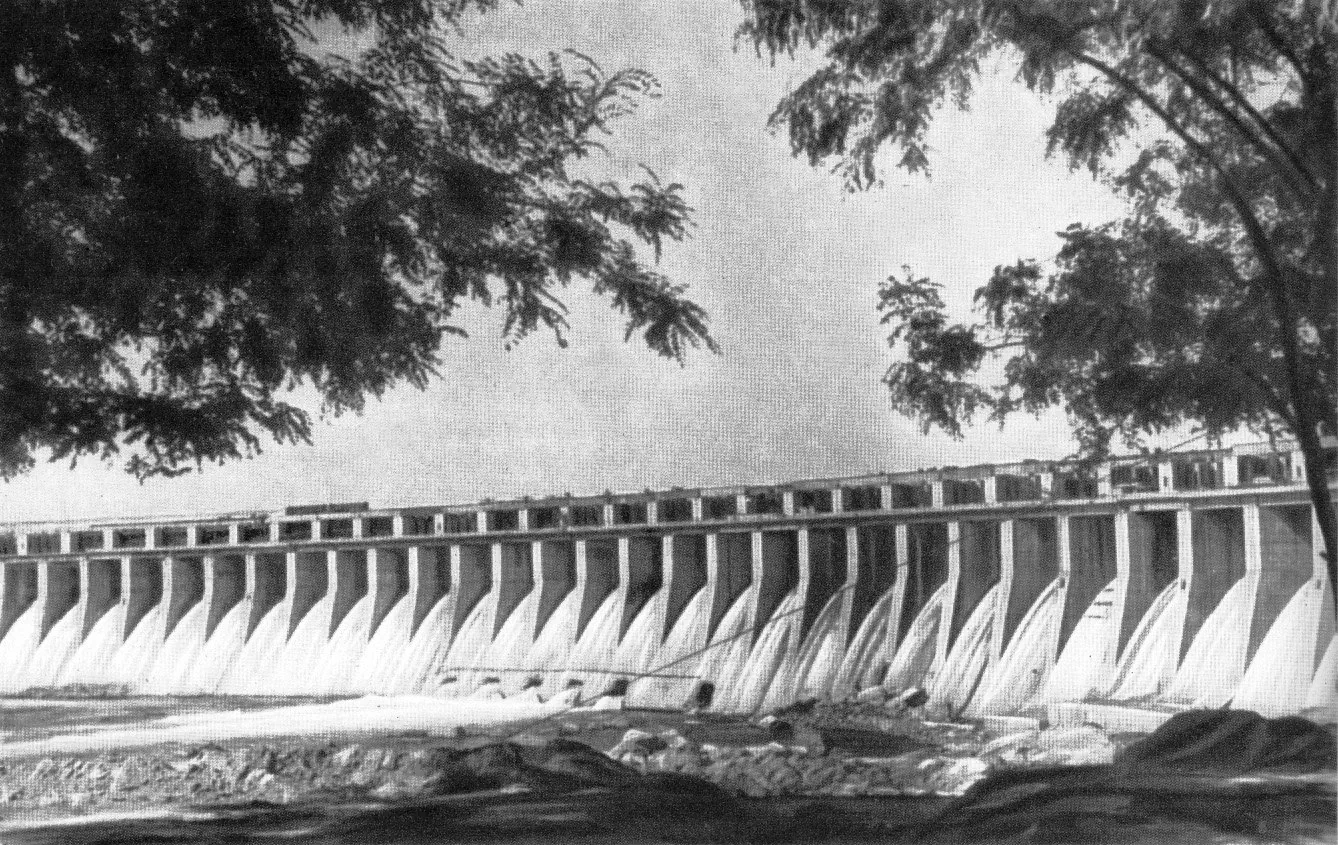
DněproGES, jedna z mnoha vodních elektráren v SSSR

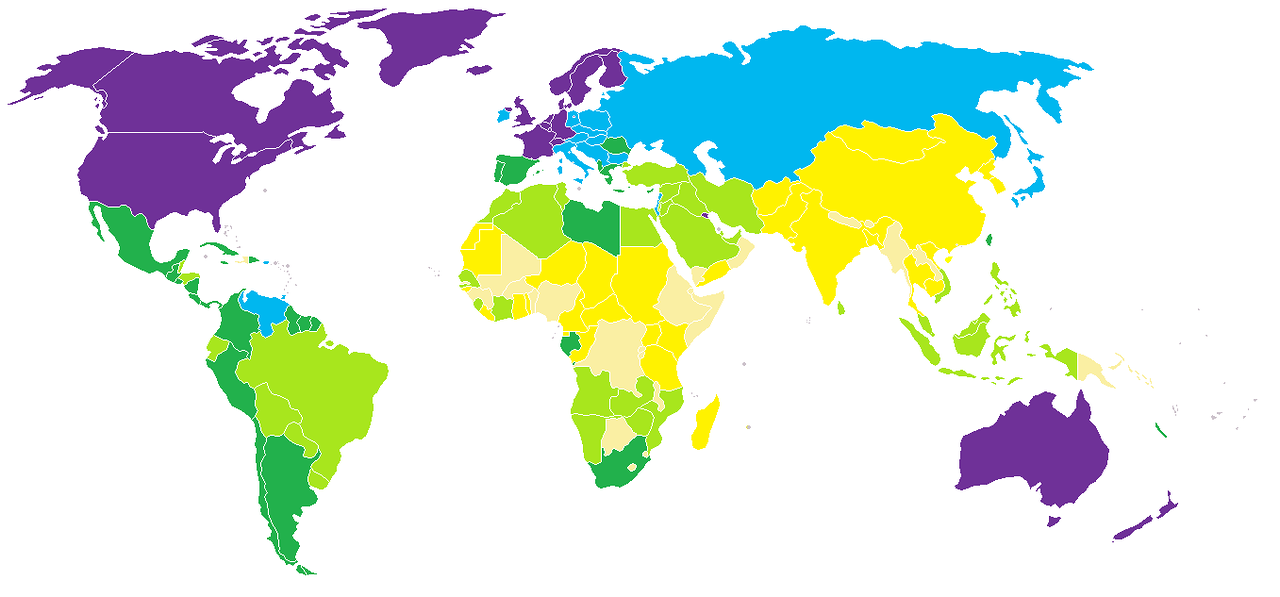
Sovětský svaz ve srovnání s jinými zeměmi podle (nominálního) HDP na osobu v roce 1965 na základě západoněmecké školní knihy (1971).

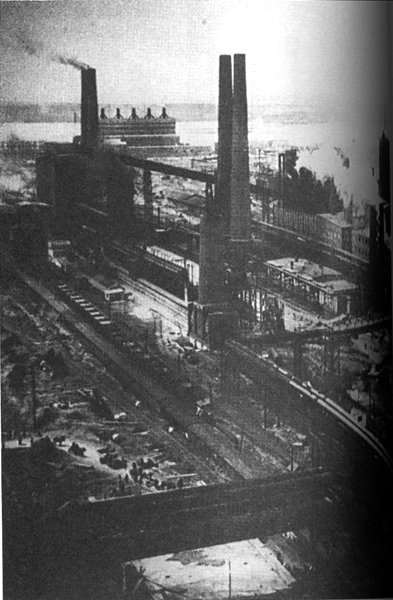
Ocelárny ve 30. letech v Magnitogorsku

Sovětský svaz se stal první zemí, která přijala plánovanou ekonomiku, kde výrobu a distribuci zboží centralizovala a řídila vláda. První bolševická zkušenost s velitelskou ekonomikou byla politika válečného komunismu, která zahrnovala znárodnění průmyslu, centralizovanou distribuci outputu (výsledek výrobního procesu), donucovací požadavky na zemědělskou výrobu a pokusy odstranit peněžní oběh, soukromé podniky a volný trh. Po vážném ekonomickém kolapsu nahradil Lenin v roce 1921 válečný komunismus novou ekonomickou politikou (NEP), legalizoval volný trh a soukromé vlastnictví malých podniků. Ekonomika se rychle zotavila.
Po dlouhé debatě mezi členy politbyra o průběhu hospodářského rozvoje, v letech 1928–1929, získal kontrolu nad zemí Josef Stalin, opustil NEP a prosadil plné centrální plánování, začal násilnou kolektivizaci zemědělství a přijal drakonickou pracovní legislativu. Zdroje byly zmobilizovány pro rychlou industrializaci, která během třicátých let značně rozšířila sovětskou kapacitu těžkého průmyslu a investičního majetku. Hlavní motivací pro industrializaci byla příprava na válku, většinou kvůli nedůvěře k „vnějšímu“ kapitalistickému světu. V důsledku toho se SSSR přeměnil z převážně agrární ekonomiky na velký průmyslový stát, který si razil cestu k vzestupu jako velmoc po druhé světové válce. Válka sovětskou ekonomiku a infrastrukturu velmi zdevastovala a vyžadovala rozsáhlou rekonstrukci.
Počátkem čtyřicátých let se sovětská ekonomika stala relativně soběstačnou; po většinu období až do vzniku RVHP se na mezinárodním trhu obchodovalo s pouze velmi malým podílem sovětských domácích produktů. Po vzniku Východního bloku zahraniční obchod rychle rostl. Přesto byl vliv světové ekonomiky na SSSR omezen pevnými domácími cenami a státním monopolem na zahraniční obchod. Okolo šedesátých let se staly hlavními objekty dovozu obilí a sofistikované spotřební výrobky. Během závodů ve zbrojení ve studené válce byla sovětská ekonomika zatěžována vojenskými výdaji, za které byly silně lobovány mocnou byrokracií závislou na zbrojním průmyslu. Současně se Sovětský svaz stal největším vývozcem zbraní do zemí třetího světa.
Od třicátých let až do rozpadu koncem roku 1991 zůstalo fungování ekonomiky v SSSR v podstatě stejné. Ekonomika byla formálně řízena centrálním plánováním, které prováděl Gosplan a organizovaná v pětiletých plánech. V praxi však byly plány velmi „agregované“ a provizorní, s výhradou intervencí ad hoc ze strany nadřízených. Všechna klíčová hospodářská rozhodnutí byla přijata politickým vedením. Přidělené prostředky a cíle plánu byly obvykle denominovány spíše v rublech než ve fyzickém zboží. Úvěr se nedoporučoval, ale byl rozšířený. Konečné alokace produkce bylo dosaženo relativně decentralizovaným neplánovaným zadáváním zakázek. Ačkoli ceny byly teoreticky legálně stanoveny shora, v praxi byly často sjednávány a byly rozšířeny neformální horizontální vazby (např. mezi továrnami výrobců).
Řada základních služeb byla financována státem, např. vzdělávání a zdravotní péče. Ve zpracovatelském sektoru měl těžký průmysl a obrana před spotřebním zbožím přednost. Spotřební zboží, zejména mimo velká města, bylo často vzácné, nekvalitní a omezené rozmanitosti. V řízené ekonomice neměli spotřebitelé téměř žádný vliv na výrobu a měnící se požadavky populace s rostoucími příjmy nemohly být uspokojeny dodávkami za přísně stanovené ceny. Vedle plánované vyrostla na nízkých úrovních obrovská neplánovaná druhá ekonomika a poskytovala část zboží a služeb, které plánovači nemohli. O legalizaci některých prvků decentralizované ekonomiky se pokusila reforma z roku 1965.

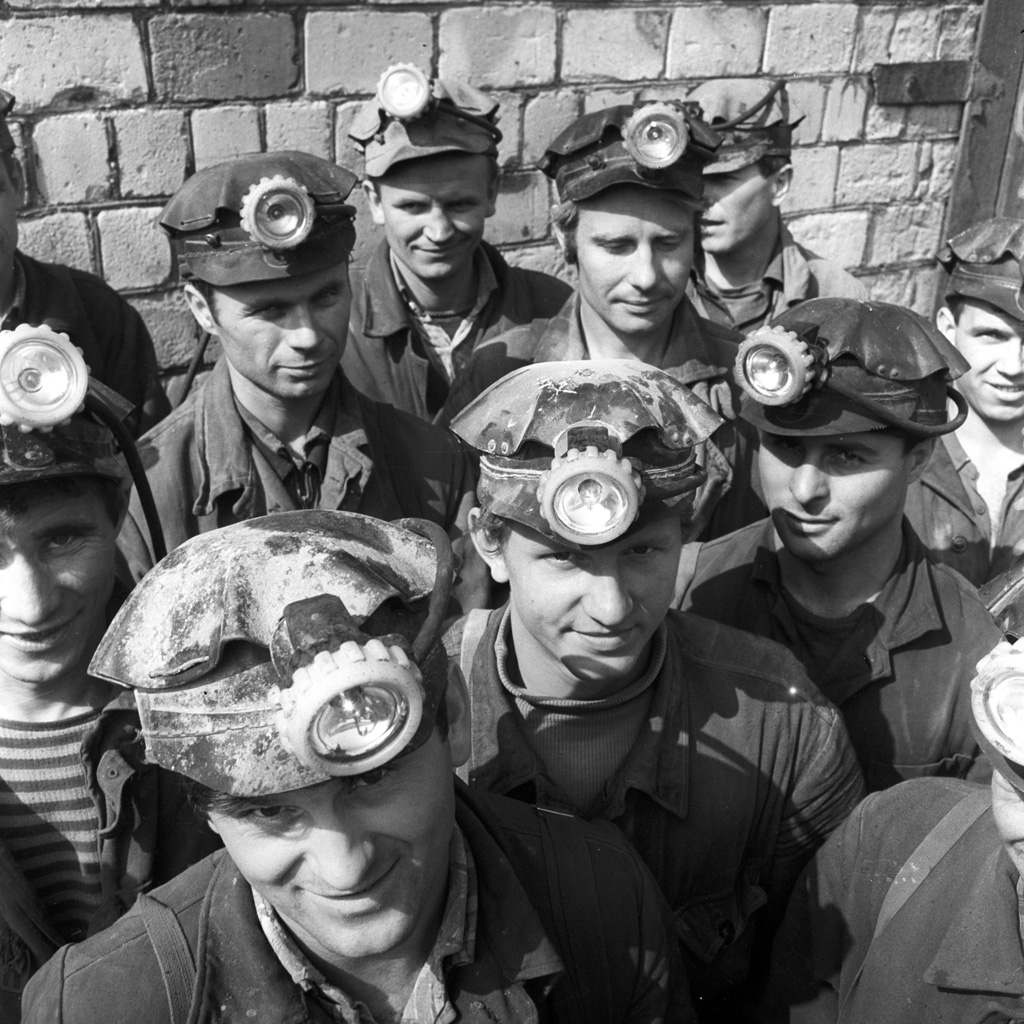
Dělníci ze závodu na potaš v Salihorsku v Bělorusku, 1968

Ačkoli jsou statistiky sovětské ekonomiky notoricky nespolehlivé a její ekonomický růst je obtížné přesně odhadnout, tak podle většiny záznamů ekonomika pokračovala v expanzi až do poloviny 80. let. Během padesátých a šedesátých let měla růst poměrně vysoký a doháněla Západ. Po roce 1970 však růst, přestože byl stále pozitivní, ustavičně klesal mnohem rychleji a důsledněji než v jiných zemích, a to navzdory rychlému nárůstu základního kapitálu (míru zvýšení kapitálu překonalo pouze Japonsko).
Celkově byla míra růstu příjmu na obyvatele v Sovětském svazu v letech 1960 až 1989 mírně nad světovým průměrem (na základě dat ze 102 zemí). Podle Stanleyho Fischera a Williama Easterlyho mohl být růst rychlejší. Podle jejich výpočtu měl být příjem na obyvatele v roce 1989 dvakrát vyšší než byl s ohledem na výši investic, vzdělání a počet obyvatel. Autoři připisují tento špatný výkon nízké produktivitě kapitálu. Steven Rosenfielde uvádí, že životní úroveň poklesla kvůli Stalinově despotismu. I když po jeho smrti došlo k krátkému zlepšení, upadla do stagnace.
V roce 1987 se Michail Gorbačov pokusil reformovat a oživit ekonomiku svým programem perestrojky. Jeho politika uvolnila státní kontrolu nad podniky, ale nenahradila ji tržními pobídkami, což mělo za následek prudký pokles produkce. Ekonomika, která již trpěla sníženými výnosy z exportu ropy, začala kolabovat. Ceny byly stále fixní a majetek byl stále do značné míry ve vlastnictví státu až do rozpadu státu. Po většinu období po druhé světové válce až do rozpadu byl sovětský HDP (PPP) druhým největším na světě a třetím ve druhé polovině 80. let, ačkoli na jednoho obyvatele za zeměmi prvního světa zaostával. Ve srovnání se zeměmi s podobným HDP na obyvatele v roce 1928 zažil Sovětský svaz výrazný růst.
V roce 1990 měla země index lidského rozvoje 0,920, což ji zařadilo do „vyšší“ kategorie lidského rozvoje. V rámci východním bloku byl třetí nejvyšší za Československem a východním Německem a 25. na světě ze 130 zemí.

### Měna

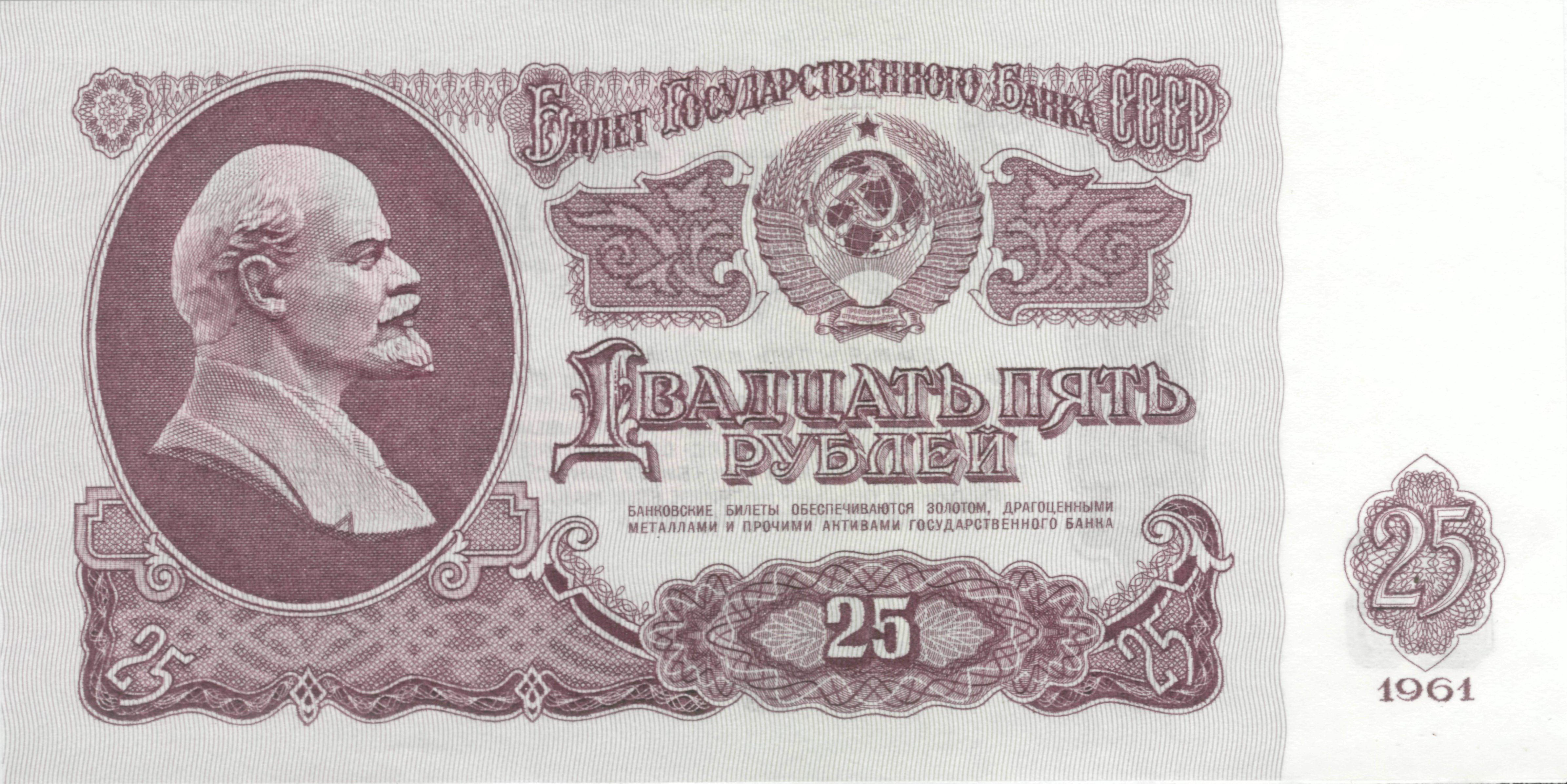
Bankovka o hodnotě 25 rublů, 1961.

Sovětskou měnou byl rubl (kód měny: SUR) a byl rozdělen do 100 kopějek. Výměna rublů mimo hranice země nebyla legální a směnný kurz na domácím trhu určovaly úřady. V souvislosti s měnovou reformou z roku 1961 byl směnný kurz stanoven na 90 kopějek za jeden dolar. Směnný kurz se mohl rok od roku lišit, například se postupně pohyboval z 0,838 rublů za jeden dolar v roce 1985 na 0,580 rublů za jeden dolar v roce 1990. Protože směnný kurz jiných měn byl nastaven nerealisticky vysoko, vznikl v Sovětském svazu velký černý trh pro obchodování s cizími měnami.

### Zemědělství

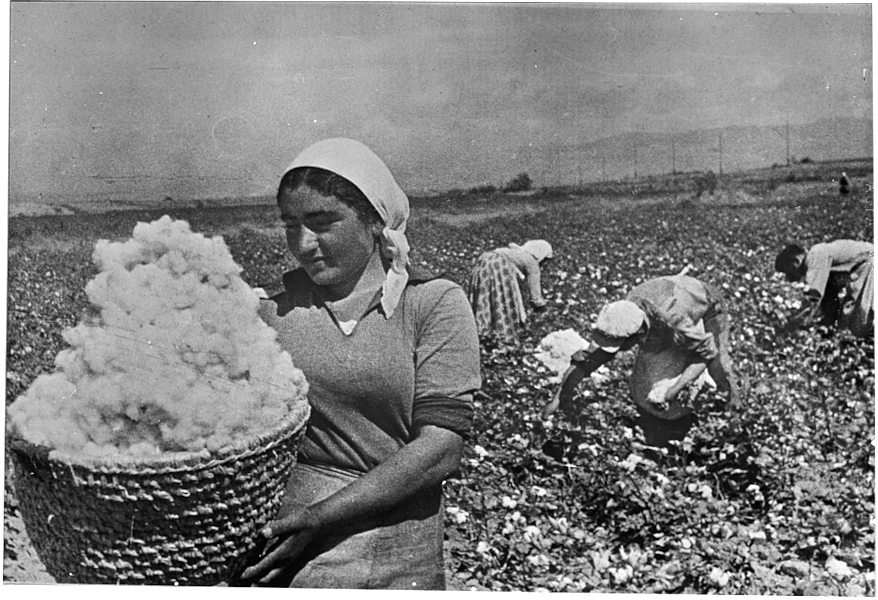
Sběr bavlny v Arménii ve 30. letech

Sovětské zemědělství bylo založeno hlavně na kolektivních a státních farmách, které tvořily většinu produkce pšenice, brambor, cukru, bavlny, slunečnice a lnu. Při výrobě potravin byly důležité také soukromé pozemky, kde se speciálně produkovalo maso, mléko, vejce a zelenina. Navzdory tomu docházelo k nedostatečné produkci potravin a velké množství obilí a masa bylo nutné dovážet. Přestože stát upřednostňoval zemědělství, v systému bylo mnoho strukturálních nedostatků, včetně nedostatečných hnojiv, nedostatku chladicích systémů, špatného skladování a dopravy a nerealistického plánování a řízení zemědělského sektoru.
Hlavním důvodem nedostatku potravin však byla všudypřítomná korupce, nízká pracovní morálka a plýtvání. Třetina zboží vyrobeného na kolektivních a státních farmách zmizela na cestě z půdy ke spotřebitelům. Zemědělec zároveň neviděl žádnou výhodu v práci na kolektivních farmách; zemědělec v roce 1950 získal 2⁄3 svého příjmu z práce na svém malém soukromém pozemku ve svém volném čase a pouze 1⁄3 ze svého zaměstnání na plný úvazek ve státní nebo kolektivní farmě. Když malé soukromé pozemky zemědělců v roce 1950 představovaly 38 % celkové produkce potravin v zemi, je jasné, že produktivita na společné půdě byla mnohem nižší, než by mohla být při jiných formách produkce. Navzdory tomu, že Chruščov v roce 1960 prohlásil, že Sovětský svaz by měl v produkci masa předčit USA do roku 1980, se toho moc nezměnilo.

### Doprava

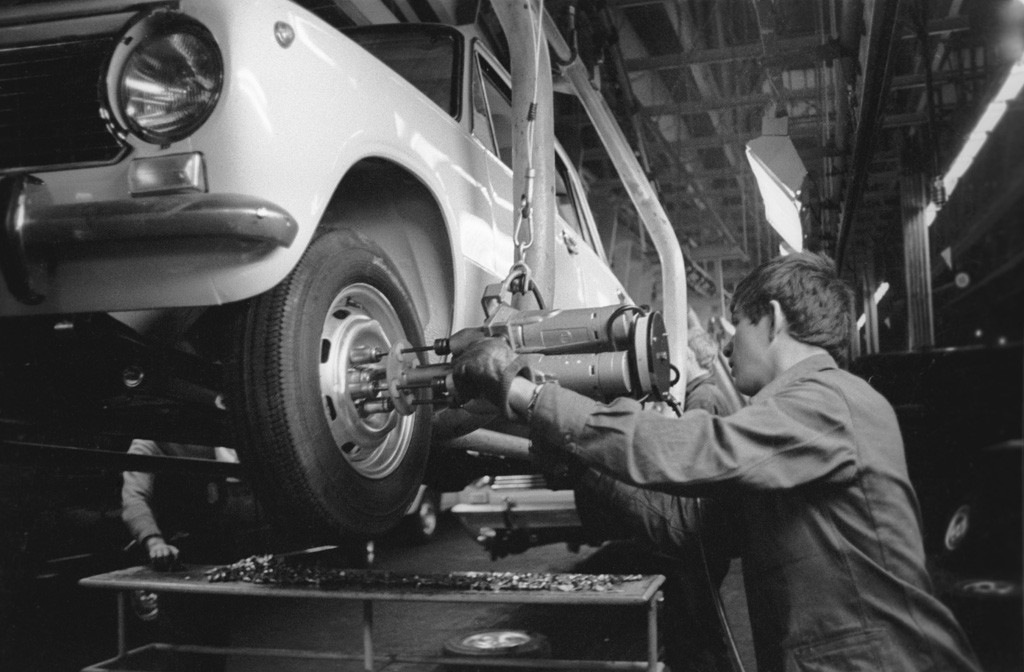
Volžskij Avtomobilnyj Zavod (VAZ) v roce 1969

Doprava byla klíčovou součástí národního hospodářství. Hospodářská centralizace konce dvacátých a třicátých let vedla k masivnímu rozvoji infrastruktury, zejména k založení aerolinek Aeroflot. Země disponovala širokým spektrem dopravy po zemi, vodě a vzduchu, nicméně kvůli špatné údržbě byla většina sovětské silniční, vodní a civilní letecké dopravy ve srovnání se západním světem zastaralá a technologicky zaostalá.
Sovětská železniční doprava byla největší a nejintenzivněji používaná na světě. Koncem sedmdesátých a začátkem osmdesátých let sovětští ekonomové volali po výstavbě více silnic, aby zmírnili zatížení železnic a zlepšili sovětský vládní rozpočet. Silniční síť a automobilový průmysl zůstaly nerozvinuté a mimo velká města byly běžné polní cesty. Sovětská údržba se ukázala neschopná postarat se i o ty cesty, které země již měla. Od počátku do poloviny osmdesátých let se sovětské úřady snažily vyřešit problém silnic objednáním výstavby nových. Automobilový průmysl mezitím rostl rychleji než výstavba silnic. Nerozvinutá silniční síť vedla k rostoucí poptávce po veřejné dopravě.
Navzdory zlepšení byly některé aspekty odvětví dopravy zmítány problémy kvůli zastaralé infrastruktuře, nedostatku investic, korupci a špatnému rozhodování. Sovětské orgány nebyly schopné uspokojit rostoucí poptávku po dopravní infrastruktuře a službách.
Sovětské obchodní loďstvo bylo jedno z největších na světě.

## Obyvatelstvo

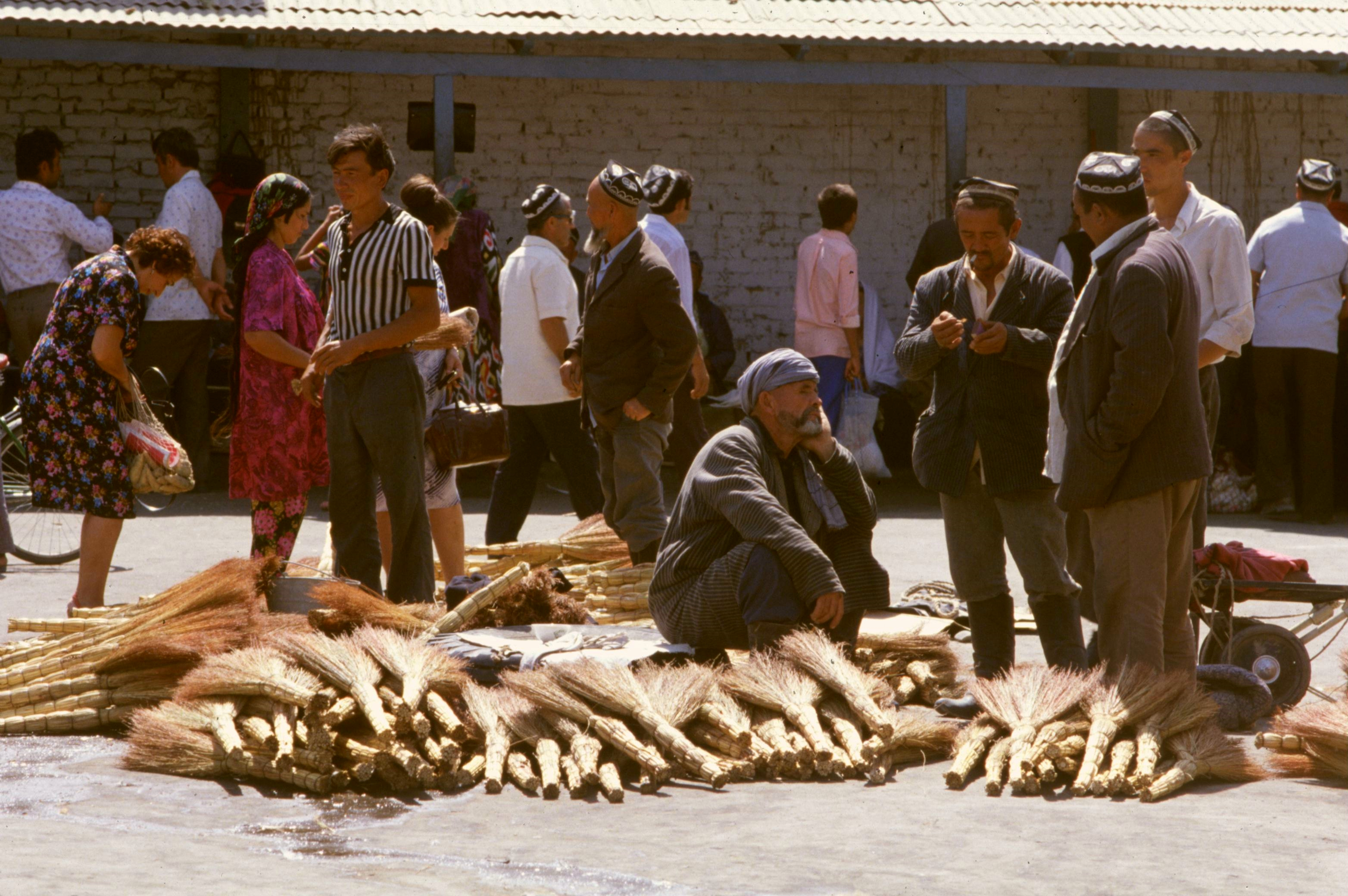
Lidé v Samarkandu v Uzbecké SSSR roku 1981

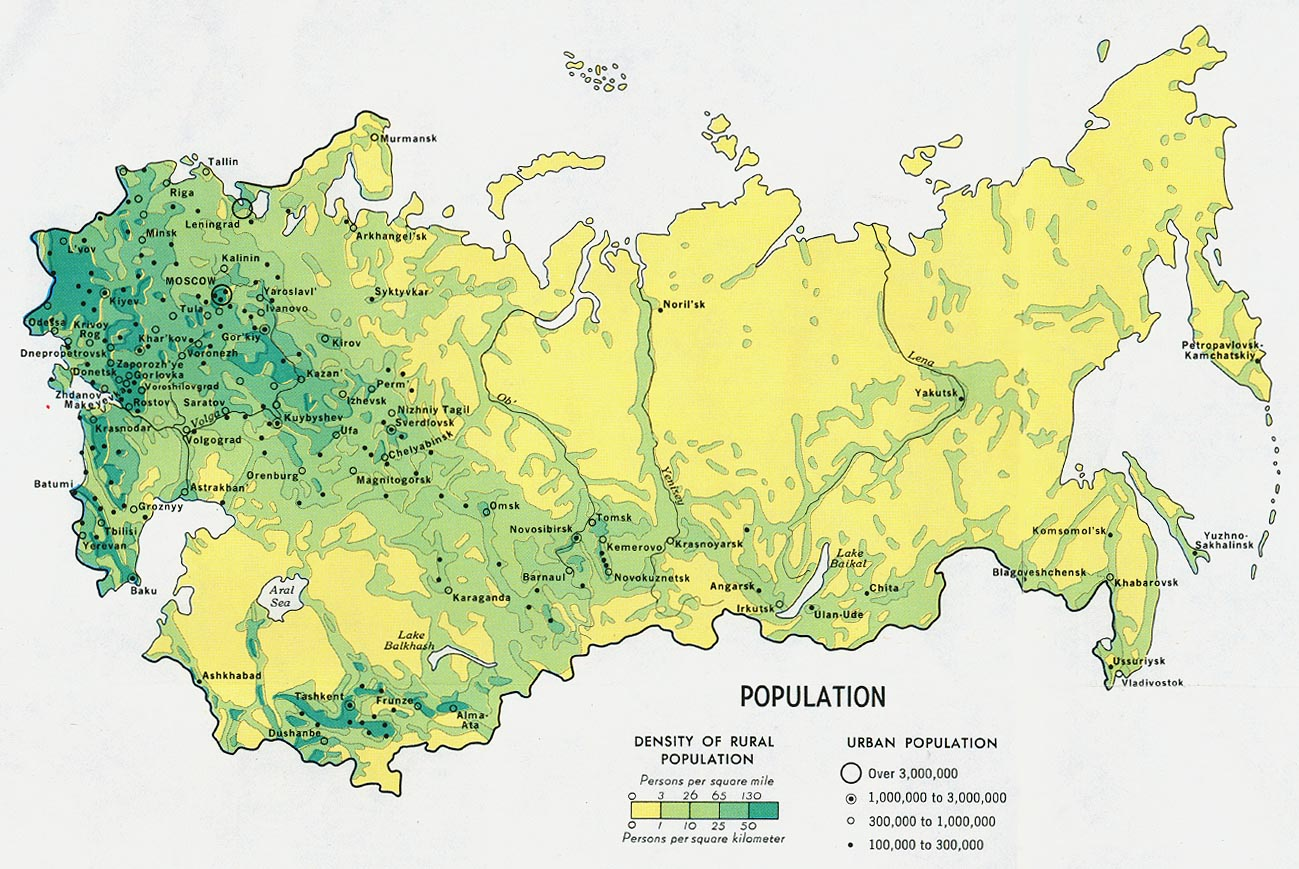
Hustota obyvatelstva v Sovětském svazu v roce 1974. Zelená ukazuje nejhustěji osídlené oblasti, žlutá řídce osídlené oblasti.

Nadměrná úmrtí během první světové války a ruské občanské války (včetně poválečného hladomoru) činila celkem 18 milionů, přibližně 10 milionů ve třicátých letech a více než 26 milionů v letech 1941–45. Poválečná sovětská populace byla o 45 až 50 milionů menší než by byla, kdyby pokračoval předválečný demografický vývoj. Podle Catherine Merridale by „rozumný odhad celkového počtu nadměrných úmrtí po celé období by mohl být asi 60 milionů.“
Porodnost se v SSSR snížila z 44,0 na tisíc obyvatel v roce 1926 na 18,0 v roce 1974, a to hlavně kvůli rostoucí urbanizaci a rostoucímu průměrnému věku vstupu do manželství. Míra úmrtnosti také vykazovala postupný pokles – z 23,7 na tisíc v roce 1926 na 8,7 v roce 1974. Obecně byla míra porodnosti jižních republik v Zakavkazsku a střední Asii výrazně vyšší než míra porodnosti v severních částech Sovětského svazu a v období po druhé světové válce v některých případech dokonce ještě vzrostla – fenomén částečně připsaný pomalejší míře urbanizace a tradičně brzkým sňatkům v jižních republikách.
Konec 60. a 70. let byly svědky obrácení klesající trajektorie míry úmrtnosti v SSSR a byla obzvláště výrazná u mužů v produktivním věku, ale také byla převládající v Rusku a dalších převážně slovanských oblastech země. Analýza oficiálních údajů z konce osmdesátých let ukázala, že po zhoršení na konci sedmdesátých a začátku osmdesátých let se úmrtnost dospělých začala znovu zlepšovat. Míra kojenecké úmrtnosti se zvýšila z 24,7 v roce 1970 na 27,9 roku 1974. Někteří výzkumníci považovali nárůst za velmi reálný, jako důsledek zhoršujících se zdravotních podmínek a služeb. Zvýšení jak dospělé, tak kojenecké úmrtnosti nebyly sovětskými úředníky vysvětlovány nebo obhajovány a sovětská vláda prostě přestala všechny statistiky úmrtnosti po dobu deseti let publikovat. Sovětští demografové a zdravotní specialisté mlčeli o zvýšení úmrtnosti až do konce osmdesátých let, kdy byla obnovena publikace údajů o úmrtnosti a vědci se mohli ponořit do skutečných příčin.

### Etnické skupiny
Sovětský svaz byl velmi etnicky rozmanitým státem s více než 100 odlišnými etnickými skupinami. Celkový počet obyvatel byl v roce 1991 odhadován na 293 milionů. Podle odhadu z roku 1990 byla většina z nich Rusové (50,78%), následovaná Ukrajinci (15,45%) a Uzbeky (5,84%).
Všichni občané SSSR měli svou vlastní etnickou příslušnost. Etnická příslušnost osoby byla zvolena rodiči dítěte ve věku šestnácti let. Pokud se rodiče neshodli, dítě bylo automaticky přiřazeno k etnickému původu otce. Částečně kvůli sovětské politice, kdy byly některé menší minoritní etnické skupiny považovány za součást větších skupin, jako například gruzínští Mingrelové, kteří byli zařazováni s jazykově příbuznými Gruzínci. Některé etnické skupiny se dobrovolně asimilovaly, zatímco jiné k tomu byly přivedeny silou. Rusové, Bělorusové a Ukrajinci sdíleli těsné kulturní vazby, zatímco jiné skupiny ne. S vícero národnostmi žijícími na stejném území se v průběhu let rozvíjely etnické antagonizmy.

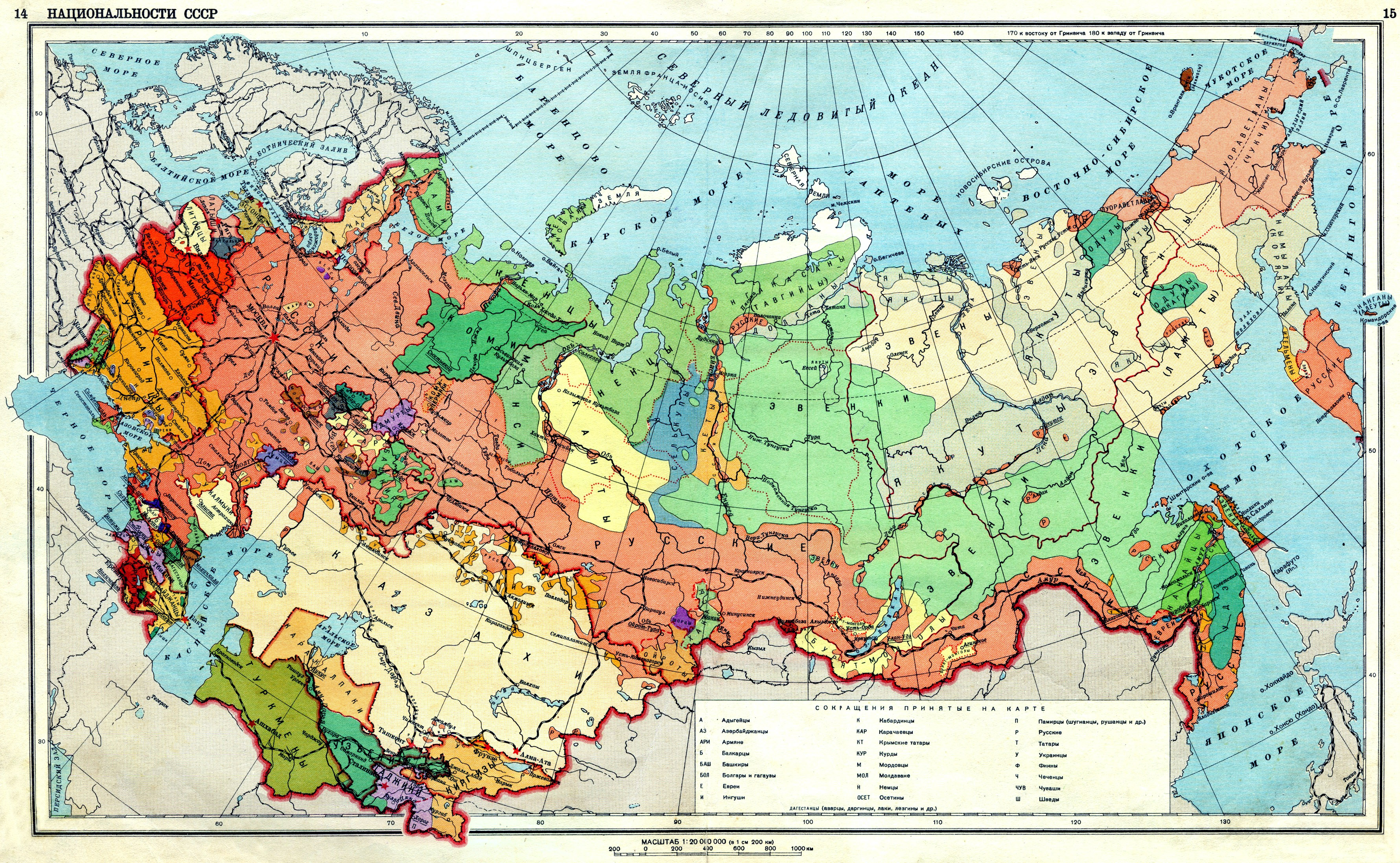
Etnografická mapa Sovětského svazu, 1941
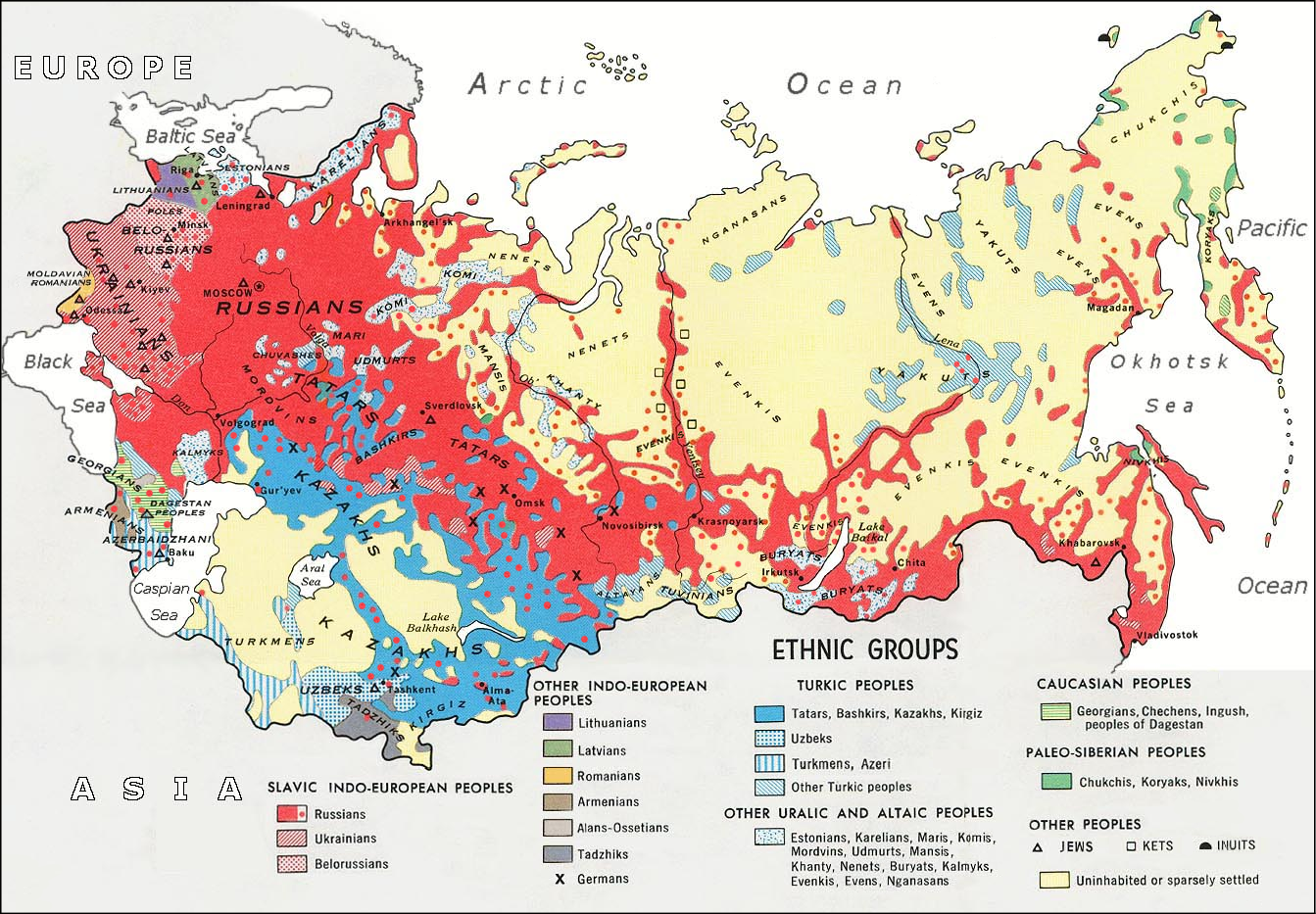
Etnografická mapa z roku 1970
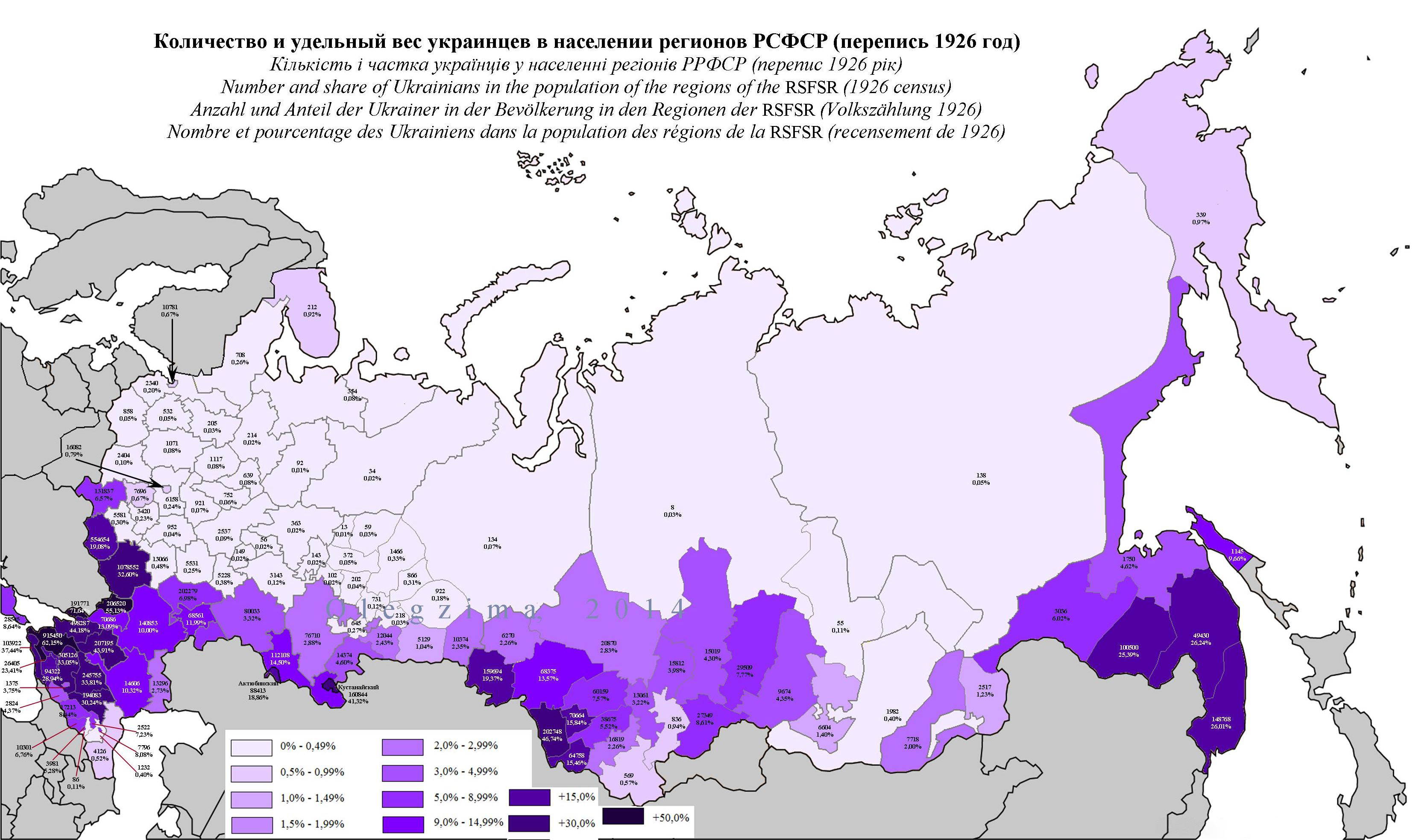
Počet a procentuální poměr Ukrajinců v regionech RSFSR (sčítání lidu 1926)
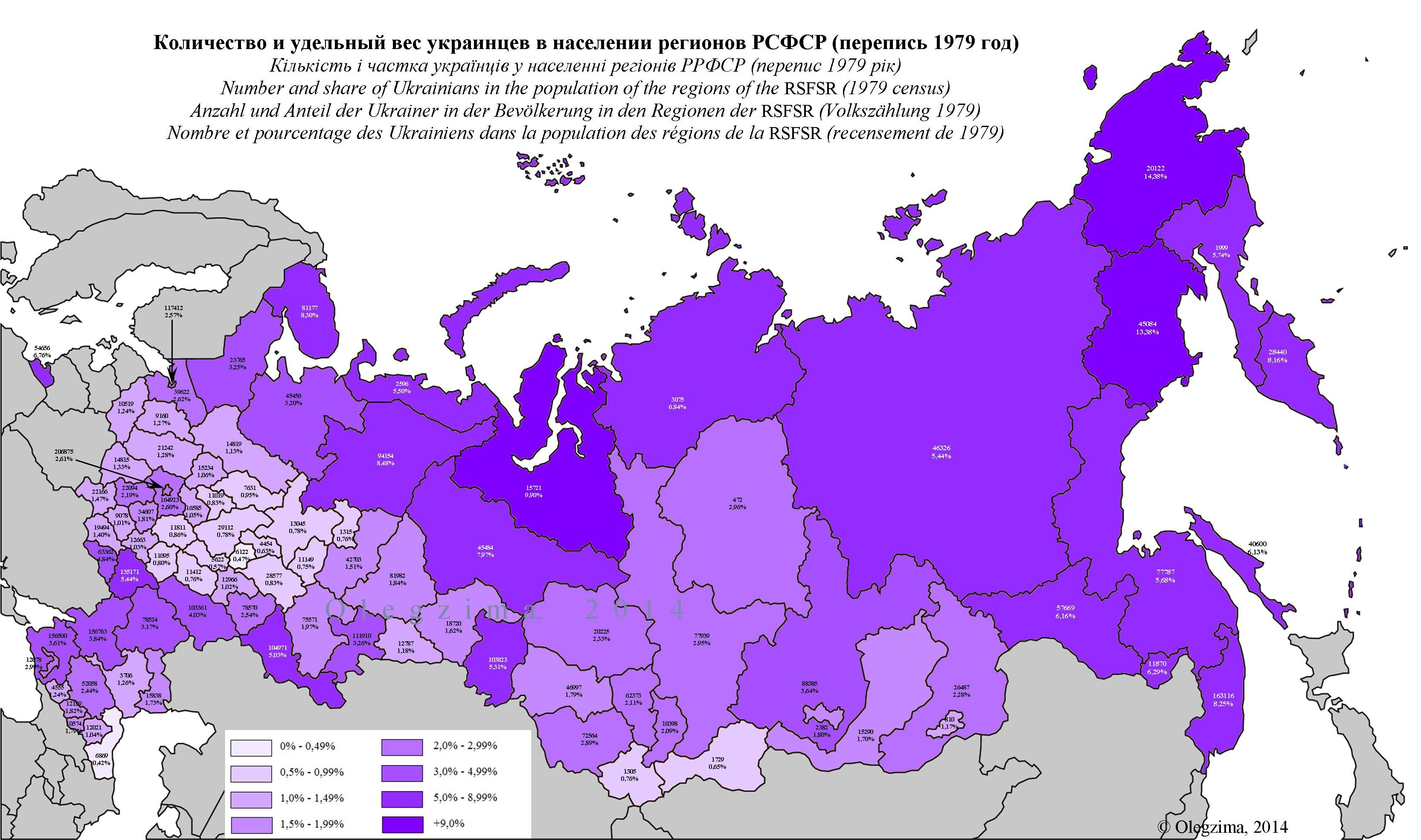
Ukrajinci žijící v RSFSR (sčítání lidu 1979)
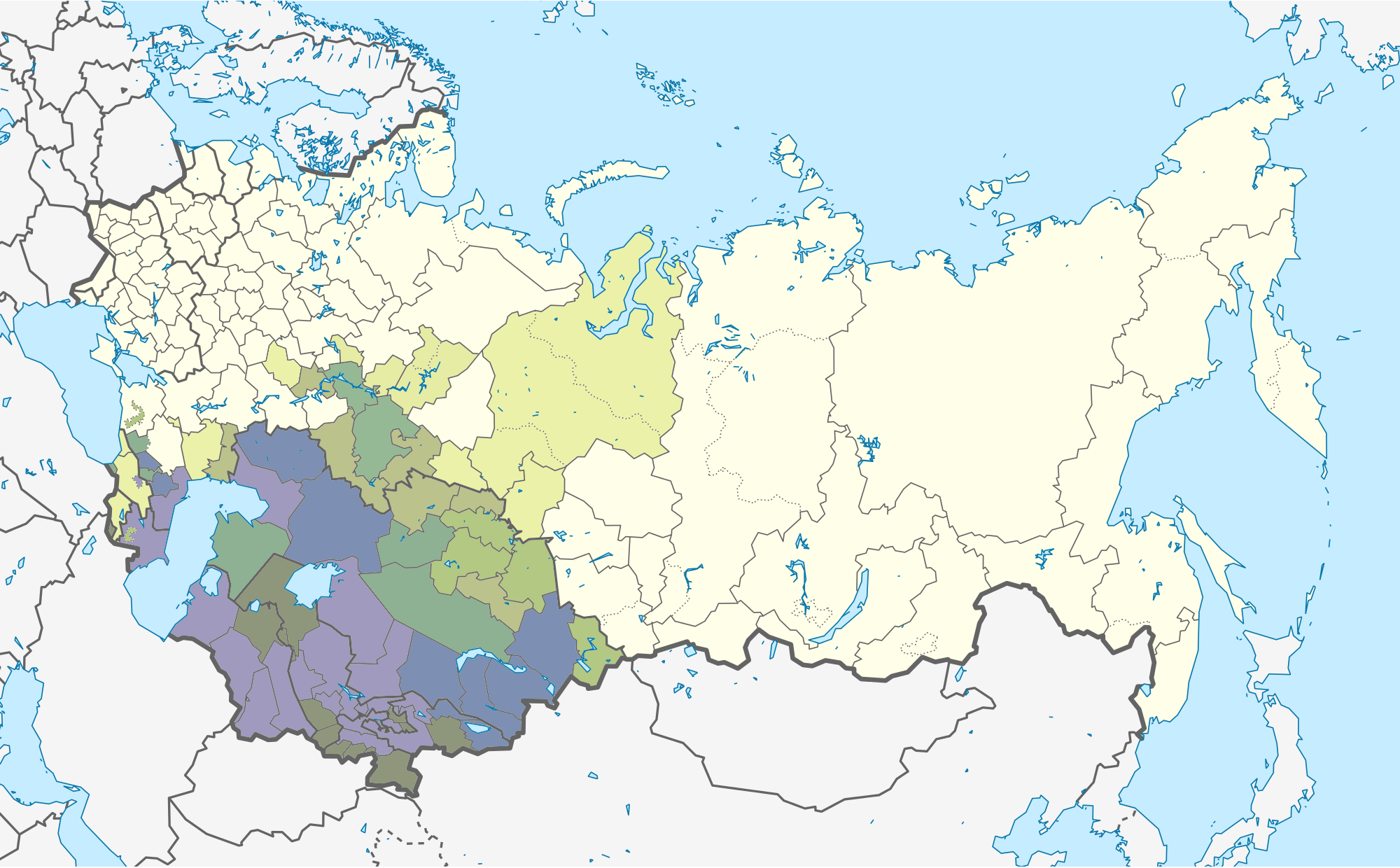
Muslimské obyvatelstvo v SSSR (sčítání lidu 1979)

### Jazyky
Sovětský svaz jako mnohonárodnostní stát byl jazykově velmi bohatý. Kromě dominující ruštiny a dalších slovanských jazyků se na jeho území hovořilo dalšími desítkami jazyků z mnoha jazykových skupin. Země jako taková neměla oficiální jazyk, přesto ruština jako řeč majoritní byla mnohdy preferována a zdůrazňoval se její význam jako hlavního komunikačního jazyka (rusky язык межнационального общения). To vedlo k bilingvismu a multilingvismu, který byl mnohými národy nenáviděn (např. v pobaltských republikách, na západní Ukrajině a v dalších zemích). Formálně ale byly všechny jazyky na stejné úrovni.
Po říjnové revoluci bolševici ustanovili základní body politiky rozvoje národnostních menšin v Rusku. Velká část tehdejších marxistů se ale proti myšlence jednoho národního jazyka postavila a v roce 1920 pak tuto myšlenku bolševický sjezd uplatnil. Došlo tak k dočasné derusifikaci, která však ostře kontrastuje s obdobím stalinismu, kdy byly celé národy stěhovány a rozprášeny po území Svazu. Otázka jazyků jako politicky citlivá ještě z dob carské říše, kdy k někdy násilné rusifikaci také docházelo a ovlivnila mnoho lidí. V 30. letech docházelo ke změnám některých jazyků národů SSSR. Zejména dosavadní arabské písmo nahrazovala cyrilice, což u turkických jazyků nebo jidiš byl velmi cizí prvek. Tato náhrada cyrilicí se ovšem většinou zachovala i po osamostatnění středoasijských republik.

### Náboženství

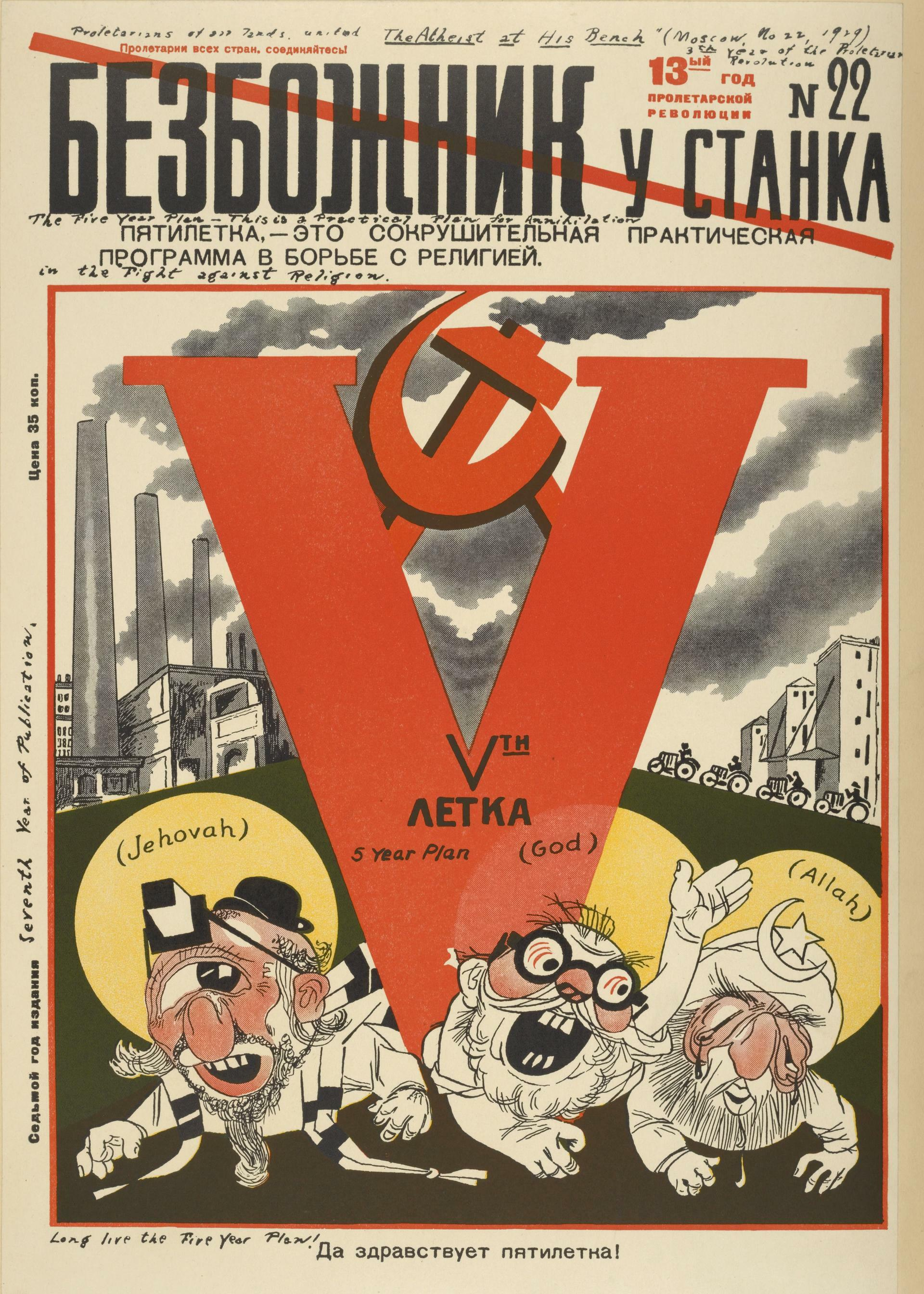
Obálka časopisu Bezbožnik z roku 1929, na které první pětiletý plán Sovětského svazu ničí bohy abrahamovských náboženství.

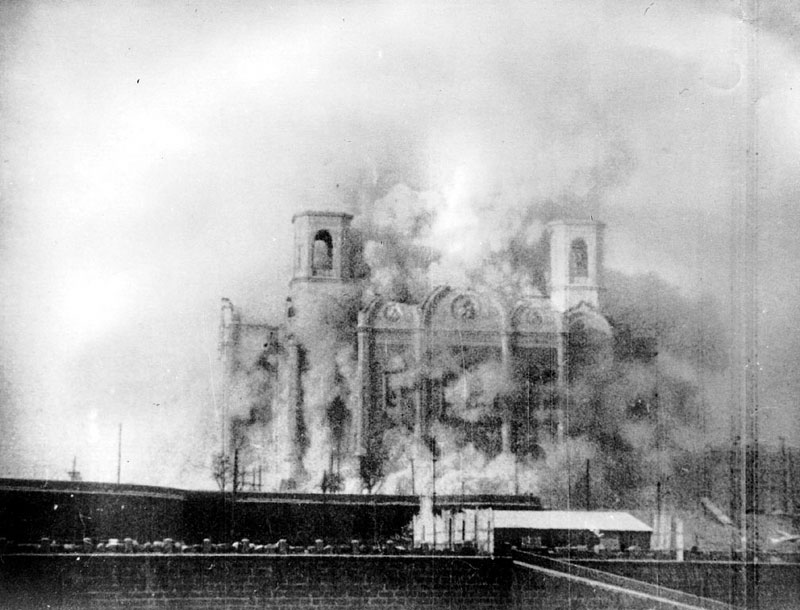
Katedrála Krista Spasitele v Moskvě během demolice v roce 1931

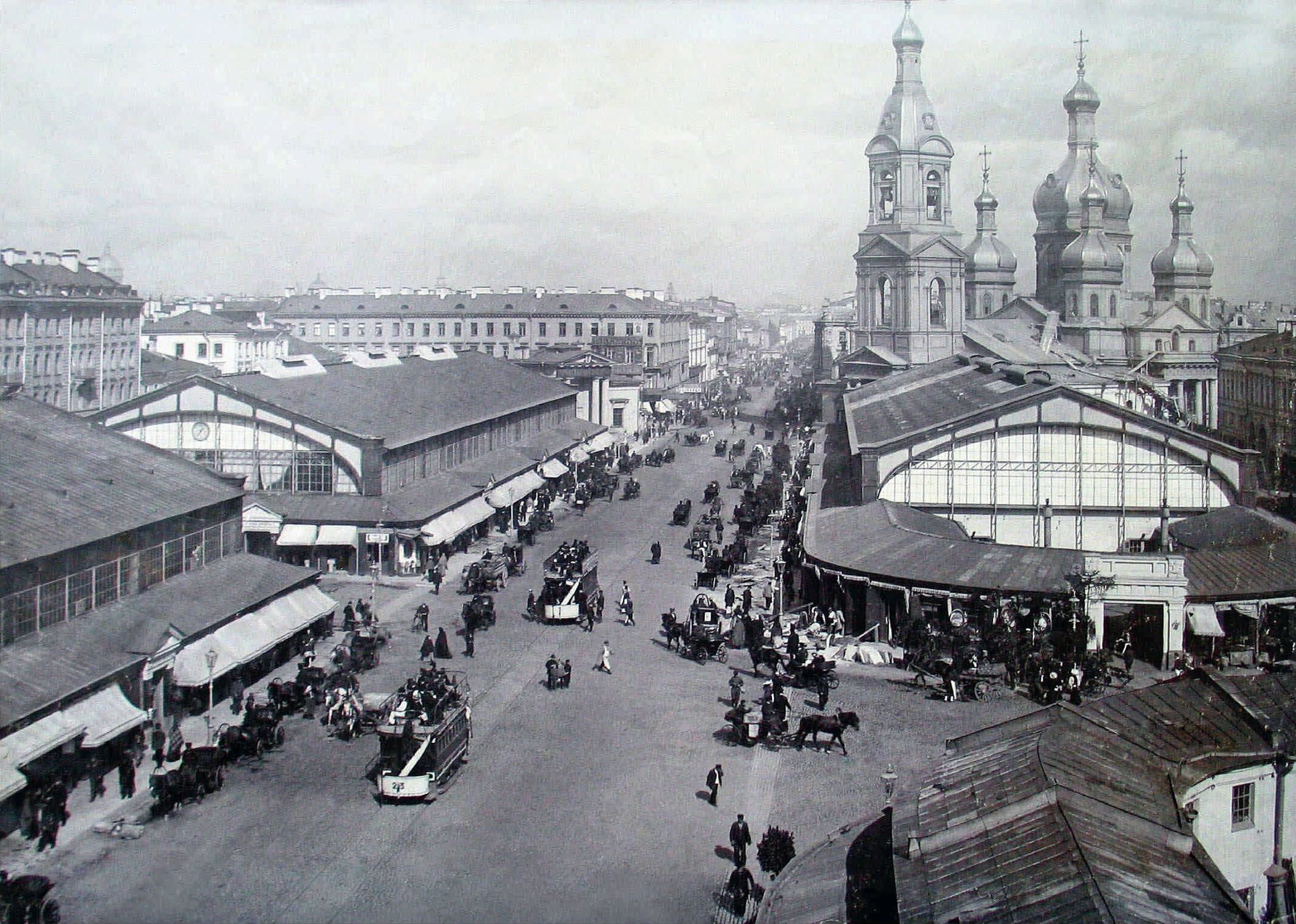
Chrám Spasitele na Senném náměstí v Leningradu byl jednou z mnoha pozoruhodných církevních staveb zničených během Chruščovova tání

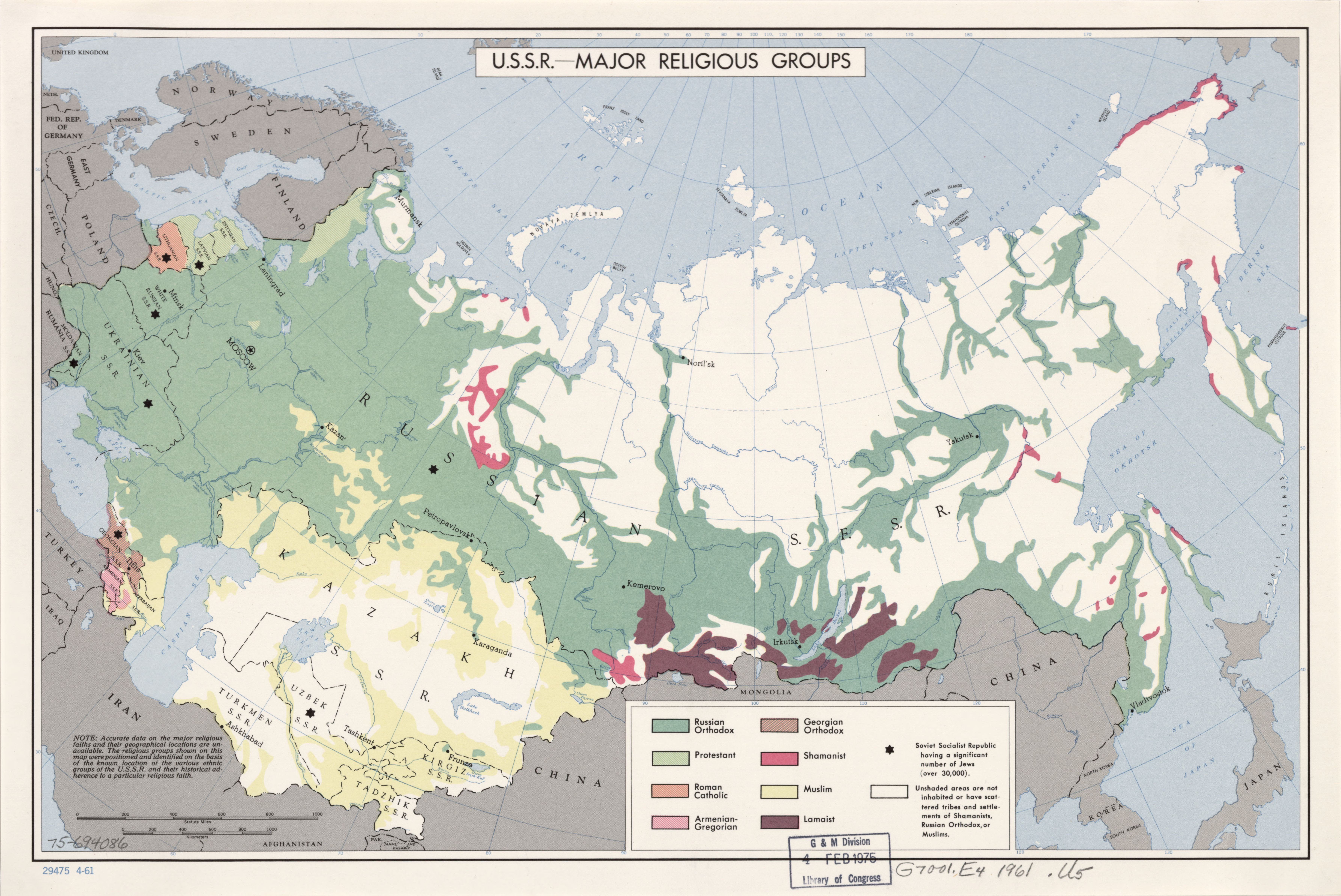
Hlavní náboženské skupiny v Sovětském svazu zveřejněné CIA

Oficiální údaje o náboženské příslušnosti v Sovětském svazu nebyly zveřejněny a země byla oficiálně ateistická. Západní zdroje však odhadovaly, že přibližně jedna třetina občanů byla nábožensky aktivní. Nejdůležitějšími náboženstvími v zemi byly křesťanství a islám. V rámci křesťanství měla největší podporu Ruská pravoslavná církev, ale byly zde i jiné ortodoxní církve, římskokatolické, řeckokatolické a různé protestantské skupiny (zejména baptisté a luteráni). Většina, asi 90%, muslimů v zemi patřila k sunnitům. Většina obyvatel Ázerbájdžánské SSR náležela k ší'itům, zatímco súfismus byl zastoupen v Kazachstánu a Čečensku. Také zde žila významná židovská menšina a buddhisté.
Ateismus byl zdůrazňován ve školách a stát náboženství v různé míře po celou dobu existence Sovětského svazu potlačoval.
V roce 1918 dekret Rady lidových komisařů, kterým byla zřízena Ruská sovětská federativní socialistická republika (RSFSR) jako sekulární stát, také říkal, že „učení o náboženství na všech místech, kde jsou vyučovány předměty obecné výuky, je zakázáno. Občané se mohou vzdělávat a mohou být vyučováni náboženství soukromě.“ Mezi další omezení, přijatá v roce 1929, během prvních pěti let Stalinovy vlády, patřily výslovné zákazy na celou řadu církevních aktivit, včetně setkání organizovaného studia Bible. Různá křesťanská i nekřesťanská zařízení byla po tisících během 20. a 30. let zavírána. Do roku 1940 bylo uzavřeno až 90 procent kostelů, synagog a mešit, které v roce 1917 fungovaly.
Sovětský svaz byl oficiálně sekulárním státem, ale v rámci doktríny státního ateismu byl prováděn „vládou podporovaný program nucené konverze na ateismus“. Vláda se zaměřovala na náboženství ve státním zájmu, a přestože většina organizovaných náboženství nikdy nebyla postavena mimo zákon, byl zabavován náboženský majetek, obtěžováni věřící a náboženství bylo zesměšňováno, zatímco ateismus byl propagován ve školách. V roce 1925 vláda založila svaz militantních ateistů, aby zintenzivnila propagandistickou kampaň. I když tedy nebyly osobní projevy náboženské víry výslovně zakázány, formální struktury a hromadné sdělovací prostředky jim vnucovaly silný pocit sociálního stigmatu a pro příslušníky určitých profesí (učitelé, státní úředníci, vojáci) nebylo obecně považováno za přijatelné být otevřeně věřící. Zatímco se po Stalinově nástupu k moci zrychlilo pronásledování, vláda během druhé světové války podpořila oživení pravoslaví a sovětské úřady se snažily ruskou pravoslavnou církev spíše ovládat než ji likvidovat. Během prvních pěti let sovětské moci bolševici popravili 28 ruských pravoslavných biskupů a více než 1200 ruských pravoslavných kněží. Mnoho dalších bylo uvězněno nebo vyhoštěno. Věřící byli obtěžováni a pronásledováni. Většina seminářů byla uzavřena a publikace většiny náboženských materiálů byla zakázána. Do roku 1941 zůstalo otevřeno pouze 500 kostelů z přibližně 54 000 existujících před první světovou válkou.
V přesvědčení, že se náboženský antisovětismus stal minulostí a s blížící se hrozbou války, začala Stalinova administrativa koncem 30. let přecházet k umírněnější náboženské politice. Sovětská náboženská zařízení se během druhé světové války v drtivé většině shromáždila na podporu válečného úsilí. Uprostřed dalšího přizpůsobení náboženské víře po německé invazi byly znovu otevřeny kostely. Rádio Moskva začalo vysílat náboženskou hodinu a v roce 1943 se konalo historické setkání mezi Stalinem a vůdcem pravoslavné církve patriarchou Sergejem z Moskvy. Stalin měl podporu většiny věřících v SSSR až do konce 80. let. Obecnou tendencí tohoto období byl nárůst náboženské aktivity mezi věřícími všech vyznání.
Za Chruščova v letech 1958–1964 se vedení státu s církvemi střetlo. Bylo to v době, kdy byl ve vzdělávacích osnovách zdůrazňován ateismus a četné státní publikace propagovaly ateistické názory. Během tohoto období klesl v letech 1959 až 1965 počet kostelů z 20 000 na 10 000 a počet synagog klesl z 500 na 97. Snížil se také počet funkčních mešit, který se během desetiletí snížil z 1500 na 500.
Náboženské instituce zůstaly pod dohledem sovětské vlády, ale kostely, synagogy, chrámy a mešity dostaly v Brežněvově éře větší volnost. Oficiální vztahy mezi pravoslavnou církví a vládou se opět ohřály natolik, že Brežněvova vláda dvakrát vyznamenala pravoslavného patriarchu Alexije I. Řádem rudého praporu práce. Průzkum, který provedly sovětské úřady v roce 1982, zaznamenal 20 % sovětské populace jako „aktivních věřící“.

## Společnost

### Vzdělávací systém

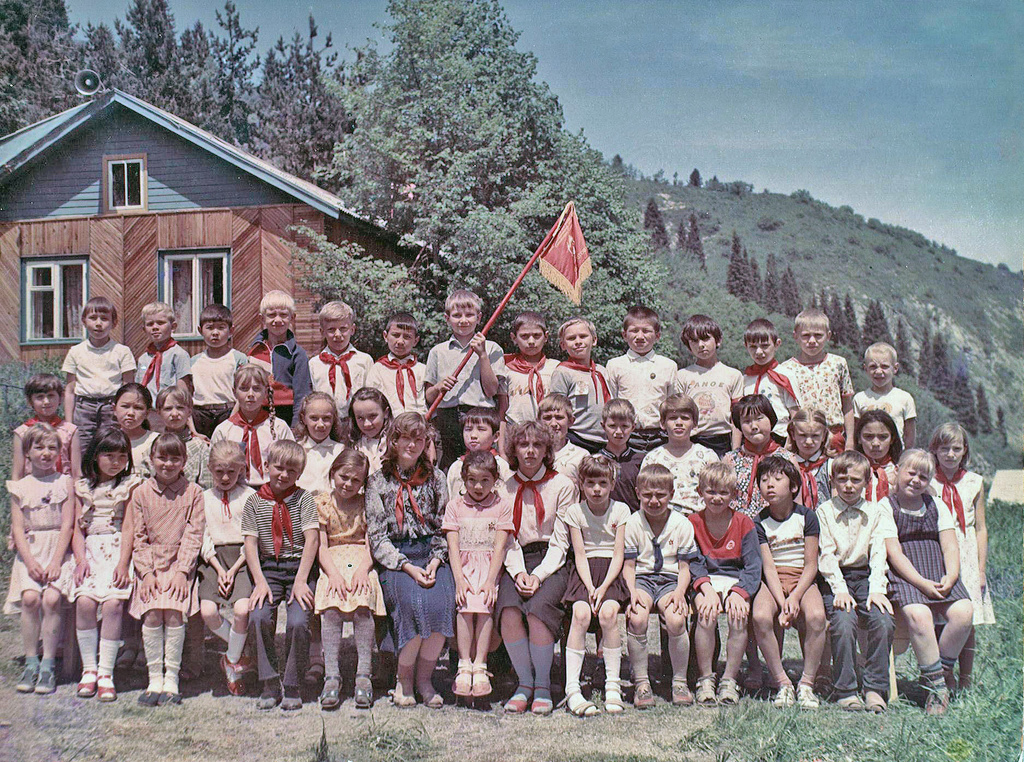
Mladí pionýři na táboře v Kazašské SSR

Právo na bezplatné vzdělávání na všech úrovních, od základního vzdělání až po vyšší vzdělávání, měli všichni občané SSSR a bylo zakotveno v článku 45 Ústavy Sovětského svazu (1977).
Prvním lidovým komisařem pro vzdělávání se stal v sovětském Rusku Anatolij Lunačarskij. Na začátku kladly sovětské úřady velký důraz na eliminaci negramotnosti. Všechny levoruké děti byly v sovětském školském systému nuceny psát pravou rukou. Gramotní lidé byli automaticky najímáni jako učitelé. Na krátkou dobu byla kvalita obětována kvantitě. Do roku 1940 mohl Stalin oznámit, že negramotnost byla odstraněna. Během třicátých let prudce vzrostla sociální mobilita, která se připisuje reformám ve vzdělávání. Po druhé světové válce se vzdělávací systém země dramaticky rozšířil, což mělo obrovský účinek. V 60. letech měly téměř všechny děti přístup ke vzdělání, jedinou výjimkou byly děti žijící v odlehlých oblastech. Nikita Chruščov se snažil vzdělávání zpřístupnit, čímž dal dětem jasně najevo, že vzdělávání úzce souvisí s potřebami společnosti. Vzdělání se stalo důležitým také při vzniku tzv. nového člověka. Občané přímo vstupující do pracovního procesu měli ústavní právo na zaměstnání a na bezplatné odborné vzdělávání.
Vzdělávací systém byl vysoce centralizovaný, obecně přístupný všem občanům a s pozitivní diskriminací pro žadatele z národů spojených s kulturní zaostalostí. V rámci obecné antisemitské politiky byla však uplatňována neoficiální židovská kvóta ve vedoucích institucích vysokoškolského vzdělávání podrobením židovských uchazečů přísnějším přijímacím zkouškám. Brežněvova éra také zavedla pravidlo, které vyžadovalo, aby všichni uchazeči o univerzity předložili odkaz Komsomolu od místního tajemníka strany. Podle statistik z roku 1986 činil počet vysokoškolských studentů na 10 000 obyvatel v SSSR 181 ve srovnání s 517 v USA.

### Zdravotní péče

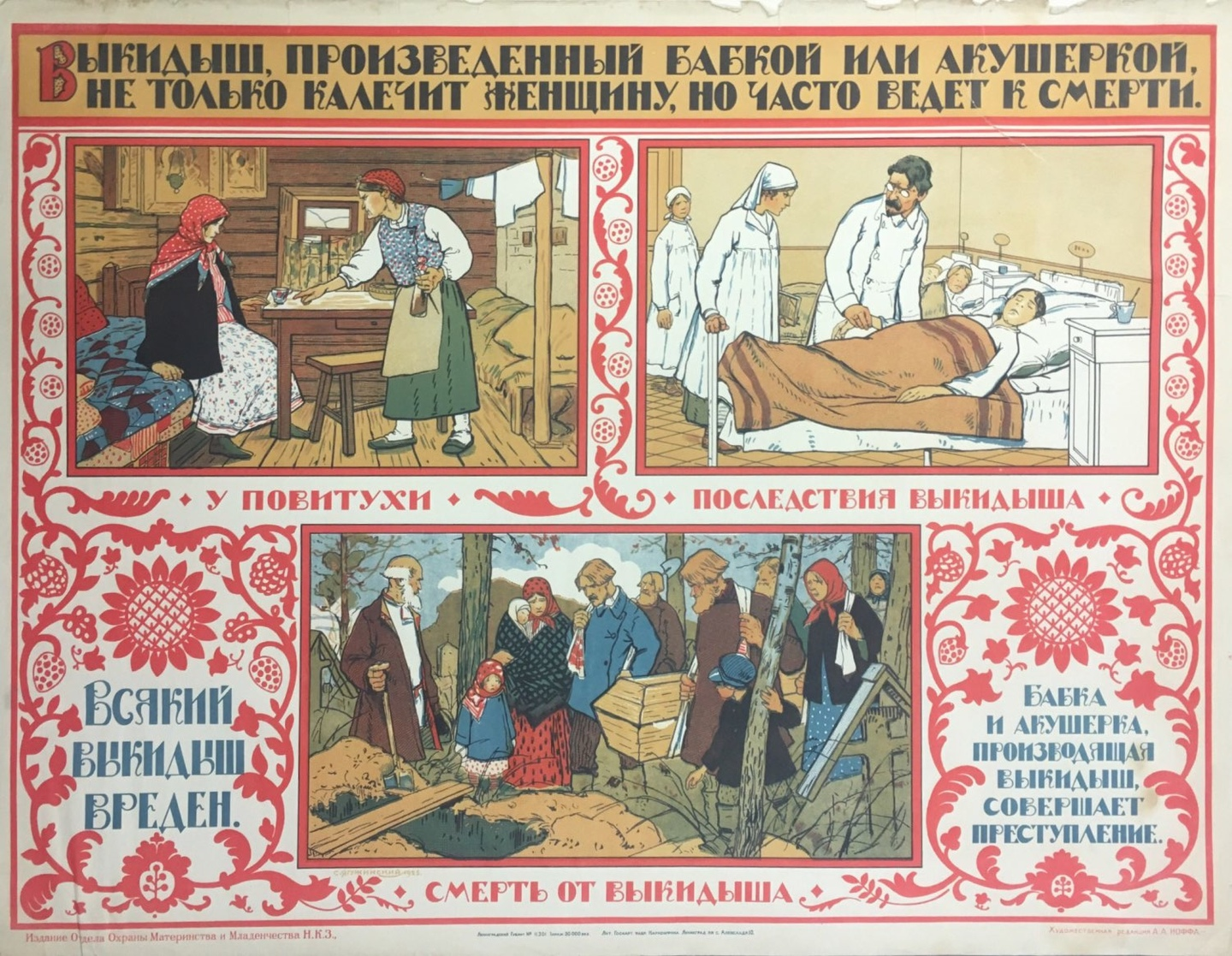
Plakát z rané sovětské éry odrazující od nebezpečných praktik potratů

Před revolucí v roce 1917 byly zdravotní podmínky za vyspělými zeměmi výrazně pozadu. Lenin později poznamenal: „Buď vši porazí socialismus nebo socialismus porazí vši.“ Sovětský princip zdravotní péče byl koncipován Lidovým komisariátem pro zdraví v roce 1918. Zdravotní péče měla být kontrolována státem a měla být poskytována občanům zdarma – v té době revoluční koncepce. Článek 42 sovětské ústavy z roku 1977 poskytoval všem občanům právo na ochranu zdraví a volný přístup do jakýchkoli zdravotnických zařízení v SSSR. Než se generálním tajemníkem stal Leonid Brežněv, sovětského systému zdravotní péče si mnoho zahraničních odborníků velmi vážilo. To se však s nástupem Brežněva a působení Michaila Gorbačova ve funkci vůdce změnilo. V této době byl systém zdravotní péče těžce kritizován za mnoho základních chyb jako kvalita služeb a nerovnoměrnost jeho poskytování. Ministr zdravotnictví Jevgenij Chazov během 19. sjezdu Komunistické strany Sovětského svazu zdůraznil takové úspěchy jako největší počet lékařů a nemocnic na světě, uznal oblasti pro zlepšení systému a měl pocit, že byly promarněny miliardy sovětských rublů.
Po revoluci se průměrná délka života u všech věkových skupin zvýšila. Na základě této statistiky se tvrdilo, že socialistický systém je lepší než kapitalistický systém. Zlepšení pokračovala až do šedesátých let, kdy statistiky ukázaly, že střední délka života krátce překonala střední délku života ve Spojených státech. Očekávaná délka života začala klesat v 70. letech, pravděpodobně kvůli problémům s alkoholem. Současně začala stoupat dětská úmrtnost. Po roce 1974 vláda zastavila zveřejňování statistik o této záležitosti. Tento trend lze částečně vysvětlit tím, že počet těhotenství drasticky rostl v asijské části země, kde byla kojenecká úmrtnost nejvyšší, zatímco ve vyspělejší evropské části Sovětského svazu výrazně klesala.
Sovětské zubní technologie a zdravotní stav chrupu byly považovány za notoricky špatné. V roce 1991 měl průměrný 35letý muž 12 až 14 dutin, plomby nebo chybějící zuby. Zubní pasta často nebyla k dispozici a zubní kartáčky neodpovídaly standardům moderní stomatologie.

### Média

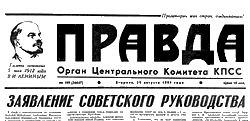
Titulní stránka deníku Pravda z 50. let. Pravda byla nejdůležitějším sovětským deníkem s 20 miliony čtenáři za den.

Masová média v Sovětském svazu sloužila jako prodloužená ruka komunistické strany, jejímž úkolem bylo také ovládat a mobilizovat společnost. Již od revoluce byli Lenin a bolševici závislí na mediální podpoře, aby získali podporu lidu. Prostřednictvím rozhlasu, novin a dalších publikací úřady naléhaly na lidi, aby „budovali socialismus“. Později se důležitou součástí propagandy sovětských úřadů staly filmy, televize a počítače a všechna média byla používána k šíření marxisticko-leninských hodnot. Technologický vývoj však ztížil udržení přilnavosti k masové komunikaci, mimo jiné domácí videosystémy v osmdesátých letech 20. století znesnadňovaly kontrolu cirkulace zakázaných videokazet.
V roce 1988 vycházelo v SSSR více než 8 000 denních tiskovin v 60 jazycích. Ty měly celkový oběh asi 170 milionů kopií. Vnitrostátní noviny byly vždycky v ruštině, přestože jen polovina obyvatelstva byla etnickými Rusy. Ostatní jazyky představovaly přibližně 25% celkového vydání. Všichni novináři a redaktoři novinářů byli členy stranicky řízené odborové organizace pro novináře a 80% z nich bylo členy strany. Všichni redaktoři byli také jmenováni stranou. Žurnalistické vzdělávání bylo také silně politicky řízeno a běžná cesta v novinovém průmyslu vedla přes katedru žurnalistiky na Moskevské státní univerzitě, kde studenti dostali dobré vzdělání ve stranické linii.
Z deníků byla největší a nejdůležitější Pravda s 20 miliony čtenáři za den. Soustředila se hlavně na události v komunistické straně a domácí i zahraniční zprávy. Dalšími významnými novinami byla Izvestija (vydávaná nejvyšším sovětem s 8–10 miliony čtenáři za den), Trud („Práce“, vydávaná odborovými svazy s 8–9 miliony čtenáři za den) a Komsomolskaja pravda (vydávaná Komsomolem s 9–10 miliony čtenáři za den).
V sedmdesátých letech se stala nejdůležitějším masovým médiem televize. V roce 1988 ji mělo přibližně 75 milionů domácností a odhaduje se, že 93% obyvatel televizi sledovalo. Sovětský svaz měl čtyři televizní kanály, které vysílaly denně pětatřicet hodin. Všechny kanály vysílaly z Moskvy. Asi 20% času byly zprávy, přičemž program Vremja byl vlajkovou lodí. Vremju sledovalo 80 až 90% domácností a byla vysílána v 21:00 hodin z Moskvy. Hlavním zaměřením zpráv byly zprávy z domova a zpráv o sportu bylo méně. Hlavním programem pro zahraniční zpravodajství bylo Vokrug sveta („Kolem světa“), který se svými dvěma vysílání každé odpoledne a večer denně přilákal mezi 60 a 90 miliony diváků. Všechny televizní pořady byly ideologického rázu, a to zejména proto, aby diváky podněcovali k větší práci. Televizní filmy často hrály na druhoválečně heroismy nebo na policejní a bezpečnostní služby v boji proti „imperialistickým hrozbám“. Dětské programy byly vždy nenásilné povahy, zatímco zábavní programy zdůrazňovaly správné společenské hodnoty.
Stejně jako u televize a novin také rozhlasové vysílání mělo ideologickou povahu. Úřady vysílaly celkem 1 400 hodin rozhlasu denně po celé zemi. Hlavní vysílače vysílaly z Moskvy, odkud osm stanic vysílalo 180 hodin denně. Mezi nimi bylo Rádio Moskva, které bylo sovětským státním oficiálními mluvčím a na konci 70. let vysílalo 254 hodin denně celkem v 77 různých jazycích. Ovšem vláda nad éterem nebyla taková jako u televize (i když v Estonsku část země chytala finskou televizi) a státní stanice měly konkurovat zahraničním stanicím navzdory pokusu sovětských úřadů o jejich zablokování. Důležitými zahraničními stanicemi, které se dostaly do Sovětského svazu, byly Svobodná Evropa, Hlas Ameriky, BBC a Deutsche Welle. Odhaduje se, že dva až tři miliony sovětských občanů pravidelně poslouchaly zahraniční rádio.

## Kultura

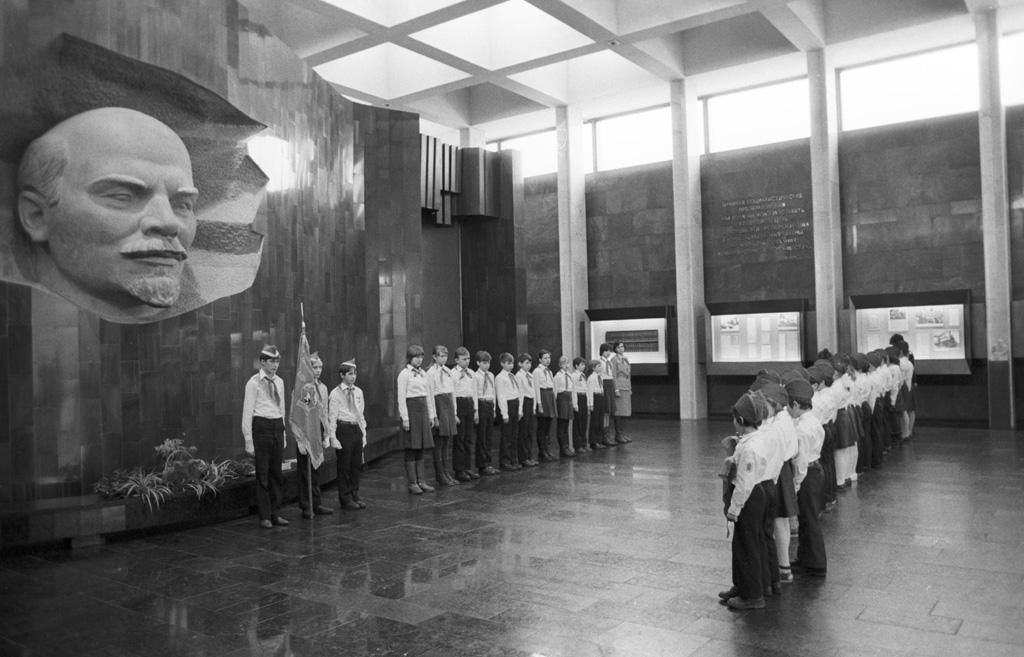
Pionýři v druhé budově moskevského železničního muzea, 1984.

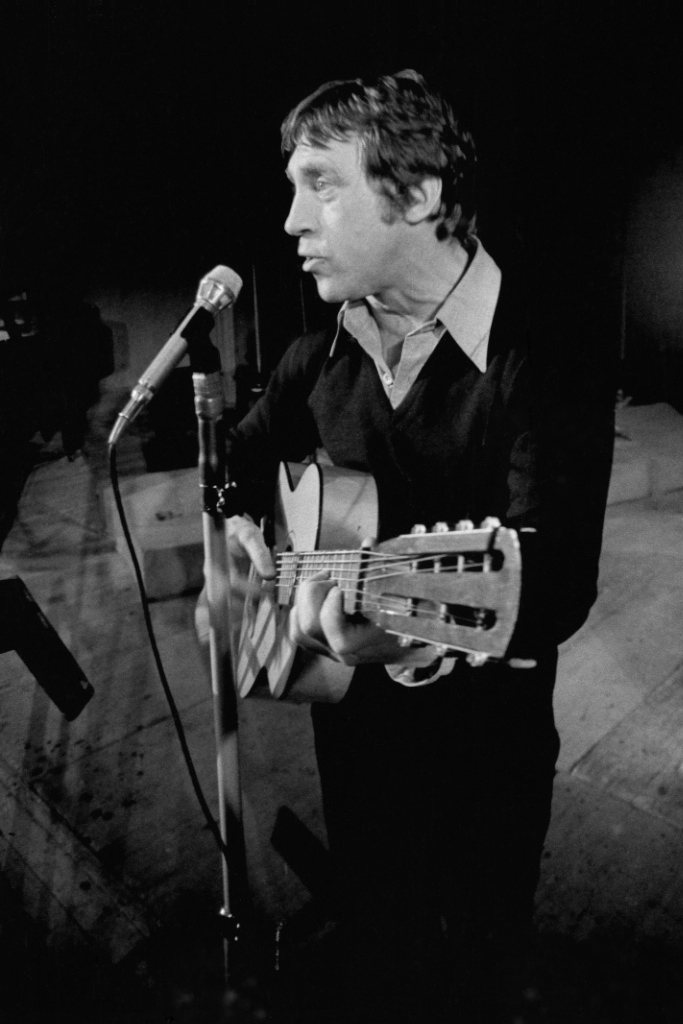
Zpěvák, skladatel, básník a herec Vladimir Vysockij v roce 1979

Kulturní život v Sovětském svazu prošel několika fázemi. V letech 1918–1929 existovaly poměrně svobodné podmínky a umělci experimentovali s různými způsoby hledání výrazného sovětského uměleckého stylu. Lenin chtěl, aby umění bylo k dispozici masám. Orgány tolerovaly více trendů pokud nebyly zjevně proti režimu. V rámci umění a literatury vzkvétalo několik různých škol, některé tradiční, jiné radikálně experimentální. V této době působili komunisté jako Maxim Gorkij a Vladimir Majakovskij.
Filmová produkce byla považována za užitečný propagační nástroj pro získání širokých vrstev obyvatel, kteří byli povětšinou negramotní a byla podporována státem. Sovětská montážní škola měla v období 1920 až 1932 své zlaté období. Mnoho z nejlepších filmů režiséra Sergeje Ejzenštejn pochází z této doby, včetně filmu Křižník Potěmkin. Umění se také stalo jednotným a zaměřovalo se na ukázání nadvlády komunismu nad všemi ostatními formami vlády.
Později během Stalinovy vlády byla sovětská kultura charakterizována vzestupem a provládním stylem socialistického realismu, přičemž všechny ostatní trendy byly silně potlačovány. Vzácně se objevily výjimky jako například Michail Bulgakov. Mnoho spisovatelů bylo uvězněno a zabito.
Po Chruščovovském tání na přelomu padesátých a šedesátých let cenzury ubylo. Vzniklo zvláštní období sovětské kultury charakterizované konformním veřejným životem a intenzivním zaměřením na osobní život. Větší experimenty s uměleckými formami byly znovu povoleny, což vedlo k tomu, že začaly vznikat sofistikovanější a jemně kritické práce. Režim uvolnil důraz na socialistický realismus; například mnoho postav románů autora Jurije Trifonova se zabývalo spíše problémy každodenního života než budováním socialismu. V této pozdní době vznikla podzemní disidentská literatura, známá jako samizdat. V architektuře se Chruščovova éra soustředila především na funkční design na rozdíl od vysoce zdobeného stylu Stalinovy epochy.
Ve druhé polovině osmdesátých let Gorbačovova politika perestrojky a glasnosti výrazně rozšířila svobodu projevu v celém Sovětském svazu, v médiích i tisku.

### Sport

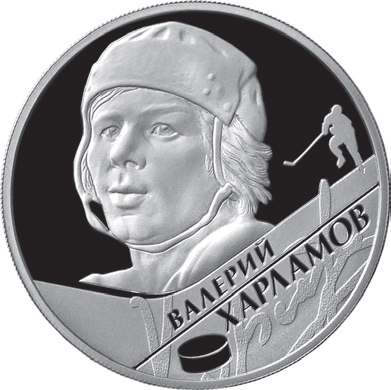
Valerij Charlamov reprezentoval SSSR na 11 mistrovstvích světa v ledním hokeji; získal 8 zlatých, 2 stříbrné a 1 bronzovou medaili.

V Sovětském svazu vždy existovala jasná souvislost mezi sportem a politikou. První hlavní rezoluce strany o sportu to jasně ukázala «na sportovní aktivity by se nemělo nahlížet pouze z pohledu veřejného zdraví a tělesné výchovy, nejen jako aspektu kulturního, ekonomického a vojenského výcviku mládeže, nejen jako prostředku socializace masy...ale jako i na prostředek náboru rolníků a pracovníků do různých stranických, pracovních a odborových organizací tak, aby byli přivedeni k společenským a politickým činnostem.»
Sporty byly v SSSR organizovány v rámci Výboru pro kulturu a sport, který spadal pod vládu. Tento výbor měl pod sebou 36 sportovních klubů a všechny kromě dvou byly spojeny s odborovými svazy. Mezi příklady známých sportovních klubů souvisejících s odborovými organizacemi patřily Locomotiv (železniční pracovníci), Burevestnik (studenti) a Spartak (osoby zaměstnané např. v oblasti zdravotní péče, obchodu, vzdělávání a kulturních odvětví). Existovaly také dva sportovní kluby mimo odbory; Dynamo (policie a KGB) a „pracovní rezerva“ (studenti technických vysokých škol). Mimo to ještě existoval armádní sportovní klub CSKA. Kluby v rámci CSKA a Dynama slavily nejvíce sportovních úspěchů.
Až do druhé světové války stál Sovětský svaz mimo mezinárodní sportovní hnutí. V roce 1951 byl však založen sovětský olympijský výbor a letních olympijských her v roce 1952 v Helsinkách a zimních v roce 1956 v Cortina d'Ampezzo se již SSSR poprvé zúčastnil. Rychle získal mezinárodních úspěchů a ve statistikách medailí se stal druhou nejúspěšnější zemí v Helsinkách a nejúspěšnější v Cortině d'Ampezzo. Až do letní olympiády v roce 1988 v Soulu a zimní olympiády v Calgary v roce 1988 získal Sovětský svaz dohromady 395 zlatých medailí na letních olympijských hrách a 78 zlatých medailí na zimních olympijských hrách. Letní olympijské hry v roce 1980 hostila Moskva, ale ze strany USA, Kanady, NSR a dalších zemí byly na protest proti sovětské invazi do Afghánistánu bojkotovány. V reakci na to Sovětský svaz a řada zemí východního bloku bojkotovala letní olympijské hry v roce 1984 v Los Angeles. V SSSR byl také široce využíván doping.

## Životní prostředí

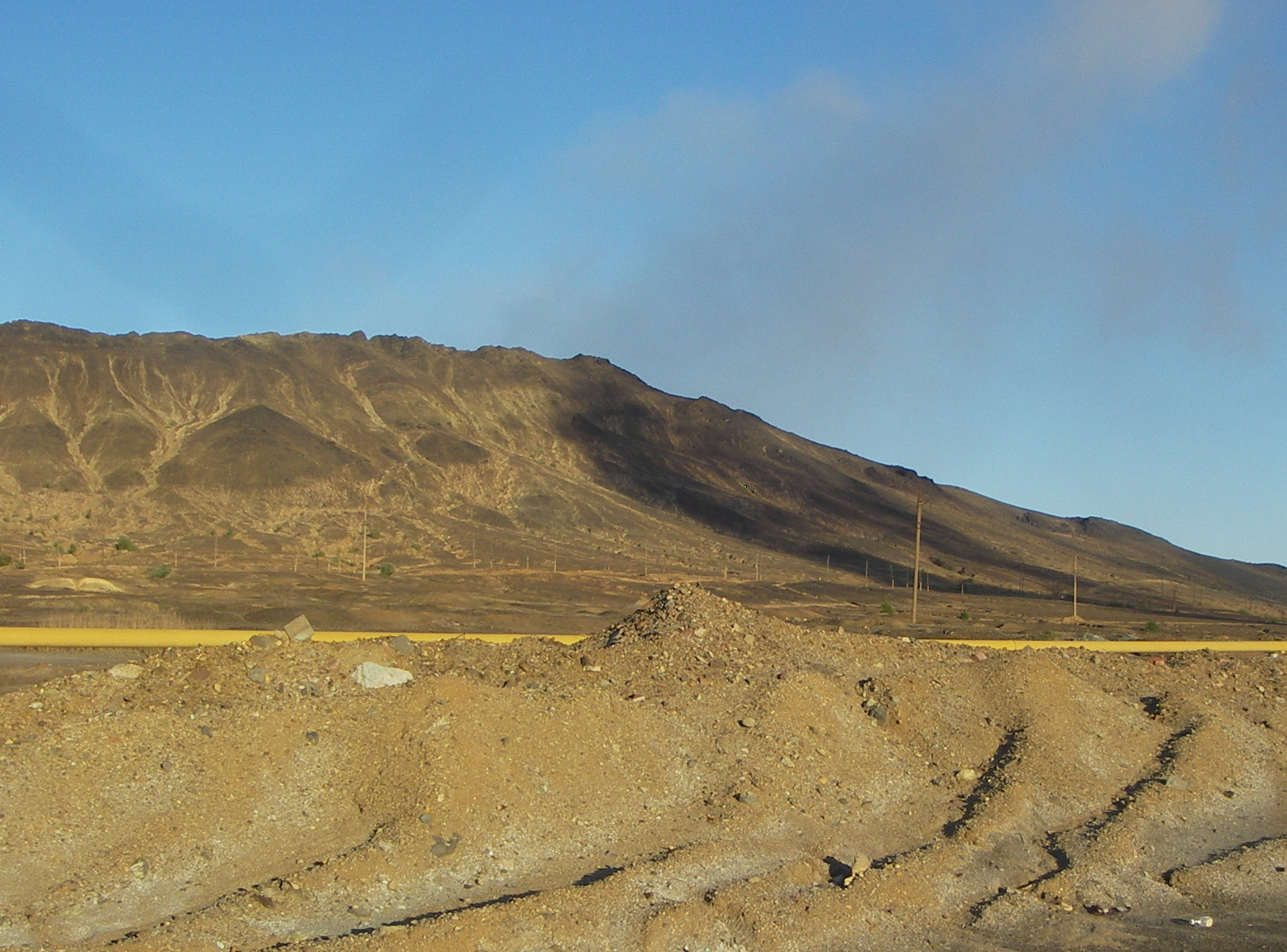
Krajina nedaleko Karabaše v Čeljabinské oblasti. Území bylo dříve pokryto lesy. Kyselé dešťové srážky z nedaleké měděné hutě ale veškerou vegetaci zabily.

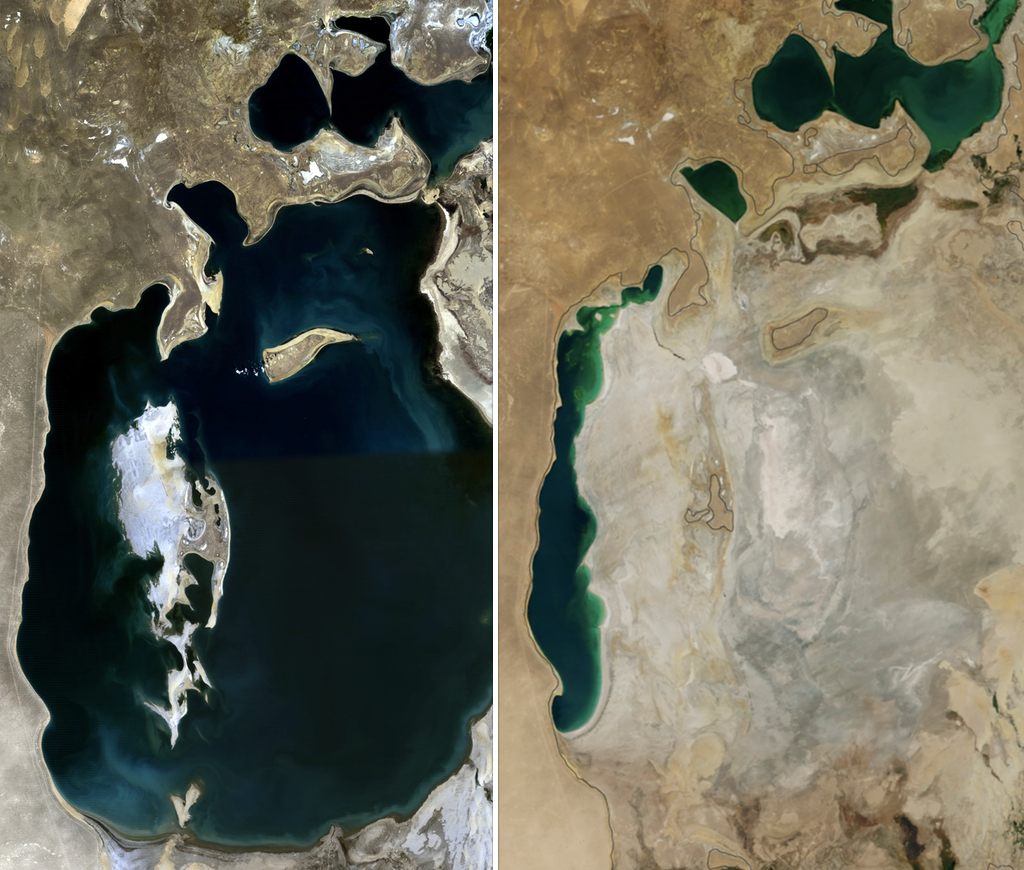
Jeden z mnoha dopadů přístupu k životnímu prostředí v SSSR – Aralské jezero, stav v roce 1989 a 2014

Oficiální sovětská politika životního prostředí vždy přikládala velkou důležitost akcím, při nichž lidské bytosti aktivně zlepšují přírodu. Leninův citát „Komunismus je sovětská moc a elektrifikace země!“ v mnoha ohledech shrnuje zaměření na modernizaci a rozvoj průmyslu. Během prvního pětiletého plánu z roku 1928 Stalin přistoupil k industrializaci země za každou cenu. Hodnoty jako ochrana životního prostředí a přírody byly zcela ignorovány v boji za vytvoření moderní průmyslové společnosti. Po Stalinově smrti se více zaměřilo na problematiku životního prostředí, ale základní vnímání hodnoty ochrany životního prostředí zůstalo stejné.
Sovětské sdělovací prostředky se vždy věnovaly obrovské rozloze země a prakticky nezničitelným přírodním zdrojům. To vyvolalo pocit, že kontaminace a drancování přírody nebyly problém. Sovětský stát také pevně věřil, že vědecký a technologický pokrok by vyřešil všechny problémy. Oficiální ideologie říkala, že za socialismu by se problémy životního prostředí mohly snadno překonat, na rozdíl od kapitalistických zemí, kde by se zdánlivě nemohly vyřešit. Sovětské úřady měly téměř neochvějné přesvědčení, že člověk může přírodu překonat. Když však orgány v 80. letech musely připustit, že v Sovětském svazu existují ekologické problémy, vysvětlily problémy tak, že socialismus ještě nebyl plně rozvinut; znečištění v socialistické společnosti bylo jen dočasnou anomálií, která by byla vyřešena, kdyby se socialismus vyvíjel.
Černobylská havárie v roce 1986 svět šokovala. Šlo o první velkou nehodu v civilní jaderné elektrárně, která na světe neměla obdoby, kdy bylo do ovzduší uvolněno větší množství radioaktivních izotopů. Radioaktivní dávky se rozptýlily relativně daleko. Hlavním zdravotním problémem po nehodě bylo 4000 nových případů rakoviny štítné žlázy, což však vedlo k relativně nízkému počtu úmrtí (údaje WHO, 2005). Nicméně dlouhodobé účinky nehody jsou neznámé. Mezi další velkou havárii patří kyštymská katastrofa.
Po pádu SSSR se ukázalo, že problémy s životním prostředím jsou větší než jaké sovětské úřady připouštěly. Mezi místa s jasnými problémy patřil poloostrov Kola. Okolo průmyslových měst Mončegorsk a Norilsk, kde se těží např. nikl, byly všechny lesy zabity kontaminací, zatímco severské i jiné části Ruska byly ovlivněny emisemi. Během devadesátých let 20. století se lidé ze západu také zajímali o radioaktivní nebezpečí z jaderných zařízení, vyřazených jaderných ponorek a zpracování jaderného odpadu či vyhořelého jaderného paliva. Na počátku devadesátých let bylo také známo, že Sovětský svaz svážel radioaktivní materiál do Barentsova a Karského moře, což později potvrdil ruský parlament. Havárie ponorky K-141 Kursk v roce 2000 na západě dále přispěla k obavám. V minulosti došlo k nehodám ponorek K-19, K-3, K-8, K-129, K-27, K-219 nebo K-278 Komsomolec.

## Postsovětský sentiment
Výsledky průzkumů pocitu Rusů po rozpadu Sovětského svazu se liší. Průzkum z roku 2006 ukázal, že postsovětský sentimet narůstá s věkem. Zatímco 44 % respondentů ve věku 18–24 let rozpadu litovalo, v kategorii nad 60 let zastávalo tento postoj 83 %. Celkový podíl litujících rozpadu se v letech 1992–2008 pohyboval mezi 62 % až 75 %. Nejčastější příčinou negativního postoje byla ztráta statutu velmoci.
V roce 2015 ruský president Putin, prohlásil o Sovětském svazu, že jeho rozpad byl katastrofou, především humanitární, když se 25 milionů etnických Rusů ocitlo v cizině. Ruský národ se tak podle něj stal nejvíce rozděleným národem na světě, což označil za tragédii.
V roce 2021 vyjádřilo lítost nad rozpadem SSSR celkem 63 % respondentů (z 1 603), z toho ve věku 18–24 let 24 %, ve věku nad 55 let 84 %.